# Catedral d'Amiens
La catedral d'Amiens (en francès: Cathédrale Notre-Dame d'Amiens) és una església catedralícia de culte catòlic romà sota l'advocació de la Mare de Déu a la ciutat d'Amiens, al departament del Somme. És la més gran de França pel seu volum interior, d'uns 200.000 m³. Amb les catedrals de Chartres, Reims i Bourges, és considerada l'arquetip de l'estil gòtic clàssic del segle xiii. Inclou també elements de les fases següents de l'art gòtic; en concret, del gòtic radiant —principalment a la capçalera— i del gòtic flamíger —en particular la gran rosassa a la façana occidental, la torre nord i el cadirat del cor. Té una longitud total de 145 metres i una alçada sota la volta de 42,30 metres, xifra que s'apropa al màxim que pot suportar aquest tipus d'arquitectura.
Es va construir a partir de l'any 1220, a partir de les restes d'una edificació anterior romànica destruïda per un incendi. Fou dissenyada amb una planta de creu llatina i, més tard, entre 1366 i 1401, van ser construïdes els campanars que flanquegen la façana occidentala.
Té el creuer centralitzat i la nau central està decorada amb una preciosa rosassa sobre un fris d'escultures que recorre la part de l'oest. La façana occidental, amb tres pòrtics monumentals, té unes arquivoltes profundes, rematades amb gablets. Aquesta façana mostra un gran programa d'iconografia escultòrica que comprèn bona part dels episodis de l'Antic i del Nou Testament; és coneguda com la «Bíblia d'Amiens».
L'any 1862 fou declarada monument històric de França i des del 1981 forma part del Patrimoni de la Humanitat de la UNESCO.

## Història

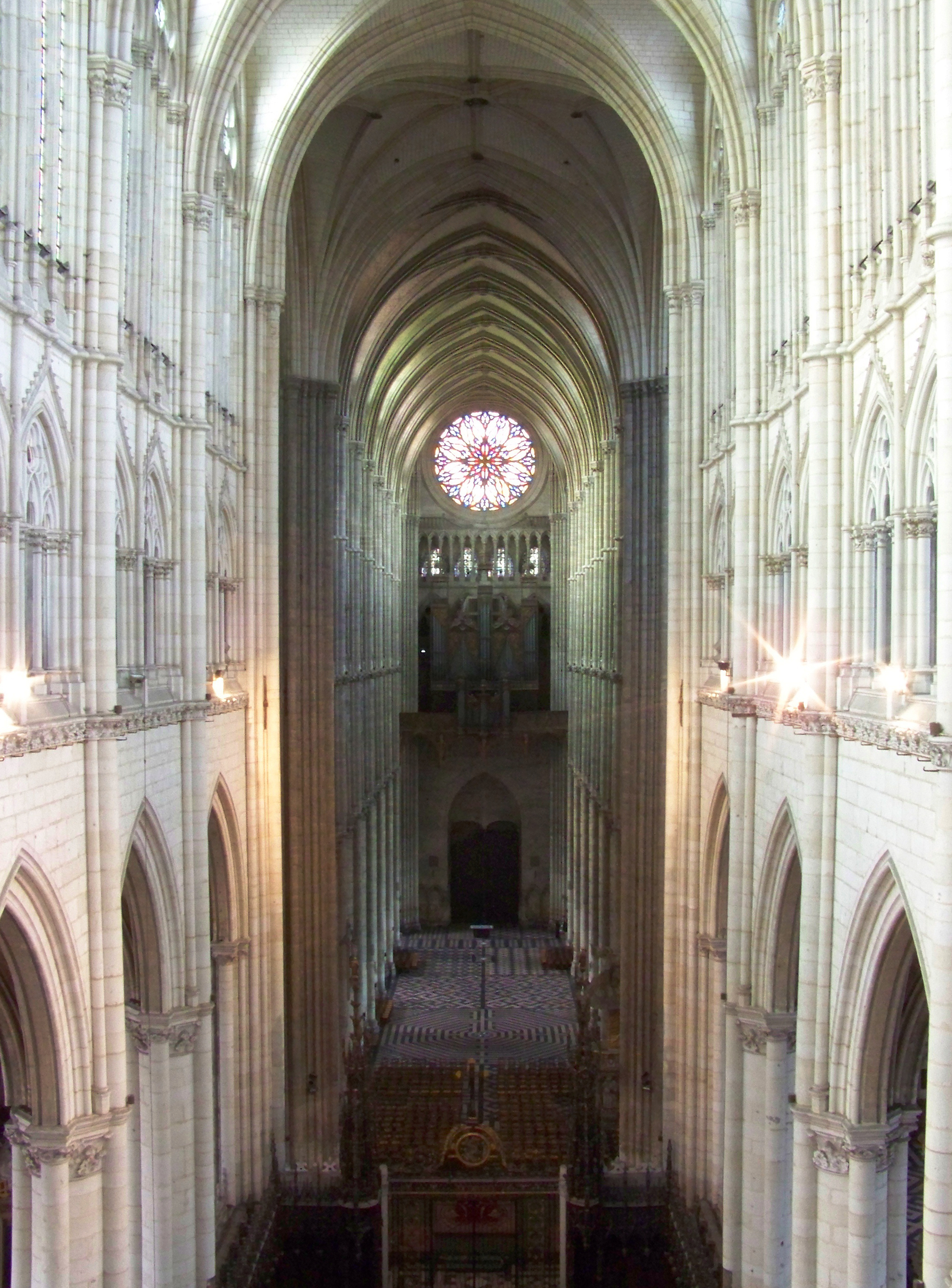
La part més antiga de l'edifici, la nau, vista des del trifori del cor.

La catedral actual ocupa un emplaçament on hi va haver diversos temples que se succeïren. El primer edifici data de finals del segle iii, de l'època gal·loromana, i durant els nou segles següents s'hi van anar construint diverses catedrals. El foc les va convertir en cendres; aquest va ser el que probablement succeí el 850, durant la invasió normanda, i també el 1019 i, un altre cop, el 1107. Després d'aquest darrer sinistre, el 1152 fou construïda una església romànica consagrada pel bisbe de Reims, de la que no se'n posseeix cap document i no se sap com era.
Un cavaller croat de la Picardia anomenat Wallon de Sarton, canonge de Picquigny, durant la Quarta Croada del setge de Constantinoble (1204) havia aconseguit robar la relíquia del crani de Sant Joan Baptista; se la va endur a Amiens on, el 17 de desembre 1206, fou rebut pel bisbe Richard Gerberoy. Molt ràpidament, la relíquia va ser objecte d'un pelegrinatge important; molts prínceps francesos i estrangers van viatjar per poder-la venerar. El cap del sant va atreure persones sordes, mudes, cegues i, especialment, les persones amb el «mal de Sant Joan», és a dir, que patien epilèpsia. Aquesta afluència va provocar que la catedral romànica quedés petita.
El 1218, un llamp va caure sobre la torre de l'antiga catedral i es va calar foc a les estructures. El sostre va cremar amb una rapidesa sorprenent, i aviat es va ensorrar tot l'edifici en flames. El bisbe Évrard de Fouilloy va decidir construir una nova catedral, no solament més gran i més bella que l'anterior, sinó també sense precedents entre els santuaris de la cristiandat. També era necessari que la nova catedral, amb el seu programa iconogràfic, fos un veritable llibre en pedra, que promogués l'ensenyament de la religió al poble cristià; per aquest motiu, es parla de la «Bíblia d'Amiens». I davant d'aquest gran desafiament, el bisbe va escollir Robert de Luzarches com a arquitecte.

### Construcció de la catedral (1220-1288)

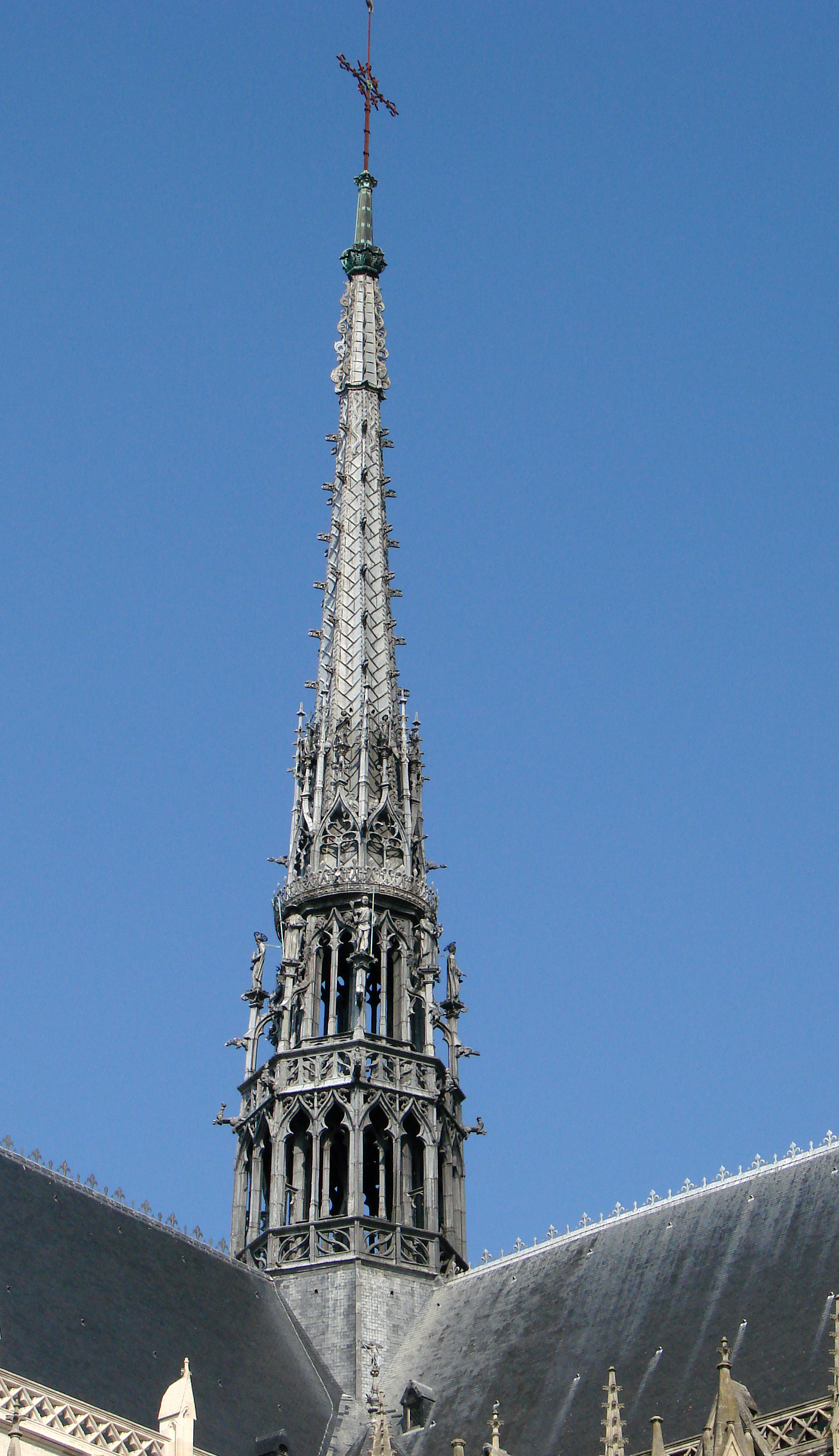
La fletxa és el punt més alt de la catedral, la primera consta de finals del

Els treballs de construcció van començar el 1220. Una mica abans s'havia enderrocat el recinte de la ciutat, la població de la qual havia augmentat enormement; el 1190, les muralles foren ampliades cap a l'est i, poc després, el 1193, cap al sud. Els constructors es trobaven en aquest espai engrandit a l'interior del nou recinte (conegut com a «Philippe-Auguste») i, per tant, podien construir un santuari de grans dimensions (145 metres de llarg i 70 d'amplada al creuer). Van haver de destruir l'església de Sant Fermí el confessor, que ocupava el lloc previst per al braç nord del creuer, i també l'Hôtel-Dieu que hagués impedit la construcció de la torre nord de la façana principal. El capítol de la catedral pensava utilitzar temporalment el cor de l'antiga església romànica. Contràriament a la norma comuna, el treball es va iniciar per la nau, des de la façana occidental, a conseqüència de les dificultats que provocava la demolició de l'antiga església de Sant Fermí.
Al segle xiii, durant el període del regnat de Felip II de França, Amiens va viure en gran prosperitat. La ciutat va aprofitar l'avantatge de la proximitat de Flandes, on el negoci tèxtil estava en expansió, i de les «fires de Champagne», que s'organitzaven setmanalment. El que va assegurar a la burgesia d'Amiens la base de la seva fortuna, va ser el comerç de l'herba del pastell, substància que s'utilitzava per tenyir les teles i era conreada a la regió. Amiens en tenia el monopoli i el bisbat d'Amiens va participar en la prosperitat general. No van faltar col·laboradors generosos i els recursos de la diòcesi van permetre finançar aquest gegantí projecte.
Robert de Luzarches i el bisbe Évrard Fouilloy varen morir l'any 1222 i el nou bisbe, Geoffroy d'Eu, va confiar el seguiment de les obres a Thomas de Cormont. Les donacions arribaven de tots costats i la construcció va avançar ràpidament. El 1228, els murs de la nau ja es trobaven al nivell del naixement de les voltes; aquest mateix any Renaud de Cormont va succeir el seu pare com a contractista principal i la nau es va completar cap al 1230. El 1236, any de la mort de Geoffroy d'Eu, la gran façana s'elevava fins a les cornises situades per damunt de la coberta i la base del creuer estava ja construïda. El nou bisbe, Arnoult, va començar el cor i les capelles radials. Però a partir de 1240, van tenir problemes econòmics, ja que s'havia exhaurit el pressupost i els treballs es van anar alentint; tanmateix, es va poder completar la girola, on Arnoult va ser enterrat el 1247.
El següent bisbe, Gerard de Coucy, no va impulsar gaire els treballs, que es van reduir força entre 1247 i 1258. Aquest any la catedral va patir un incendi que va devastar les capelles absidals. Aquest incident va tenir un efecte positiu, ja que despertà l'entusiasme dels constructors i mecenes, i es van reprendre els treballs a bon ritme fins al 1269, que va ser quan es va finalitzar el cor. La catedral gòtica, per tant, estava acabada, encara que les torres no van ser completades. Quasi dues dècades més tard, el bisbe Guillaume de Mâcon va elevar una fletxa (la primera) i va realitzar diverses petites modificacions al cor i a l'absis; aquests treballs es van acabar el 1288. Aquest any, es va crear el paviment del laberint, encara sota la direcció de Renault Cormont.
L'any 1288 és la data que s'utilitza per datar el final de la construcció de la catedral. Encara que les torres de la façana no s'havien acabat, en general, ja s'havien construït, i de manera força ràpida, les principals parts. Això dona a la catedral d'Amiens una unitat arquitectònica que rara vegada s'observa en altres catedrals. La construcció de la catedral d'Amiens va ser molt important per al desenvolupament de la racionalització dels treballs medievals i la talla en sèrie de les pedres. Des de l'inici de la construcció, Robert de Luzarches havia dissenyat quatre tipus diferents de pedres que van ser produïdes en sèrie. Les pedres utilitzades provenien especialment de les grans pedreres de Picquigny, que pertanyien als canonges d'aquesta parròquia. Un contracte que data de 1234 i ha sobreviscut fins als nostres dies, informa de la imposició de cinquanta lliures parisenques durant onze anys per pagar als canonges de Picquigny. També es van utilitzar les pedres de les pedreres de Croissy, Bonneleau i Doméliers; el material era transportat amb vaixell pel riu Somme fins a la ciutat d'Amiens.

### Des de 1288 fins a 1499

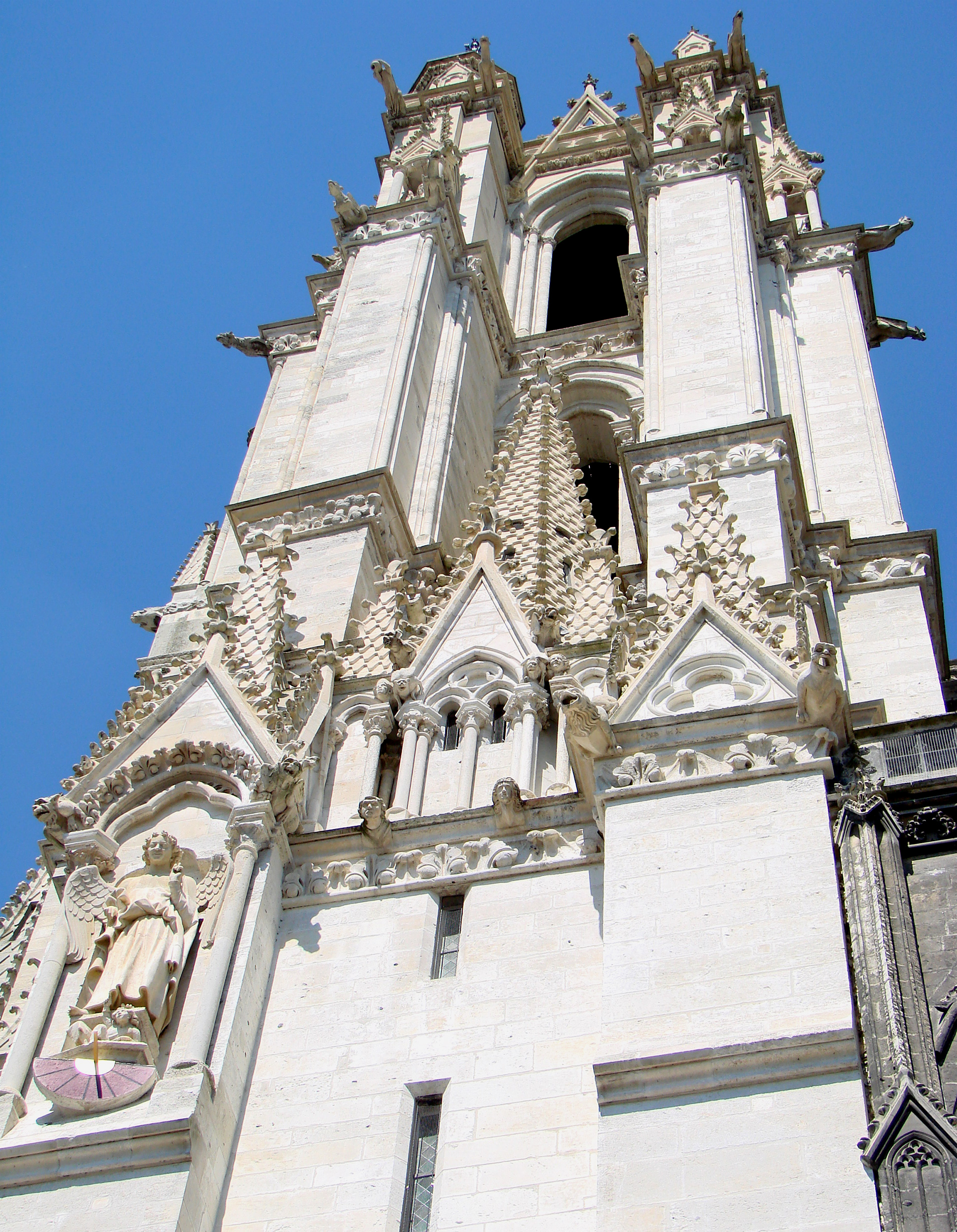
La torre sud va ser completada el 1366

Des de 1290 a 1375 es van construir les capelles laterals no previstes al plànol original. Per a construir-la, es van haver d'allargar els contraforts de les naus i es van situar les capelles als espais resultants. Són onze en total: sis al costat de l'Evangeli i cinc al costat de l'Epístola; les més antigues es van erigir des del transsepte a la façana occidental.
La torre sud de la catedral es va completar el 1366. Les obres de la torre nord es van aturar el 1375 per problemes a causa de la inclinació del terreny fins que finalment el 1402 se'n va acabar el coronament. El 1385 s'hi va celebrar el casament de Carles VI de França i d'Elisabet de Baviera. El duc Carles I de Borgonya, que el 1470 havia establert el seu campament a Saint Acheul ansiós per poder capturar Amiens, va quedar tan enlluernat per la grandesa del temple que va prohibir expressament a la seva artilleria disparar contra l'edifici, tal com va explicar Olivier de la Marche.
L'any 1498, Pierre Tarisel va ser nomenat maistre des ouvrages de maçonnerie (mestre d'obres) i es va adonar que es podria produir un ensorrament imminent que podia provocar el col·lapse de la catedral. Amb el pas dels anys, alguns constructors havien oblidat el desastre del 1284 que succeí a la catedral de St. Pierre de Beauvais, quan la part central corresponent al cor, de 47 metres, s'havia ensorrat. Com a prevenció, es van executar unes obres d'emergència per tal d'enfortir els contraforts de la nau i el creuer. A més a més, els grans pilars del creuer rebien la càrrega dels grans arcs elevats a 42,30 metres. Pierre Tarisel va envoltar quasi tot l'edifici d'una cadena de ferro fabricada a Espanya. Aquesta cadena, que passa pel trifori de la nau i els creuer, envoltà quasi tot l'edifici; actualment encara hi és. La catedral, per tant, no tan sols fou salvada d'una destrucció segura, sinó que també adquirí solidesa com ho demostra el pas dels segles.

### Des del 1500 a la Revolució Francesa

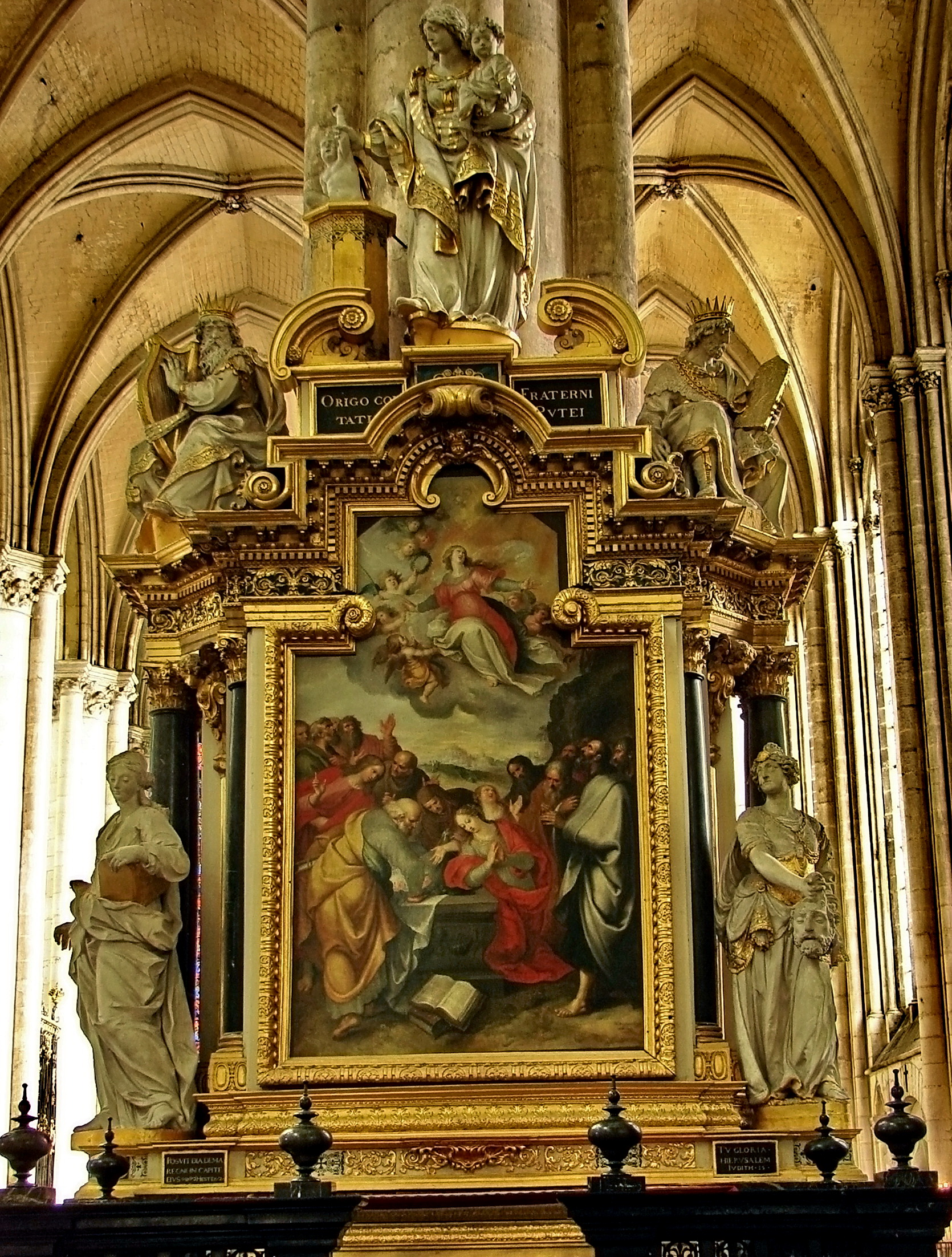
Capella de Notre-Dame du Puy situada al deambulatori al braç sud del transsepte. L'estàtua de l'esquerra, santa Genoveva, fou transformada en «Deessa de la Raó» durant la Revolució Francesa.

Des de 1508 fins a 1519 es va portar a terme la creació del magnífic cadirat del cor. El seu nombre original era de 120 seients, que ha quedat reduït a 110. El 1528, la torre de la catedral va ser destruïda per un llamp i va caldre construir-ne una de nova. Té una altura de 112,70 metres.
La rosassa occidental, el cim de la qual està situat a 42 metres, va ser reconstruïda per ordre de l'alcalde de la ciutat al segle xvi, tot seguint l'estil gòtic. Al segle xviii, es va procedir a una revisió important de la decoració del cor. Així, el cor alt fou destruït el 1755 i també part del tancament del cor del segle xv que fou reemplaçada per una reixa de Jean Veyren, segons els plànols de Michel-Ange Slodtz. Aquesta obra mestra va ser acabada el 1768. Van afegir-se estàtues i una càtedra barroca ben notable; totes aquestes innovacions van exhaurir els pressuposts, i amb això es descuidà el manteniment de l'edifici. Les reparacions es van fer als arcbotants del cor, però per falta de diners es van deixar passar intervencions necessàries.
Durant la Revolució Francesa, Notre-Dame d'Amiens va patir poc en comparació amb molts altres temples francesos. La població va saber conservar el seu patrimoni dels atemptats pels vàndals de la Revolució, com les que van realitzar les tropes de Joseph Lebon que el 1793 van fer destrosses a la propera ciutat d'Arres. Hi va haver unes poques flor de lis, algunes creus i fins i tot algunes escultures que van ser eliminades, incloent-hi els pinacles del cadirat del cor que mostraven una decoració amb flor de lis. Les petites i grans estàtues que hi ha a diversos portals, així com la galeria dels reis, es van mantenir intactes. La catedral es va convertir en un «Temple de la Raó i la Veritat». Avui podem veure l'estàtua de santa Genoveva, convertida en «Deessa de la Raó», a l'altar de la capella de Notre-Dame du Puy, a l'esquerra del braç sud del transsepte.

### Des de la Revolució fins alseglexx
Al segle xix, Eugène Viollet-le-Duc, que havia elaborat un informe sobre l'alarmant estat de manteniment de la catedral, poc o gens conservada durant els segles xviii i xix, va procedir a una restauració de l'edifici —considerada per alguns com a polèmica—, obra que es perllongà durant vint-i-cinc anys. I, de fet, va incorporar elements a l'edifici que a l'edat mitjana no hi eren. Per exemple, a la part superior de la façana principal, va construir una galeria per comunicar les dues torres: la galeria dels Sonneurs.
El juliol del 1918, durant la Primera Guerra Mundial, la catedral va ser atacada pel foc de les tropes imperials alemanyes en l'última ofensiva alemanya del front occidental del front de guerra. Però davant la insistència del papa Benet XV, els alemanys van deixar de tenir com a objectiu el temple. La catedral es va salvar i, poc després, l'exèrcit alemany es va retirar, quedant tot en ordre. El maig de 1940, en la Segona Guerra Mundial, durant el bombardeig alemany que va afectar seriosament la ciutat, la catedral també se'n salvà de patir desperfectes.

### Restauració i policromia
A la dècada del 1990 es van fer importants treballs de conservació i neteja als portals de la façana principal utilitzant un mètode amb làser. Aplicant aquesta tècnica es van descobrir les restes de la policromia original amb què estava pintada tota la façana, donant fi a una llarga controvèrsia. A principis de l'any 2011 bona part de la façana va quedar coberta per bastides. Des d'aleshores, i gràcies a un làser multicolor s'ha aconseguit recrear l'edifici com era a l'època medieval. L'espectacle, que se celebra cada nit durant l'estiu, per Nadal i Cap d'Any, està acompanyat per música i per una explicació sobre les escultures dels portals.

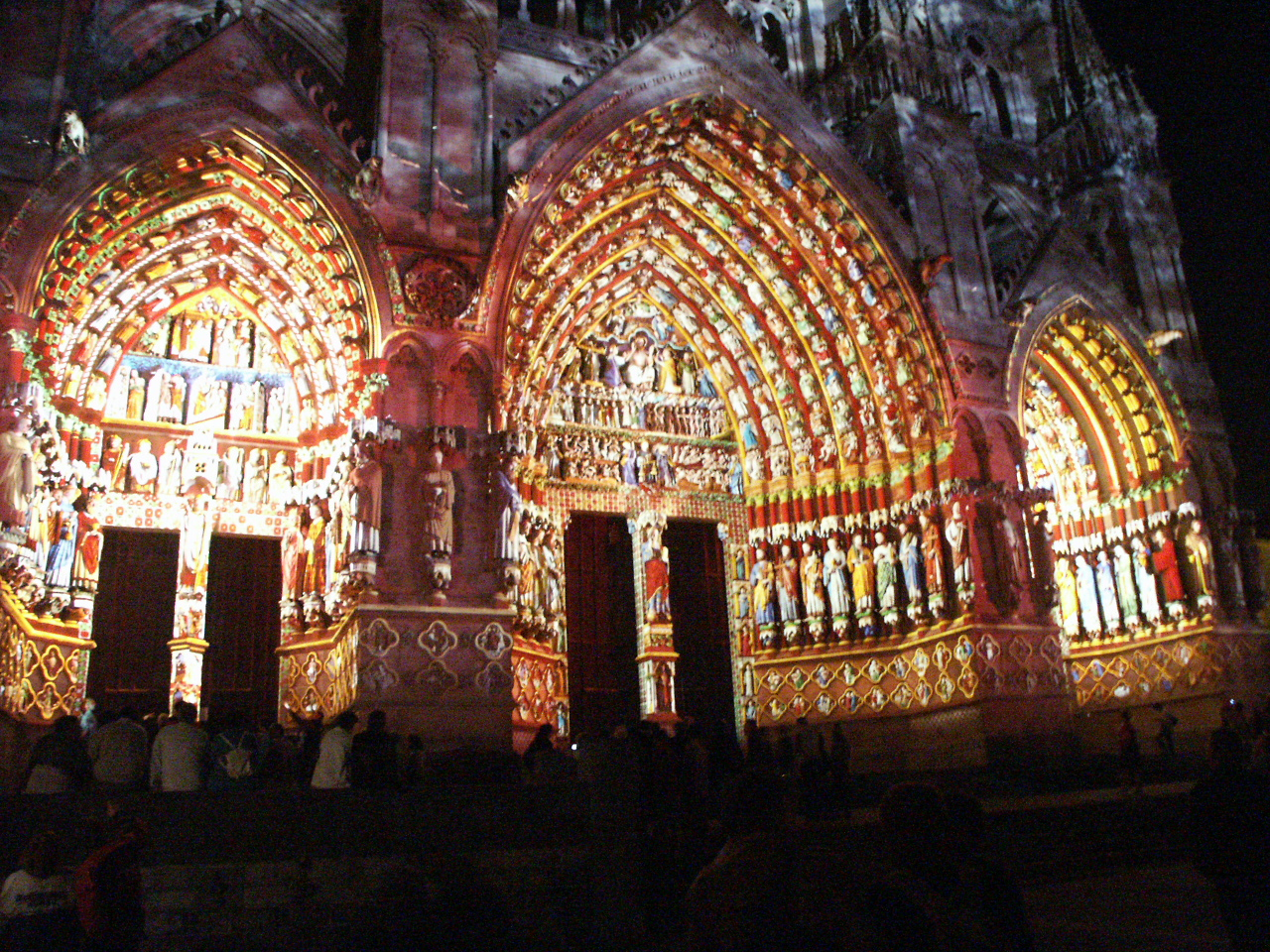
Policromia de la façana
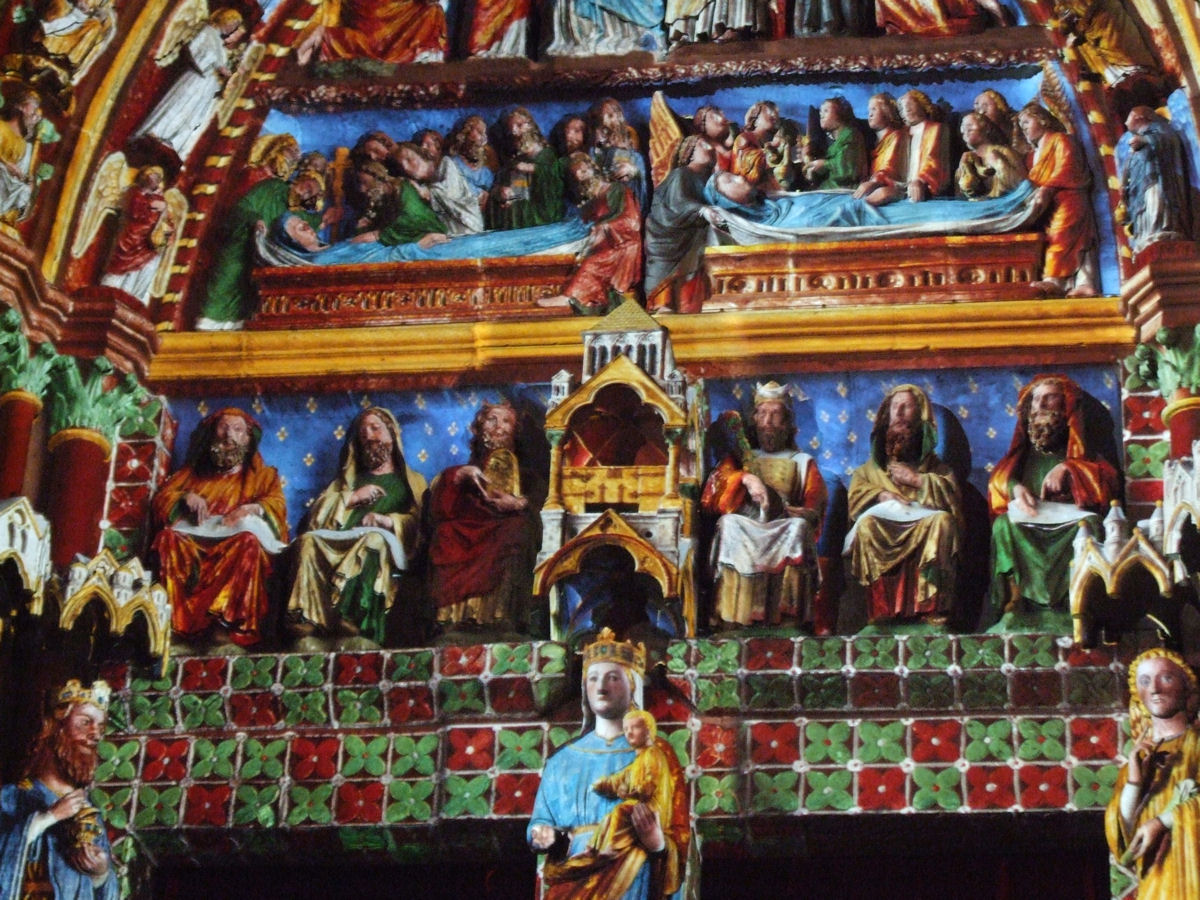
Timpà del portal de la Mare de Déu
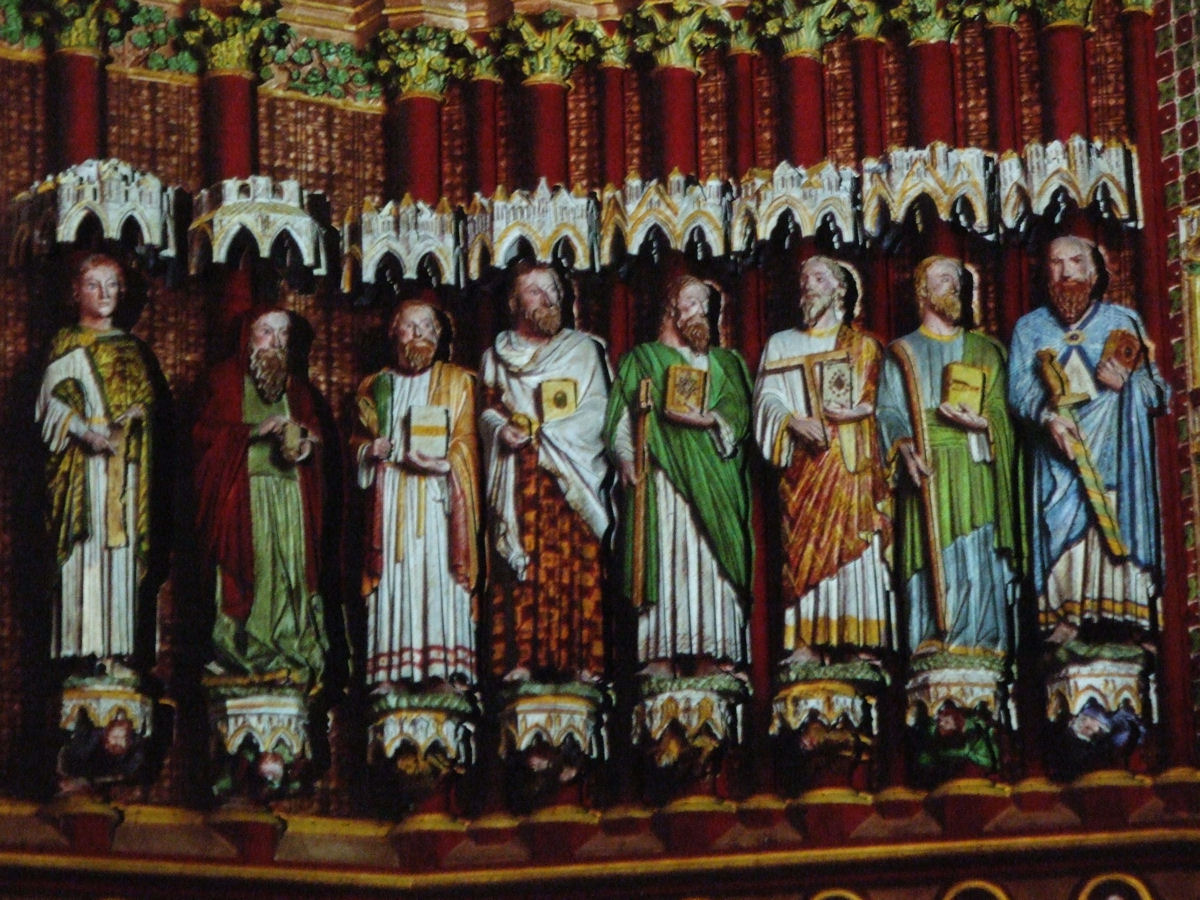
Escultures del portal del Judici Final

## Planta i alçat

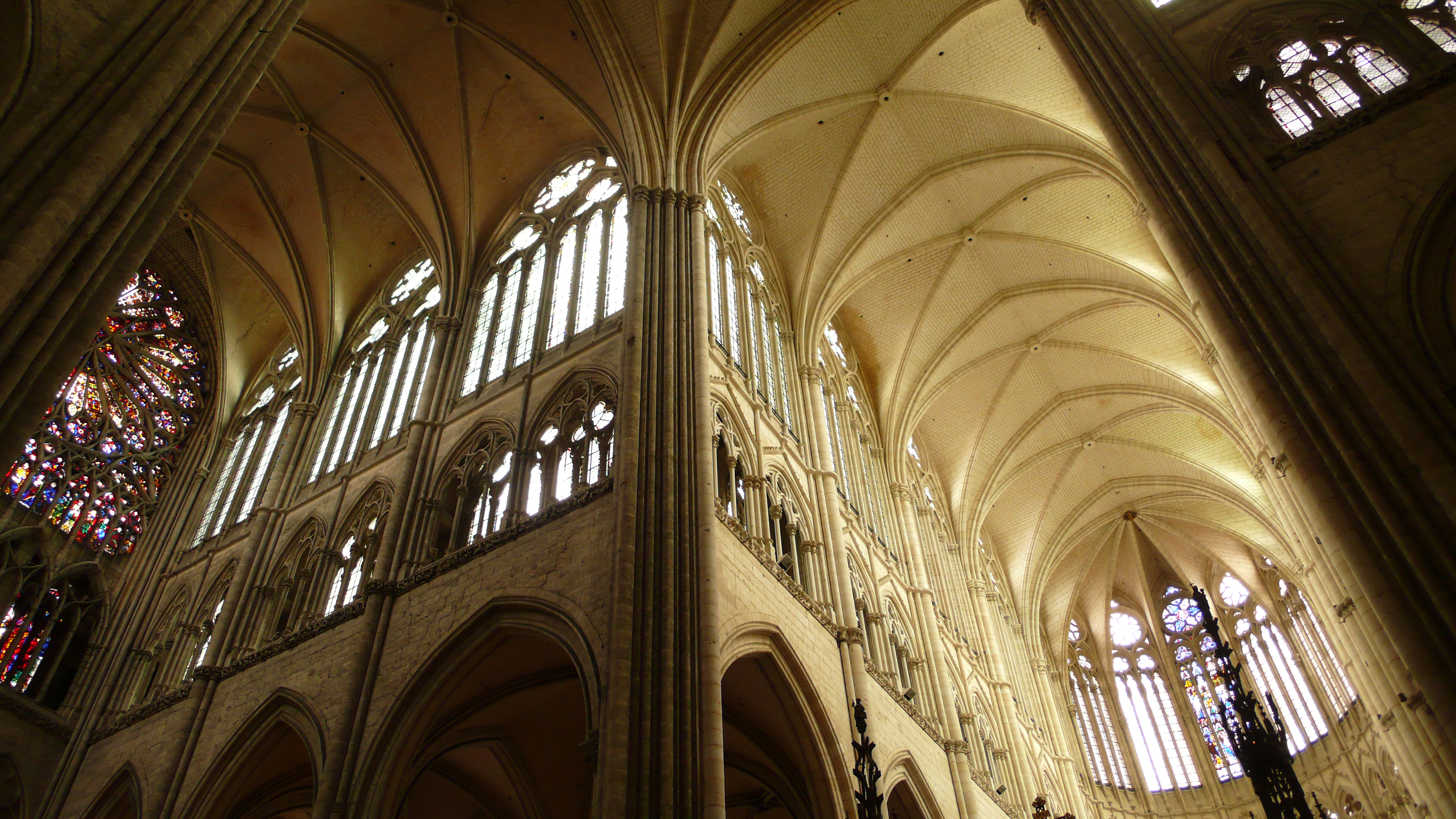
Interior amb la vista de les voltes i l'arcada

La catedral està construïda sobre una planta amb forma de creu llatina. Té una nau central i dues de laterals amb capelles, un creuer sense cimbori que es cobreix amb voltes de creueria estrellades i un cos central que comprèn cinc naus; al final hi ha el deambulatori, que està envoltat de set capelles radials, amb una capella axial més allargada, que presenta una gran semblança amb l'arquitectura de la Sainte-Chapelle de París, construïda a la mateixa època. La nau central s'organitza mitjançant grans arcades i un trifori amb vitralls. Els pilars que sostenen els arcs són de secció circular i arranjats per quatre columnes adossades. Les voltes de creueria reposen en columnes.
Té una sostrada de doble vessant molt apuntada, preparada per resistir nevades importants, i posseeix contraforts exteriors acabats en pinacles que sostenen l'estructura mitjançant arcbotants.

## Dimensions
Les mides de la catedral d'Amiens són les següents:
- Plànol original de la catedral realitzat per Eugène Viollet-le-Duc. La catedral ha canviat poc des d'aleshores. Cal afegir les onze capelles laterals de la nau.[18]
- Alçat transversal de la nau lateral

- longitud exterior: 145 m
- longitud interior: 133,50 m
- profunditat de la capella del cor junt el deambulatori i capelles axials: 64 m
- longitud de la nau: 54 m
- amplada de la nau central: 14,60 m
- amplada de cada una de les naus laterals: 8,65 m
- amplada de la nau central amb les dues laterals: 32 m
- alçada sota la volta de les naus laterals: 19,7 m
- alçada de les columnes al llarg de la nau (capitells inclosos): 13,85 m
- distància entre els pilars (d'oest a est): 5,2 m
- amplada del creuer, sense les seves dues naus: 14,25 m
- ample total del creuer: 29,30 m
- longitud total del creuer: 70 m
- longitud interior del creuer: 62 m
- alçada de la volta: 43 m
- alçada exterior de la teulada a doble vessant: 56 m
- alçada de la ploma o fletxa: 112,70 m
- alçada de la torre nord: 68,19 m
- alçada de la torre sud: 61,70 m
- Superfície: 7.700 m²
- Volum intern: prop de 200.000 m³ (quasi el doble que Notre Dame de París, però solament la meitat del volum de la catedral de Colònia, que és de 407.000 m³)

Façana occidental: 
- amplada façana: 48,78 m
- amplada del portal central: 11,69 m
- profunditat del portal central: 5,52 m
- amplada de cada portal lateral: 6,27 m
- profunditat de cada portal lateral: 4,54 m
- amplada dels dos contraforts que separen aquests tres pòrtics: 2,92 m

## Exterior

### Façana occidental

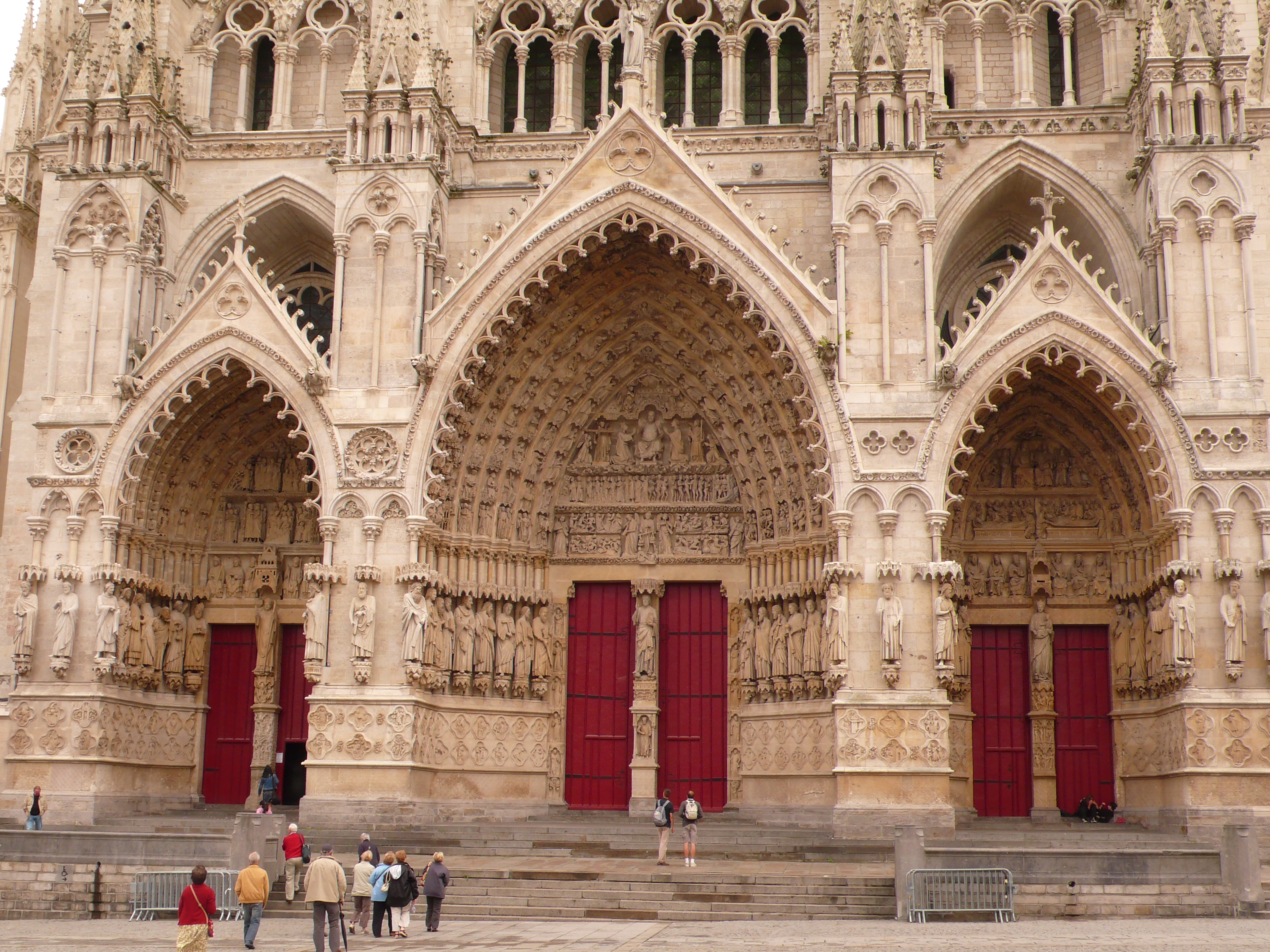
Façana occidental amb els tres portals

La façana occidental és harmoniosa, és a dir, que consta de tres portals amb doble porta a les tres naus, tres nivells d'alçada i dues torres. Damunt dels portals hi ha un trifori que consisteix en una sèrie d'arcs ogivals dobles; sobre aquest trifori hi ha la galeria dels reis i més amunt, centrada, la gran rosassa. Finalment, es va incorporar una altra galeria —la dels sonneurs— que uneix les dues torres bessones construïdes al segle xix per Viollet-le-Duc; aquesta última galeria està coronada per una segona galeria formada amb arcs calats delicats. Darrere aquestes galeries es troba una terrassa anomenada «Casa dels músics».
Hi ha una diferència notable entre la façana interior i la façana exterior. La façana interior conté el primer projecte de façana, modificat posteriorment i ocult per l'orgue. La façana té en compte la sobreelevació de la nau —una mica més de quatre metres— sobre les cobertes superiors.
Cada un dels tres portals està coronat per un frontó triangular, i al seu centre presenta una decoració pètria d'un trèvol. Les bases d'aquests frontons estan flanquejades a banda i banda per gàrgoles d'éssers fantàstics. El gran frontó central duu a la part superior una estàtua d'un àngel tocant una trompeta. Aquesta estàtua va ser col·locada al segle xix per Eugène Viollet-le-Duc, en substitució d'una altra imatge de sant Miquel lluitant amb un drac.

#### Portal del Judici Final
El gran portal central o del Judici Final, està flanquejat per dos portals més petits: el de la Mare de Déu, a la dreta de l'espectador, i el de Sant Fermí, a la seva esquerra.
El timpà per sobre de la porta principal està decorat amb una representació del Judici Final, quan, segons la tradició cristiana, els morts ressuscitarien i serien jutjats per Crist. Aquest timpà està dividit en tres registres. Al nivell inferior, els ressuscitats surten de les seves tombes al so de les trompetes. L'arcàngel Sant Miquel i la seva balança es troben enmig d'ells per fer el pesatge de les ànimes. A la part inferior de l'escena, un dimoni intenta provocar l'engany fent la balançada a favor seu. Al registre intermedi, els condemnats estan separats dels escollits i, nus, són empesos pels dimonis i dirigits a la boca del monstre, el Leviatan. Al registre superior, Crist al seu tron, amb les mans aixecades i el tors nu per mostrar les seves ferides, està envoltat per la Verge i Sant Joan, que agenollats intercedeixen per la salvació de les ànimes; també hi ha àngels que porten els símbols de la Passió.
La representació de l'Infern i el Cel és a les dovelles de les arquivoltes inferiors del timpà. Al cel, primer es veu les ànimes reunides al costat d'Abraham. Després es dirigeixen cap a una ciutat que representa la Jerusalem celestial. La representació de l'infern, com es mostra, és molt similar a la de Notre-Dame de París. Es veuen genets nus sobre cavalls, evocant l'Apocalipsi.

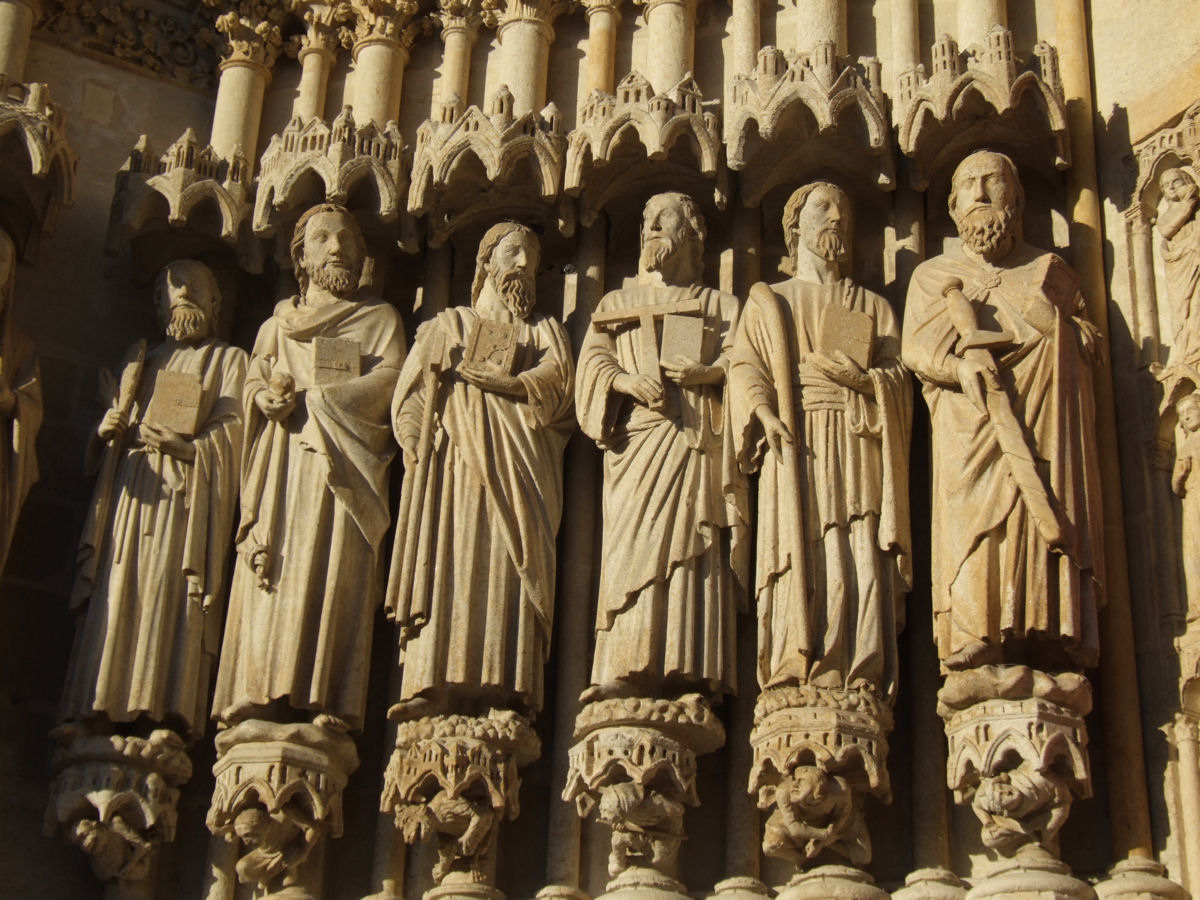
Part lateral esquerra
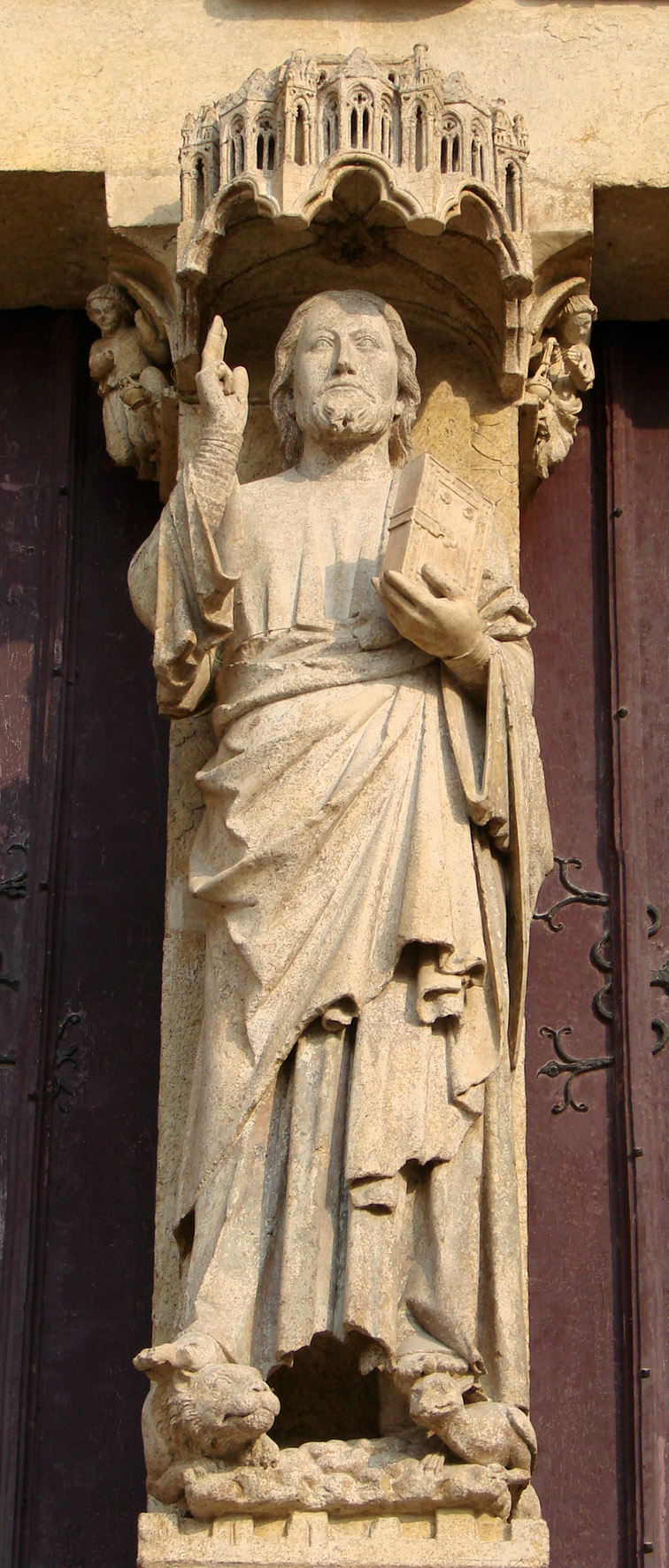
Mainell amb l'escultura de Crist, «Beau Dieu d'Amiens»
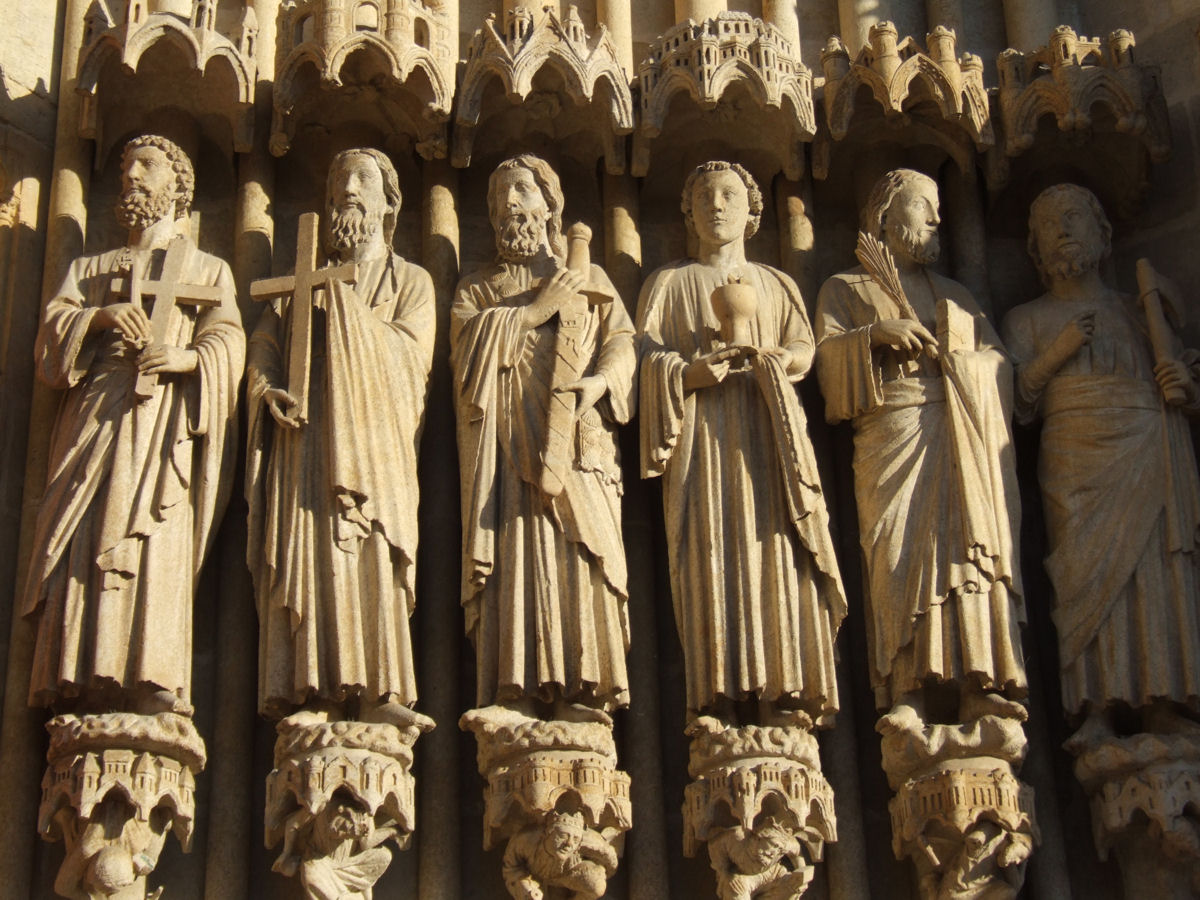
Part lateral dreta

Al mainell del portal hi ha una estàtua de Crist salvador, el «Beau Dieu d'Amiens», una magnífica representació de Crist. Aquesta és una de les estàtues més notables de la catedral. Dret, vestit amb una túnica llarga, té els peus sobre un drac i un lleó i a la mà esquerra sosté un llibre tancat, mentre que beneeix amb la mà dreta. Als costats de la doble porta es troben les grans estàtues dels dotze apòstols i els quatre profetes majors. D'esquerra a dreta es troben successivament: els profetes Daniel i Ezequiel, seguits per Simó o Judes, Felip, Mateu, Tomàs, Jaume el Menor i Pau. A la següent seqüència: Pere, Andreu, Jaume el Major, Joan, Simó o Judes, Bartomeu, i els profetes Isaïes i Jeremies. En la base, es pot veure una sèrie de medallons lobulats que representen els vicis i virtuts. Lateralment a la part dreta de la porta entre la porta del Judici i la de la Mare de Déu, hi ha una altra sèrie de medallons amb altres escenes, entre elles, Jonàs sortint del cos de la balena.

#### Portal de la Mare de Déu

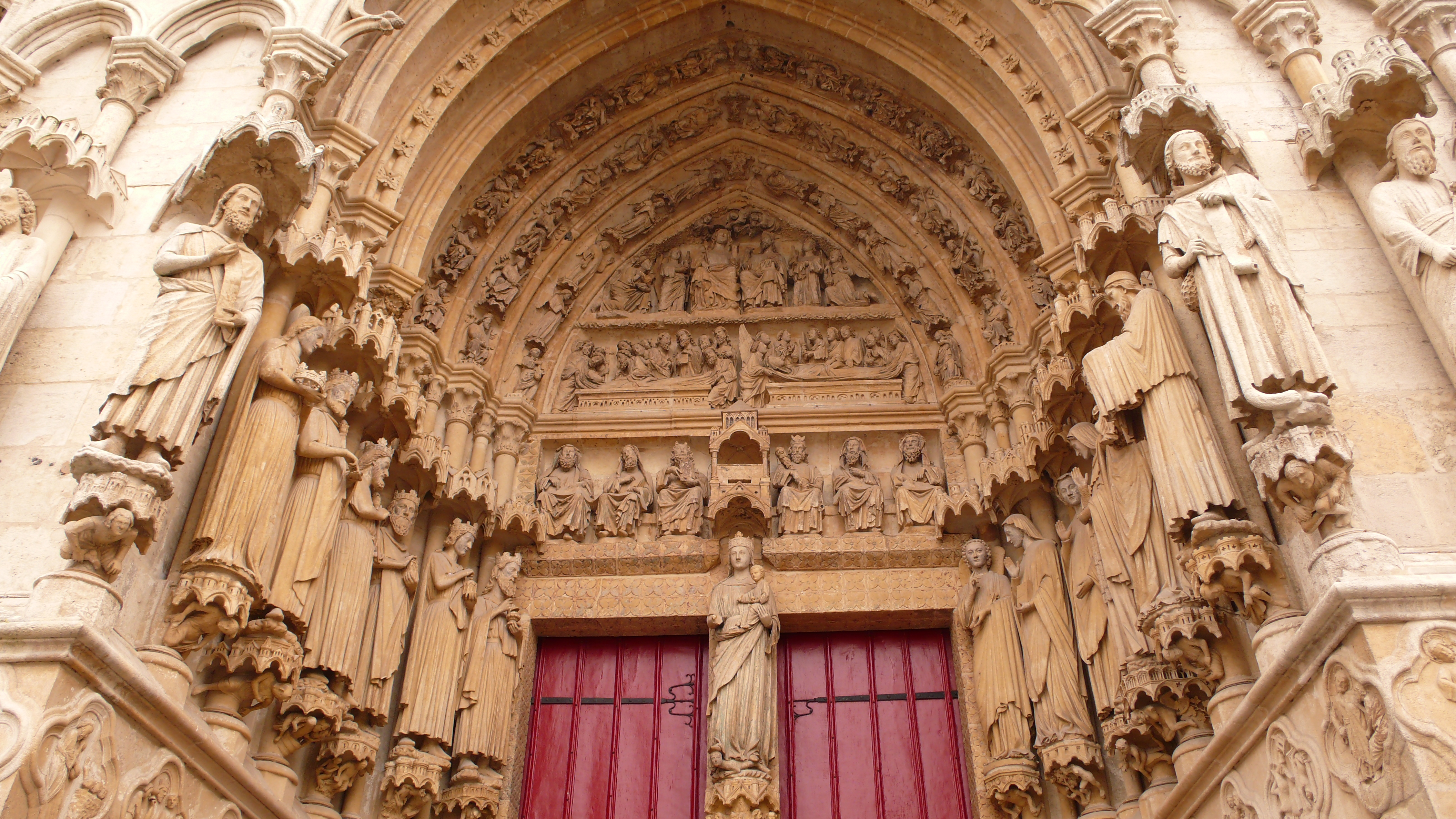
Timpà del portal de la Mare de Déu

El portal sud de la façana occidental està dedicat a la Mare de Déu. El timpà representa passatges de la seva vida, al registre inferior hi ha una sèrie de sis personatges de l'Antic Testament que representen els avantpassats de la Verge. La mort i l'Assumpció de la Verge estan representades al registre mitjà, i finalment a la part superior es troba l'escena de la seva Coronació al cel. Als voltants de les arquivoltes hi ha esculpits àngels duent encensers i canelobres i vint-i-sis figures d'ancians portant ceptres i corones.
Al mainell central hi ha una gran estàtua de la Mare de Déu, que té sota els seus peus un animal monstruós amb cap humà. Està representada molt estàtica, inspirada en el model de les escultures de la catedral de Chartres. Al pedestal es troben uns baixos relleus amb una sèrie d'escenes del Gènesi. Les estàtues que adornen els brancals laterals de la porta són particularment notables: a la dreta estan agrupats en parelles, que representen tres episodis importants de la vida de Maria: l'Anunciació, la Visitació i la Presentació de Jesús al Temple. A l'esquerra, de l'exterior a l'interior, hi ha la Reina de Saba, el rei Salomó, el rei Herodes el Gran i els tres reis mags. A sota, catorze medallons contenen relleus que inclouen representacions d'episodis del Nou Testament, la majoria són escenes de la vida dels reis mags fins a la matança dels Innocents.

#### Portal de Sant Fermí

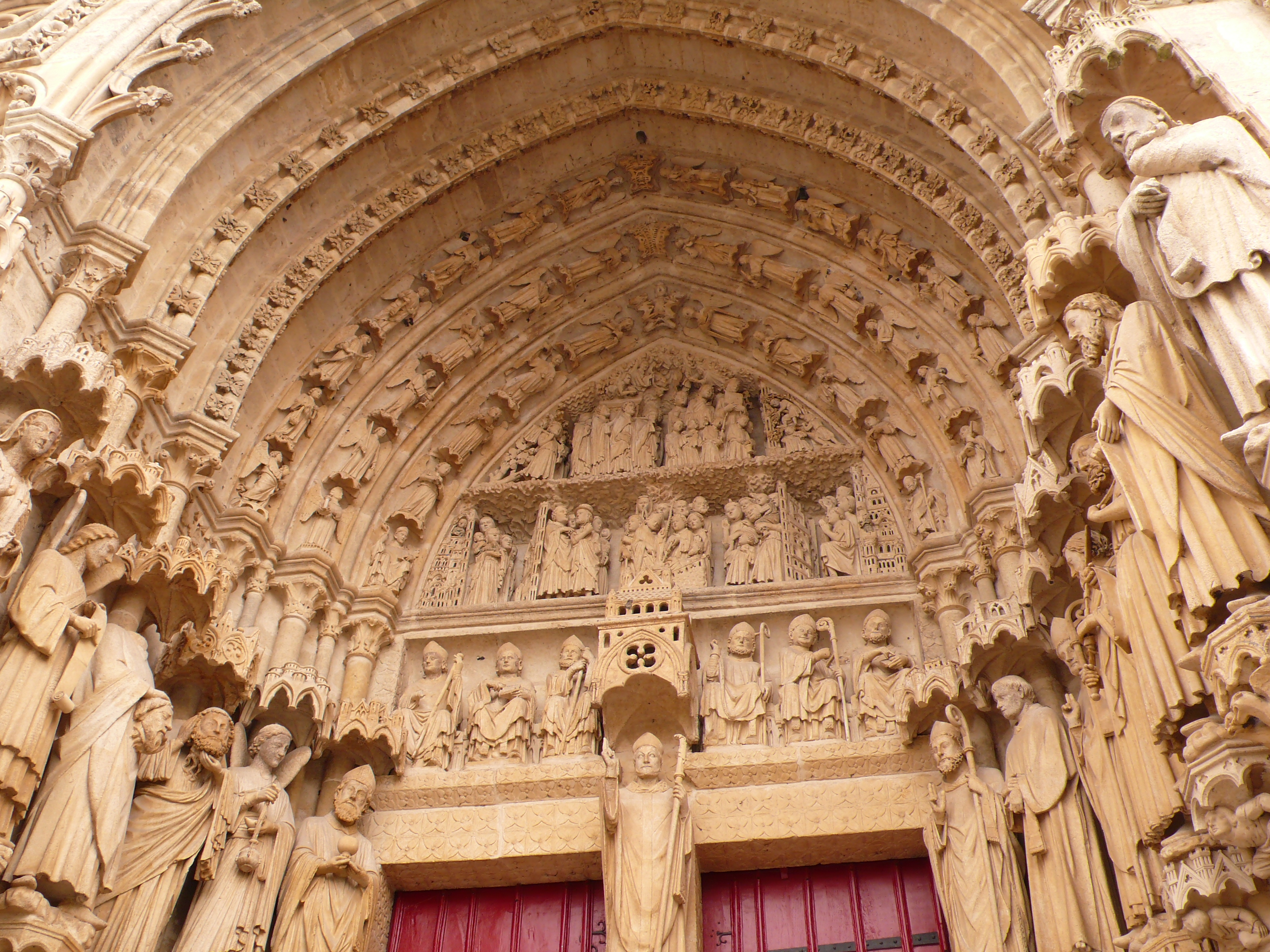
Timpà del portal de Sant Fermí

El portal del nord està dedicat a  Sant Fermí, que és representat al mainell amb les vestidures i el bàcul pastoral de bisbe i al timpà també dividit en tres espais, com els altres portals, al primer registre es troben representats els sis primers bisbes d'Amiens, al segon: fets històrics sobre la seva vida, i finalment a l'espai superior es relata la història de la descoberta del cos del sant.
A banda i banda de la porta hi ha sis grans estàtues, la majoria d'elles són sants, les relíquies dels quals s'exposen cada any sobre l'altar de la catedral. Al mur esquerre, es pot veure santa Ulphe, un àngel, sant Acheul (màrtir), sant Ache (màrtir), un àngel i sant Honorat d'Amiens, bisbe de la ciutat. Al costat dret hi ha les estàtues de sant Fermí el confessor (segon bisbe de la ciutat), sant Domice, sant Fuscien (màrtir), sant Warlus i sant Luxor.
Els baixos dels laterals de la porta de Sant Fermí són ricament treballats. S'hi inclouen una sèrie de vint-i-quatre medallons, tallats amb forma de trèvol de quatre fulles, que representen un calendari agrari, establint una correspondència entre els dotze signes del zodíac i el treball agrícola dels dotze mesos de l'any. Totes aquestes escultures estan molt ben conservades malgrat els quasi vuit segles d'antiguitat, es coneix com el «zodíac calendari Picard» o d'Amiens. Els personatges representen treballs del camp i usen roba de temporada diferent; cal no oblidar el predomini significatiu de la població rural a la ciutat d'Amiens.

#### Galeria dels Reis

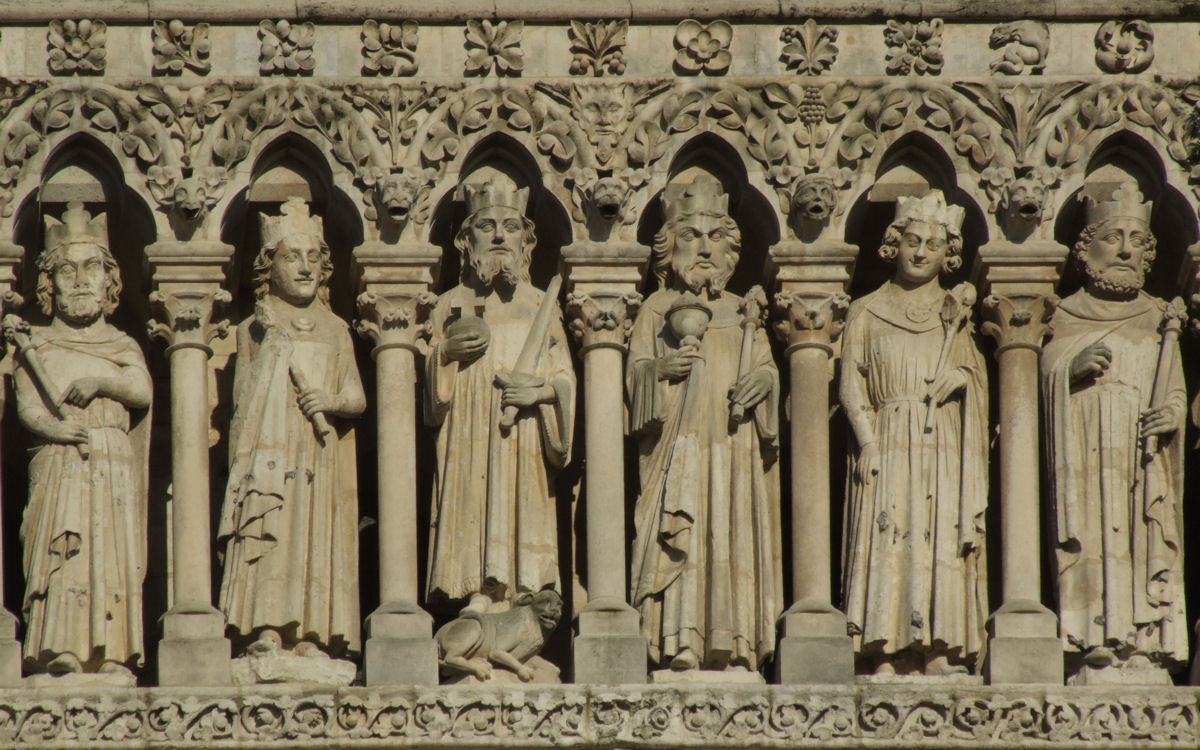
Alguns Reis del centre de la galeria

A la façana de la catedral d'Amiens, immediatament per damunt dels tres portals, es troba una galeria de servei coberta, decorada amb arcs i columnes, és la galeria intermèdia, entre la galeria dels Reis i els frontons dels portals, està datada cap a 1235 i s'anomena comunament trifori, essent practicable com la dels Reis i la terrassa superior. Totes aquestes galeries comuniquen amb els pisos interiors de les torres.

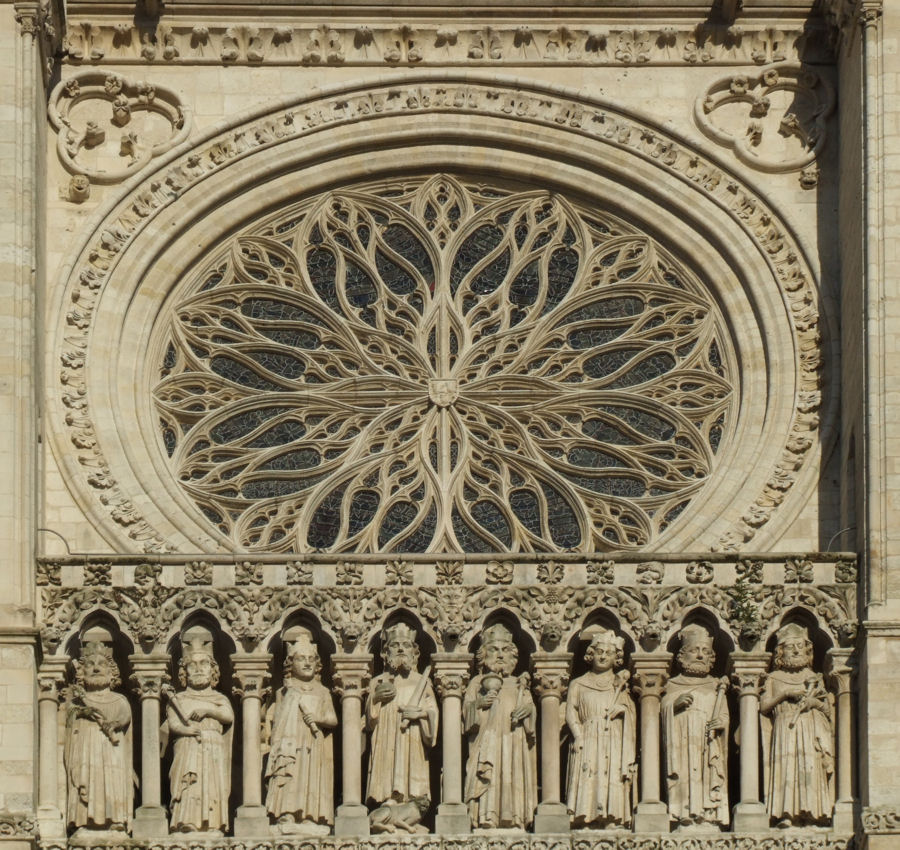
La rosassa de la façana occidental

L'anomenada galeria dels Reis és al seu damunt i conté a més a més una terrassa completament pavimentada, les aigües de la pluja són expulsades per diverses gàrgoles que es troben a nivell de les bases de les arcades que hi ha prop del cap dels reis. Les escultures dels reis són vint-i-dues i no se sap amb certesa a qui representen. Daten de la primera meitat del segle xiii. La part central de la façana té vuit estàtues de 3,75 metres, emplaçades a 30 metres d'alçada. A més a més, n'hi ha cinc a cada costat occidental de cada torre, i una més col·locada a cada part davantera dels quatre contraforts de la façana, els contraforts que la divideixen en tres zones verticals. Aquestes estàtues sembla que estan relativament mal proporcionades, amb el cap massa gran i les cames curtes. Aquests tipus de personatges es troben a la galeria de la catedral de Notre-Dame de Reims, i Notre-Dame de París (a París, les estàtues daten del segle xix).
La gran rosassa central superior és d'estil gòtic tardà i va ser col·locada al segle xvi per ordre de l'alcalde d'aquesta època. Està situada just damunt de la part central de la galeria dels Reis i està precedida per la terrassa, per tant, en una part més endarrerida de la façana.

#### Les Torres

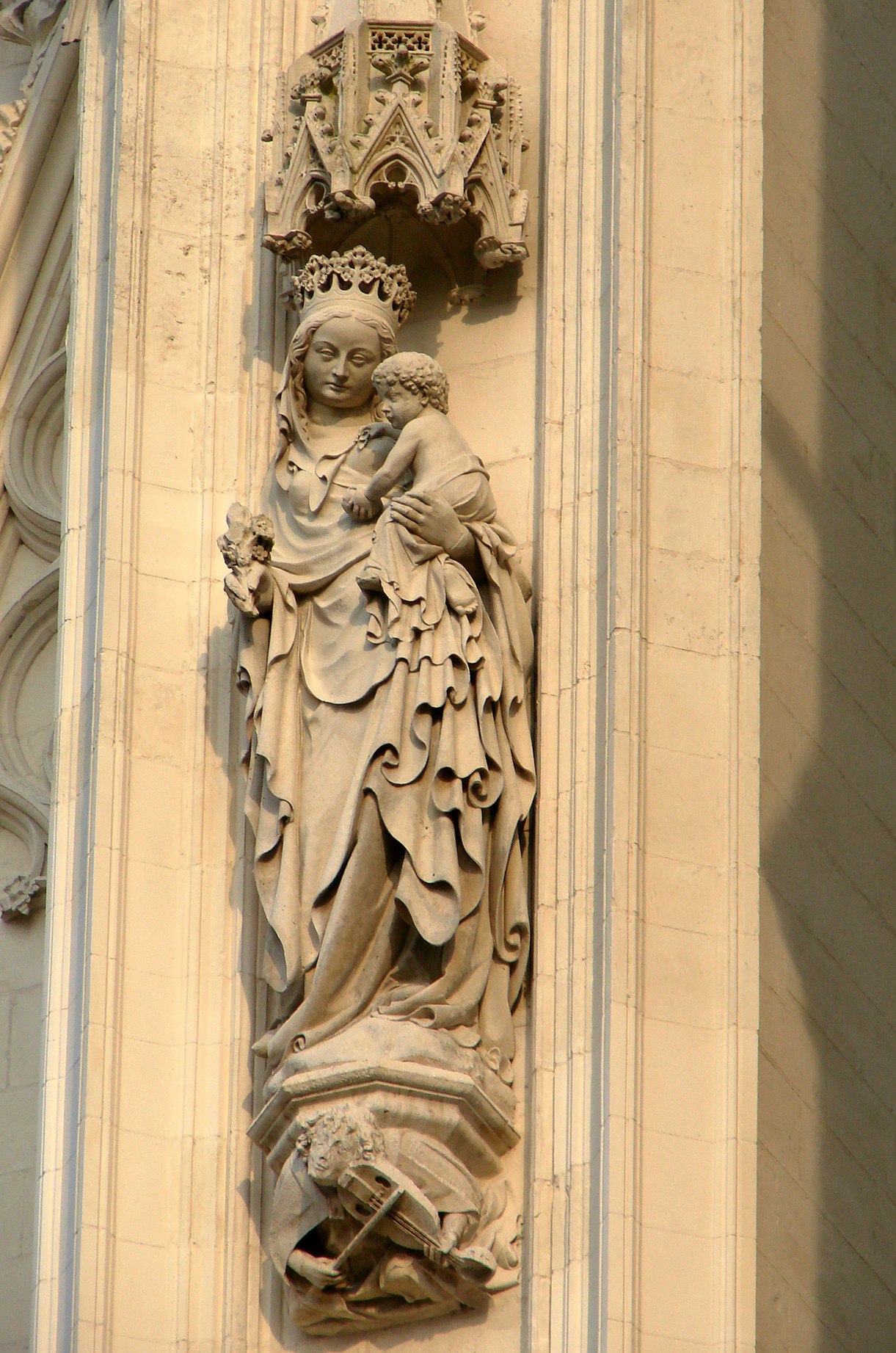
Estàtua Mare de Déu a la torre nord (segle XIV). A la peanya s'aprecia la figura d'un músic que toca un rabec de tres cordes

Les torres, de fet, tenen la part superior inacabada, sense aconseguir dotar d'esveltesa el conjunt de la construcció. Aquest paper l'aconsegueix la fletxa del creuer, que és visible des de moltes parts de la ciutat d'Amiens. Van ser les últimes parts de l'edifici que es van construir, presentant una planta quadrada en lloc de la rectangular que era el comú a totes les catedrals de l'època. Aquestes torres mostren la meitat del que hagués hagut de ser la seva altura total, i els dos contraforts, que estarien situats lateralment a la regió mitjana de les torres, es van convertir en contraforts dels angles. El motiu d'aquesta situació va ser la falta de recursos financers.
Al moment d'acabar-se la nau —entre 1220 i 1228— la façana principal només havia estat iniciada i s'havia obert el buit per a la rosassa. No va ser fins al 1238 que les obres van rebre un nou impuls gràcies al bisbe Arnoult, i es completà la façana occidental, tot i que en trobar-se novament amb pocs recursos els projectes es van anar restringint. El 1240, el bisbe Arnoult havia aconseguit que els treballs de la catedral anessin a un gran ritme però els diners es van exhaurir i es va haver de suspendre la construcció, tractant d'aconseguir noves donacions. A més a més, el 1258, un incendi va destruir les estructures de les capelles de l'absis. Aquest desastre també va contribuir a endarrerir la construcció de les torres de la façana. A Amiens, on el poble mostrava poc entusiasme per veure el monument acabat —com en altres llocs—, va començar un llarg període per recollir donacions necessàries per continuar els treballs, encara que no van ser prou abundants per permetre tot el que s'esperava construir inicialment.
De la façana original, en queden els dos pilars de la porta central i l'entorn de la gran rosassa. Des de 1240, les noves parts de la façana es van elevar en correspondència amb un nou pla menys ambiciós: els tres pòrtics, els frontons i els pinacles, la primera galeria i la galeria dels reis, així com el pis inferior de les torres. Pel que fa a les parts superiors de les torres i la galeria que hi ha entremig, es van aixecar les seves estructures al segle xiv i principis del segle xv. El coronament de les dues torres i la restauració de les seves parts mitjanes es va realitzar sota la direcció de Viollet-le-Duc entre 1849 i 1857.

### Façanes laterals

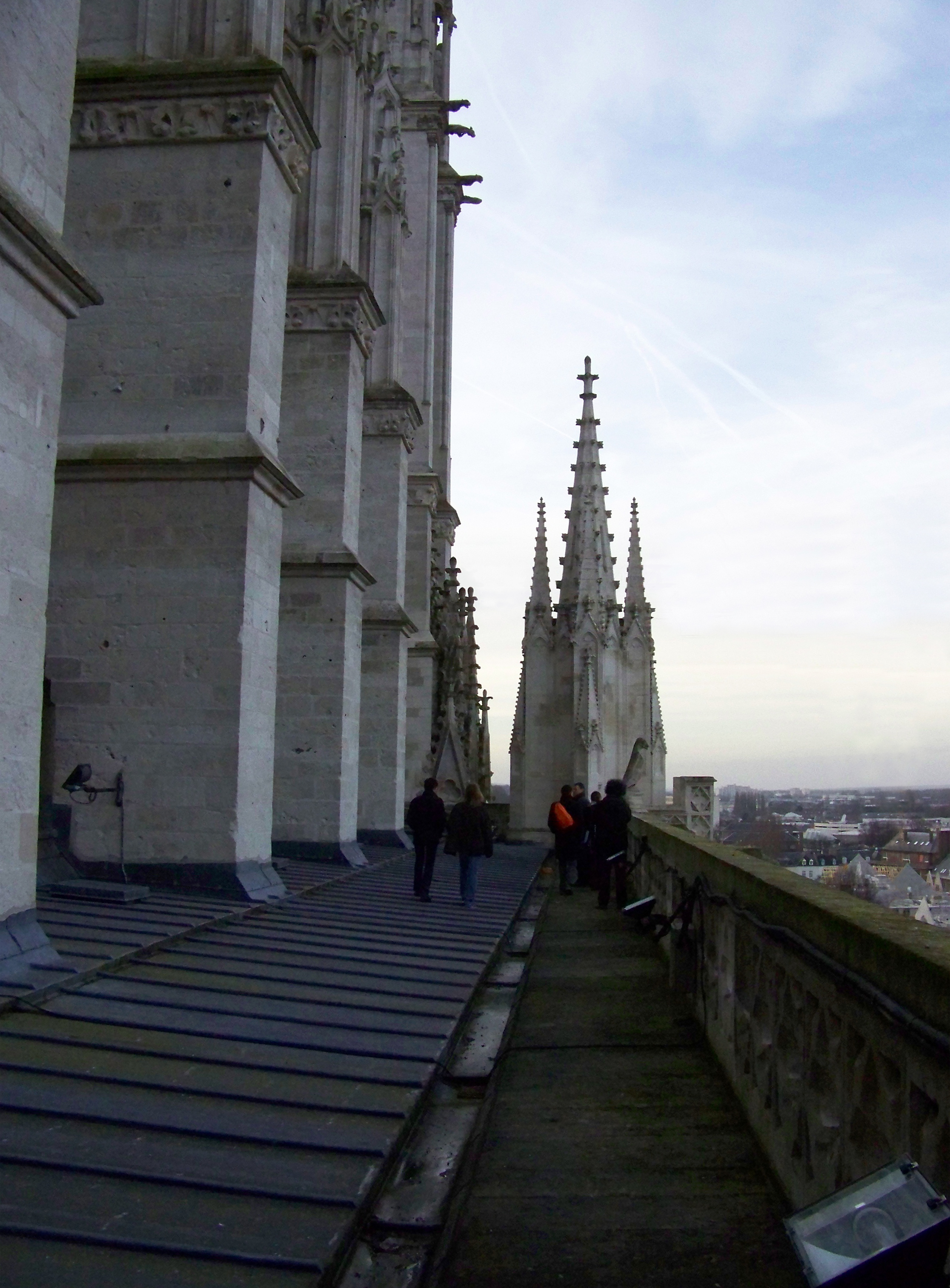
Els sostres de les capelles laterals nord de la nau estan formats per una terrassa contínua

Les façanes o murs laterals de la part nord i sud són més o menys simètriques. Les disposicions arquitecturals bàsiques que es troben al costat sud es poden veure també al del nord. Les diferències més grans d'aquestes façanes són entre les parts de la nau i les del presbiteri. La nau i el presbiteri es van construir durant dos períodes diferents amb una separació d'una trentena d'anys, per la qual cosa l'estil arquitectònic del mur de la nau és del tipus gòtic clàssic, mentre que la del presbiteri pertany a un estil gòtic posterior. Les vidrieres de la nau estan compostes per quatre ogives coronades per una rosassa polilobulada, mentre que les del presbiteri tenen sis ogives, també coronades per una rosassa. Aquests vitralls alts del presbiteri estan coronats per un frontó triangular característic del gòtic, i s'eleva fins a la galeria que recorre la base del sostre del presbiteri.
Sobre cadascuna de les naus laterals —nord i sud— hi ha un ampli espai d'ús comú cobert per un mateix sostre inclinat cap a l'exterior. Aquest espai té com a correspondència a l'interior de l'edifici el trifori, ple de llum gràcies a aquest espai. A nivell del presbiteri, la part interior del doble deambulatori té una terrassa enjardinada. Amb vistes a la terrassa, hi ha una sèrie d'obertures que donen al trifori del cor. Al nivell central, el deambulatori exterior i les capelles radials de l'absis estan cobertes per un sostre piramidal, amb seccions múltiples pendents a tots dos sentits tant cap a l'exterior del carrer, com cap a l'interior de la terrassa de l'edifici. En canvi, a les capelles laterals de la nau, construïdes en alineació estricta de la girola, es cobreixen amb una coberta plana integrada en una gran terrassa comuna, envoltada per una balustrada.
El creuer té un braç cap a l'oest i un altre a l'est; té una organització arquitectural mixta presbiteri-nau. Al costat oriental del creuer, el braç queda sota una terrassa que s'estén per la coberta, que cobreix el deambulatori intern, llevat del tram de l'extrem, que es cobreix amb una coberta octogonal piramidal. El costat occidental del creuer té una coberta com la de la nau, és a dir, amb un sostre inclinat cap a l'exterior. Això suposa que no hi ha terrassa a aquest nivell, per la qual cosa el trifori corresponent a l'interior de l'edifici és cec.

#### Portal de Saint-Honoré

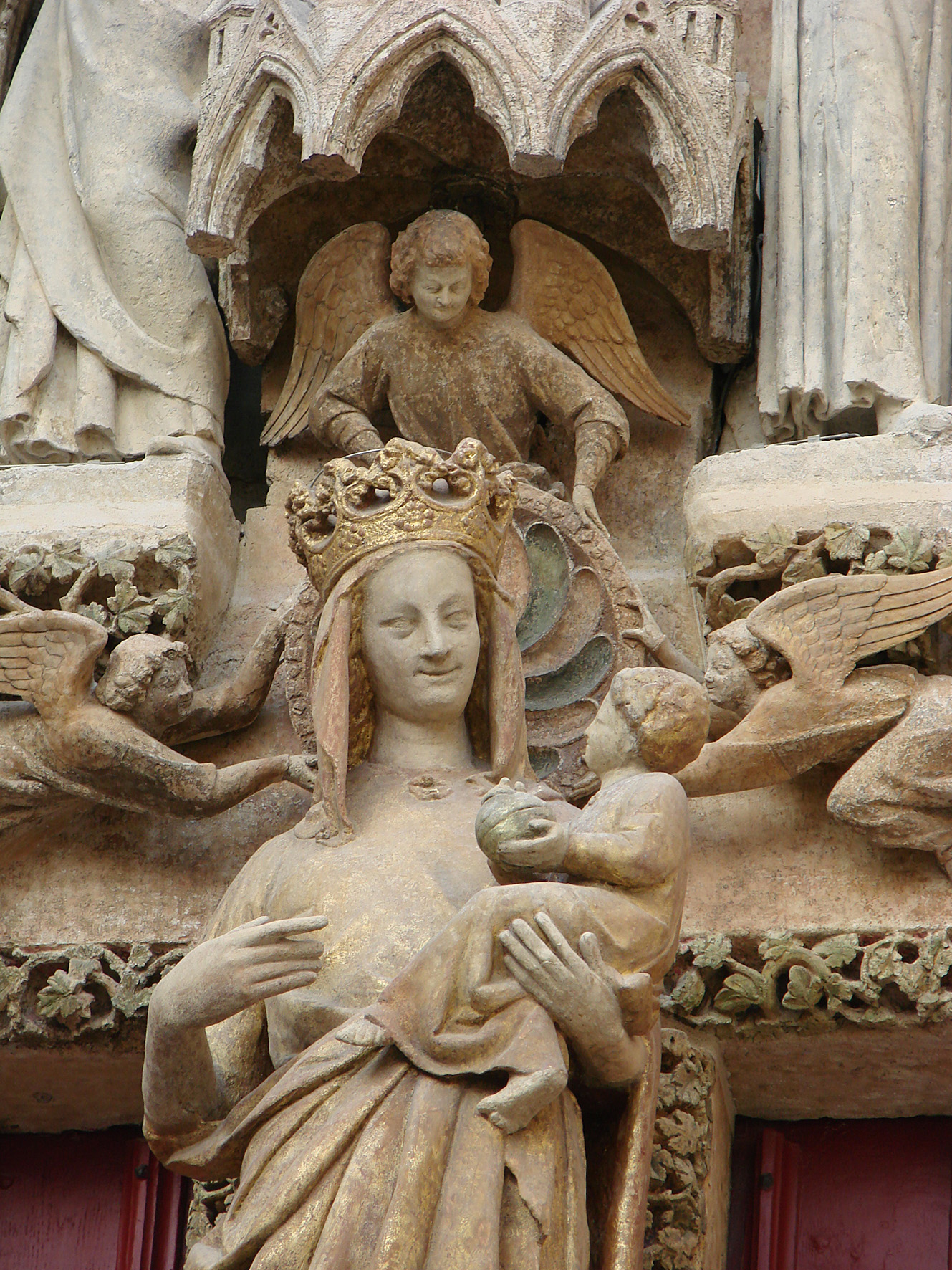
Detall de la Verge Daurada

El portal del braç sud del creuer, o portal de Saint-Honoré, és també conegut com el portal de la Verge Daurada, a causa de la imatge que adorna el seu mainell. El timpà relata diversos episodis de la vida de Sant Honorat, vuitè bisbe d'Amiens, que va viure al segle vi. Al registre inferior, tallat sobre la llinda, es pot veure el comiat dels apòstols a Jesús el dia de l'Ascensió. Tot seguit, els quatre registres del timpà representen, de baix cap amunt, la coronació de Sant Honorat, les curacions miraculoses que se li atribueixen, una processó de les relíquies del sant i, a la part superior, la mort de Crist a la creu al Gòlgota.
El mainell està ocupat per una estàtua de la Verge Daurada, obra magnífica del segle xiii, que fa 2,30 metres d'altura. L'estàtua original, que estava amenaçada per la seva exposició a la intempèrie, va ser traslladada a l'interior de la catedral el 1980 i al portal es va substituir per una còpia. L'escultura mostra una Verge coronada que porta el nen Jesús entre els seus braços, mirant-lo amb suavitat. El cap de la Verge està sota un dosser, mentre tres querubins somrient sostenen la seva aurèola. La imatge presenta un lleuger contrapposto amb el pes del cos sobre una cama.
A diferència d'anteriors imatges de «Mare de Déu amb Infant» amb actitud més hieràtica, aquesta estàtua presenta una mare jove i somrient jugant amb el seu nadó. Es va iniciar un tipus completament nou de les representacions de la Verge, amb una gran inclinació al cos que després va ser sovint pintada o tallada. Pel que fa al nen Jesús, sembla estar jugant amb la bola del món com si fos una pilota entre les seves mans.

#### Portal de Sant Fermí el confessor

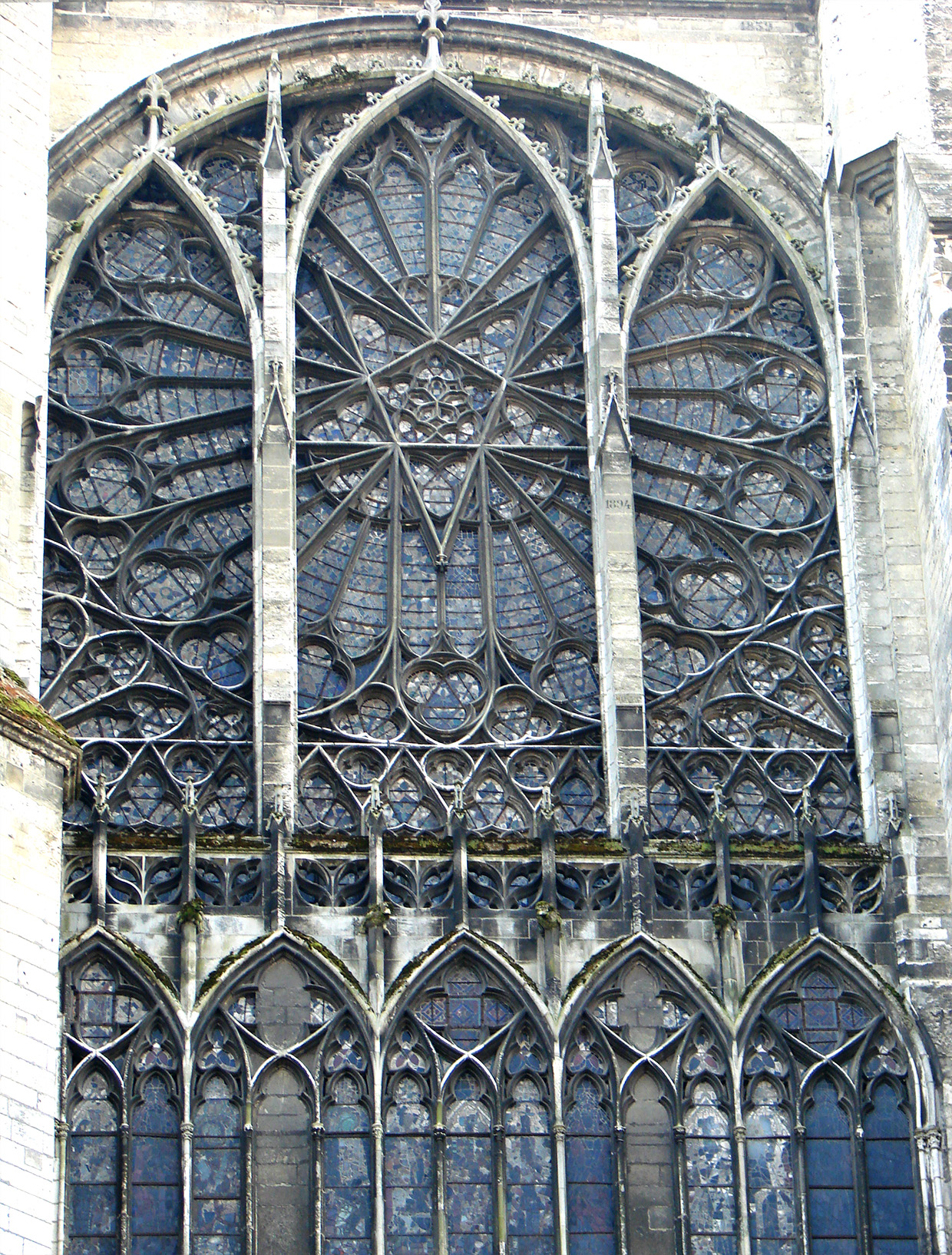
Rosassa del portal nord, reforçada per 3 arcades de pedra

La façana del braç nord del creuer és molt menys ornamentada que la façana del braç sud. Inserida entre dos poderosos contraforts laterals, presenta a la part inferior el portal dedicat a sant Fermí el confessor. Aquest últim, també anomenat Fermí II, va ser el tercer bisbe d'Amiens durant quaranta anys, a la segona meitat del segle iv.
El portal inclou una llinda que presenta una talla ben treballada amb una decoració de trèvol i un timpà no esculpit i ocupat per una petita vidriera. A la llinda es troba una estàtua del bisbe, no hi ha més decoració escultòrica a tota la porta. La meitat superior d'aquesta façana està ocupada per un vitrall enorme, composta per un claristori de cinc particions vidrades, després un segon amb deu ogives parcialment ocultes per una balustrada i coronades per una enorme rosassa reforçada per tres arcades de pedra. A la part superior de la façana es troba una barana de pedra però sense esculpir.
El contrafort de l'angle esquerre de la façana està integrat amb l'exterior de la cara est del creuer i amb una torre octogonal que inclou una escala de caragol que va des de la planta baixa a la base de la coberta del creuer. La part superior dels dos contraforts estan coronats cada un per una petita teulada de pissarra piramidal; el de l'esquerra allotja l'extrem superior de l'escala.

### L'absis exterior
L'absis de la catedral d'Amiens presenta, a la part exterior de l'edifici, una gran elegància de construcció. Consta de tres pisos de finestrals i una sèrie d'estructures de suport: els contraforts i els arcbotants. El conjunt està ricament decorat amb gablets, escultures, gàrgoles i pinacles molt treballats. La verticalitat, en gran part predominant d'aquests elements, fa l'efecte d'una ascensió cap al cel.

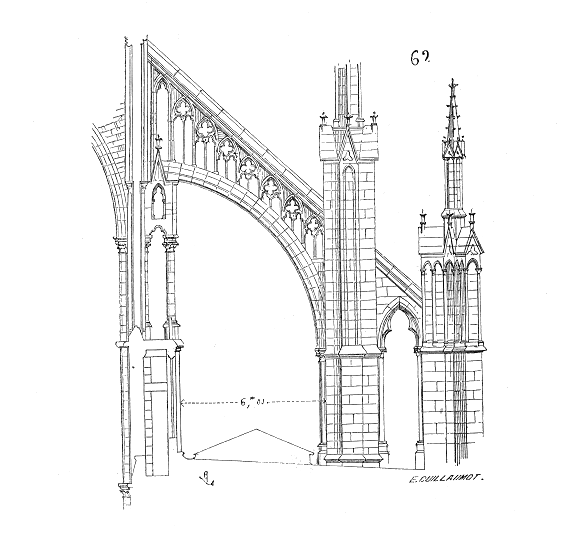
Arcbotant, finals del de la catedral d'Amiens.

El nivell inferior de la capçalera correspon a les capelles absidals o radials i està compost principalment de finestres estretes allargades de quasi quinze metres d'alçada. Aquestes obertures estan separades per sòlids contraforts que garanteixen l'estabilitat dels alts murs. Aquests contraforts estan coronats per estàtues de reis músics o terrorífiques quimeres, que segons la tradició vigilen la ciutat, del mal d'ull. 

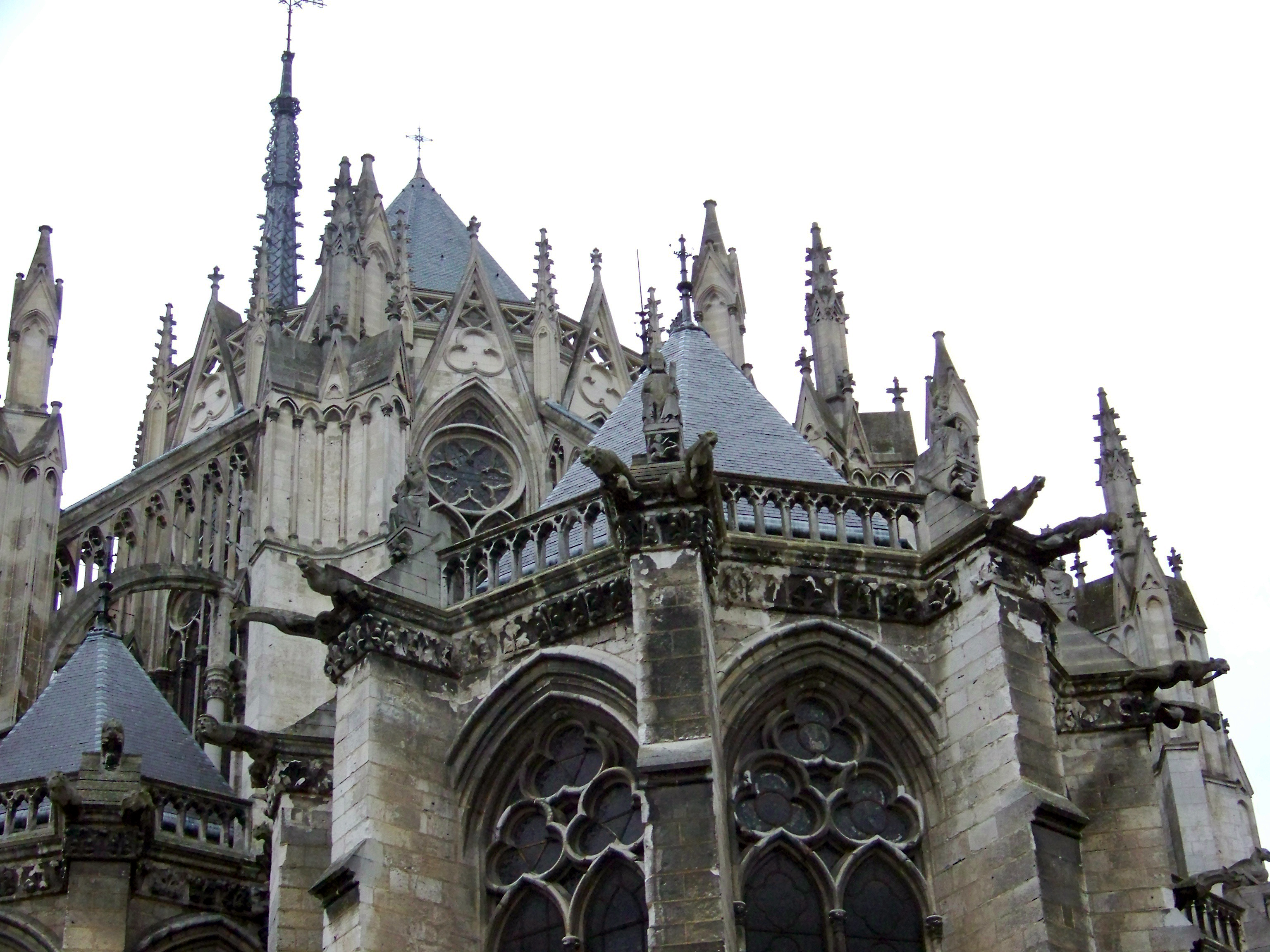
Detall de la capçalera de la catedral d'Amiens

La majoria d'aquestes capelles estan dotades amb dos o tres finestrals associats a dos contraforts. Només la capella axial té set espais, que estan separats també per sis contraforts. Totes aquestes capelles es cobreixen amb pissarra piramidal, inclinada tant cap a dintre com cap a fora. El següent nivell consisteix en finestrals de la galeria que correspon al trifori del cor. El pis superior correspon a uns alts vitralls de l'absis de la catedral, que estan coronats per un gablet triangular sobrepassant el nivell de la base de la coberta gran.
La part superior de la paret lateral de la nau principal de l'absis està sostinguda per sis contraforts del mateix tipus que els contraforts laterals del cor, és a dir, arcbotants, amb un canal per fluir l'aigua de pluja. Cada contrafort té, per tant, dos punts de suport extern. El primer punt de suport s'eleva des de la part superior de la columna del deambulatori, entre la girola i les capelles. El segon punt de suport és el puntal real, se sustenta al mur de la paret que separa les capelles radials a la seva part exterior.

### Gàrgoles, quimeres i reis músics
Les gàrgoles són nombroses a les parts superiors de Notre-Dame d'Amiens. Es troben col·locades al final dels canals per evacuar l'aigua de pluja de les cobertes i estan només dissenyades per als extrems dels tubs de drenatge. Acostumen a sobresortir al buit per llançar l'aigua el més lluny possible dels murs de la catedral per no produir humitat sobre les seves parets. Sovint tenen la forma d'animals fantàstics, amb la boca permanentment oberta i, per tant, semblen bèsties aterridores. Tenen generalment una posició horitzontal o de vegades inclinada, i sempre acaben amb la boca cap avall, per facilitar el flux de l'aigua. Algunes tenen formes humanes i totes són diferents i van ser creades per diversos artistes, que van donar llibre curs a la seva imaginació. Moltes gàrgoles es troben als arcbotants. El sistema de drenatge de la coberta de la catedral porta l'aigua per la canalització a la part superior dels arcbotants i les seves gàrgoles.
Les quimeres són simplement unes estàtues fantàstiques o diabòliques i molt sovint d'estil grotesc, que no tenen cap altre funció que la decoració, tot i que sembla qu'observen la ciutat. Per tant, sovint té la boca tancada, i estan col·locades sobre suports elevats. Es troben a les altures de la catedral, situades als passamans de les balustrades o a la part superior dels contraforts, o substituint els pinacles, i no es troben, en canvi, a les zones amb pendents, com les teulades de les galeries altes. Tenen la forma de dimonis, monstres i ocells fantàstics, el seu rostre o els seus ulls estan mirant cap avall.
Per contrast amb les quimeres, els «Reis», són estàtues de personatges molt simpàtics dispersos per tota la coberta de la catedral, i semblen tocar en lloança del Senyor. Es poden trobar just darrere les torres de la façana oest, al voltant de la terrassa anomenada Casa de músics, ubicada a la coberta, entre la galeria dels sonneurs i l'extrem occidental de la coberta de la nau. Un altre grup dels Reis músics, més fàcil d'observar, es troba sobre els estreps dels contraforts de la capella central de l'absis de la catedral.

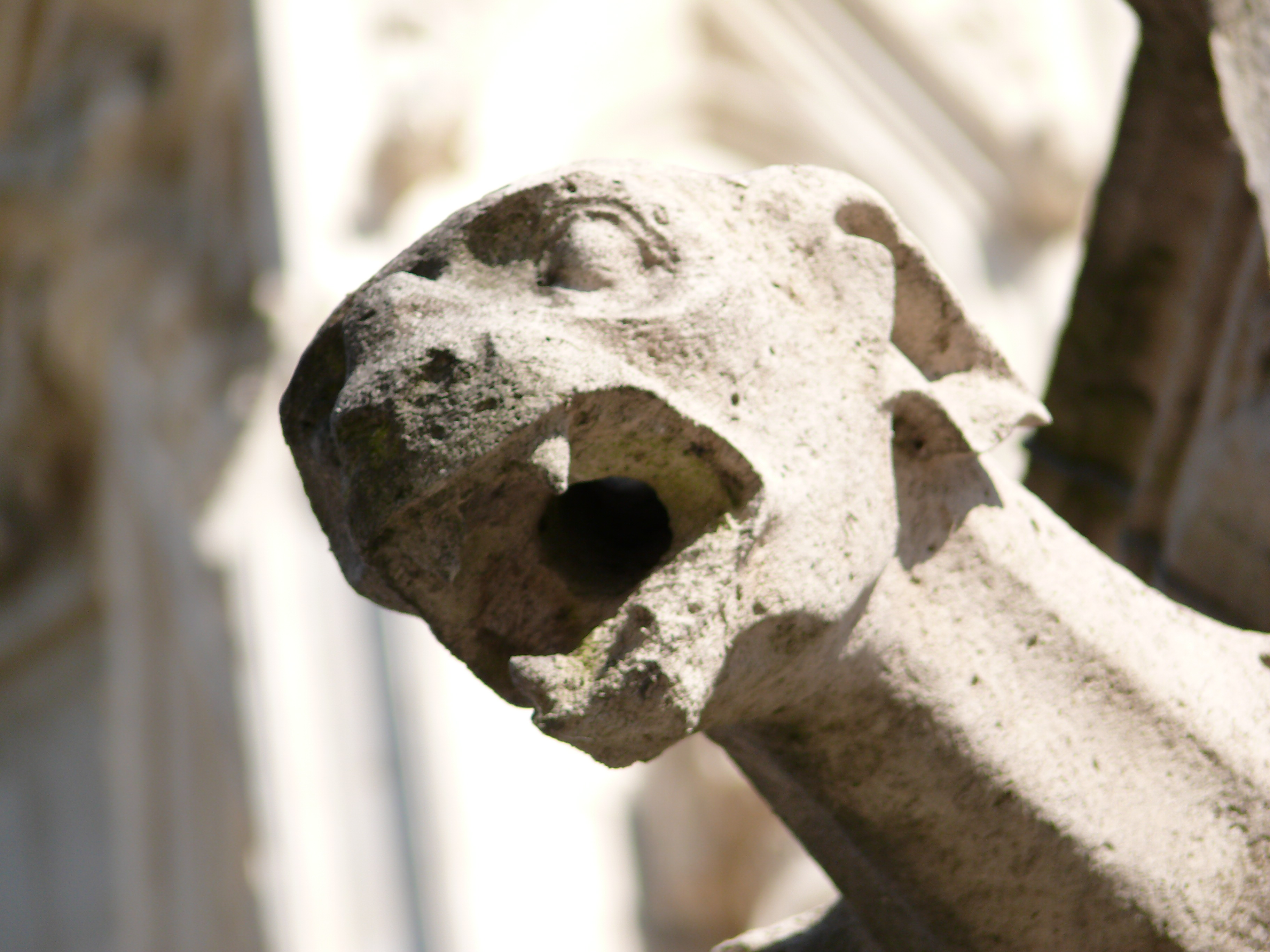
Gàrgola de la catedral
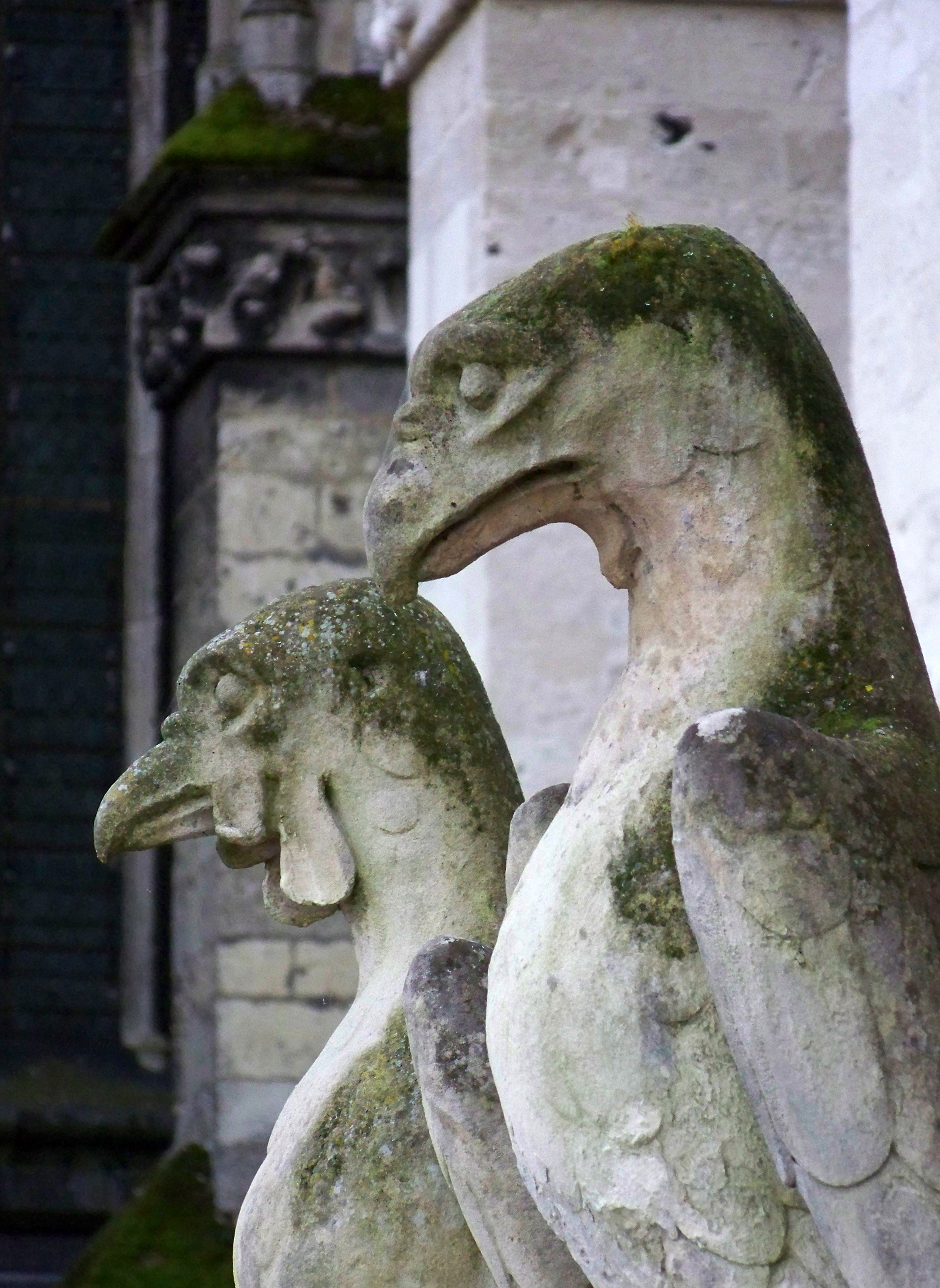
Quimeres de la catedral
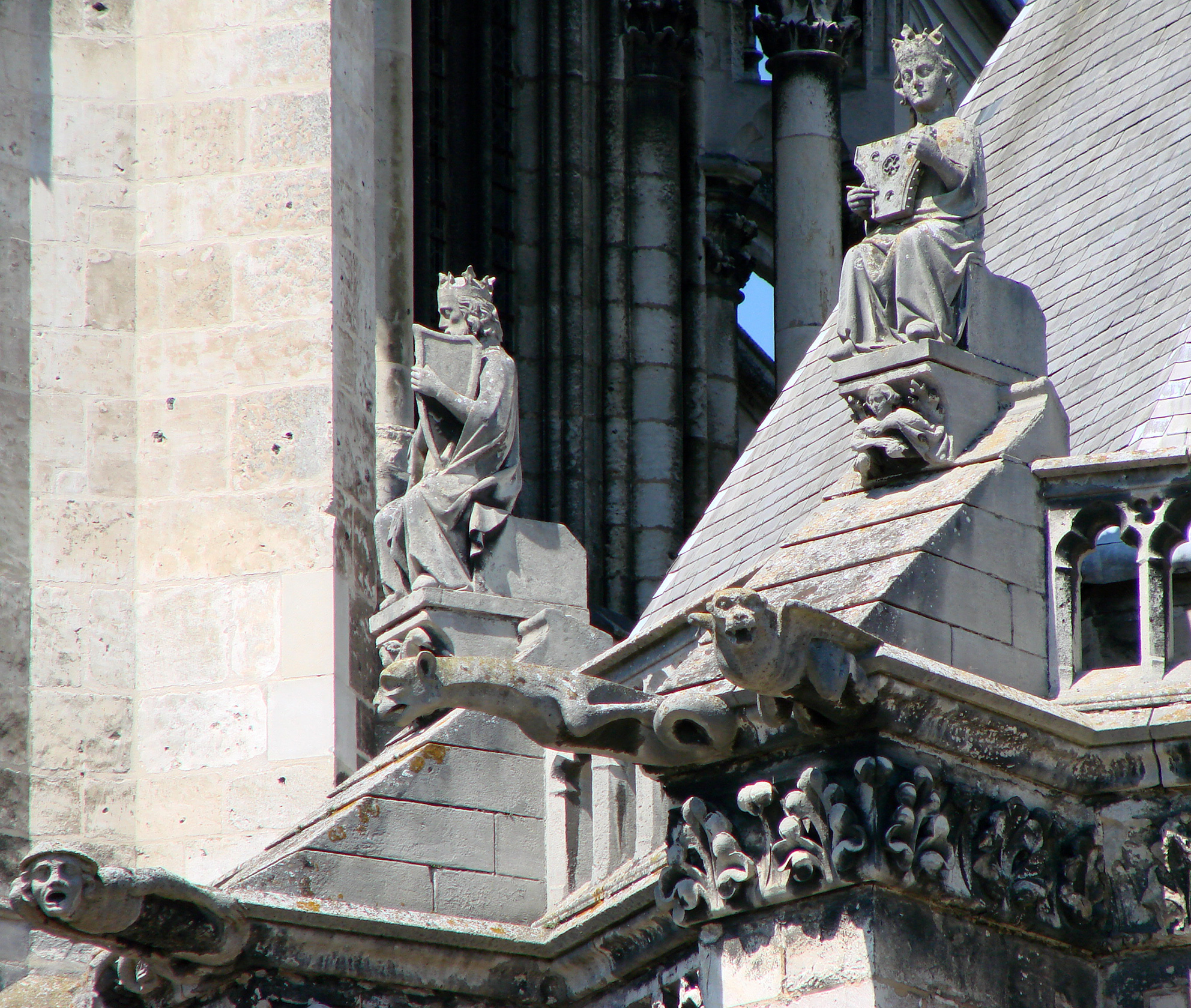
Una sèrie de reis músics als contraforts de la capella axial de l'absis

## Interior

### Nau

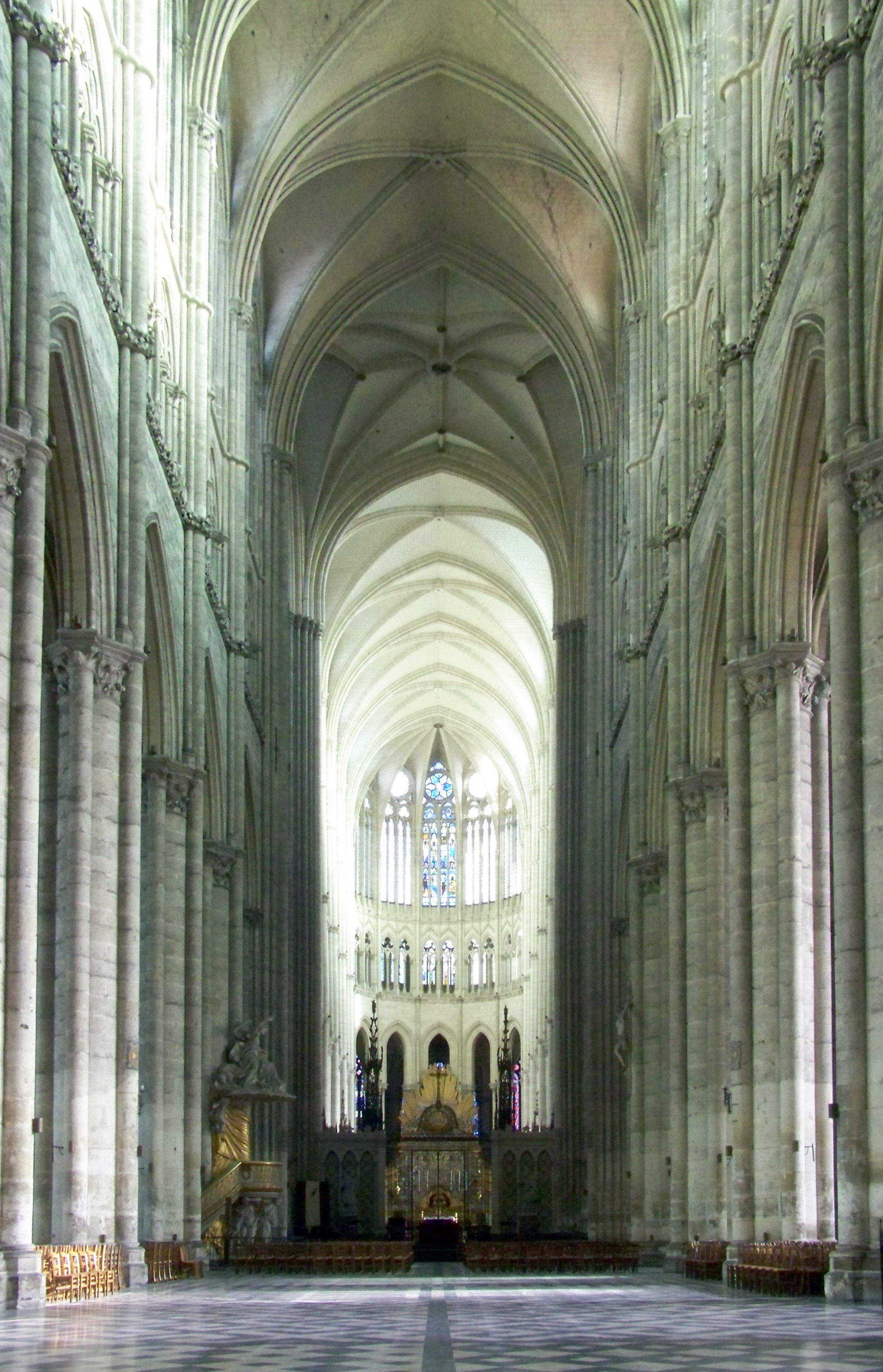
Interior de la catedral des de l'entrada

La nau de Notre-Dame d'Amiens va ser la primera part de la catedral gòtica en construir-se, i es va fer en un temps molt curt: iniciant-se el 1220 i acabant-se el 1236.
L'alçat de la nau es divideix en tres nivells: grans arcades, trifori i vitralls alts. Els vitralls superiors tenen quatre ogives. El trifori, cec, té dos grups de tres arcs a cada tram. La il·luminació de l'interior és a través de la gran rosassa de la façana, anomenada la «Rosa del Mar» i els vitralls alts.
La nau consta de set trams rectangulars amb voltes quadripartides rectangulars. Està vorejada a cada costat (nord i sud) d'una nau lateral de la mateixa longitud però amb voltes quadrades. L'alçada de la volta central és 42,3 metres, mentre que la de les naus laterals és de 19,7 metres. Pel que fa a l'alçada de les columnes amb els capitells inclosos, és de 13,85 metres. Prop de cada una de les columnes que voregen la nau amb el cor hi ha quatre columnes juntes disposades en cercle, per reforçar les columnes que sostenen les voltes en aquest punt.
Aquest mètode de construcció va ser també l'utilitzat a la catedral de Chartres. A l'arquitectura gòtica, la volta de creueria se sosté enterament per les columnes i no a les parets laterals. Per contrast amb l'arquitectura romànica, els murs no són els que suporten el pes de les voltes —que al gòtic recau a les columnes— i els arquitectes poden permetre's el luxe de projectar obertures als alts murs a fi que penetri la llum per tots cantons.

### El paviment i el laberint
El paviment inclou una sèrie de dissenys diferents repartits entre els diversos sectors de l'edifici. Aquest paviment es va restaurar al segle xix, segons va ser dissenyat al segle xiii. Entre la varietat de motius elaborats es troben, entre d'altres, el motiu de l'esvàstica o creu gammada.
La peça central d'aquest mosaic és un laberint octogonal situat en el cinquè tram de la nau. Té una longitud de 234 metres. A l'edat mitjana, els pelegrins que arribaven per venerar les relíquies de sant Joan Baptista —el crani del qual havia estat ofert a la catedral el 1206 pel canonge Vallon de Sarton— i desitjaven guanyar algunes indulgències o perquè els fossin perdonats els pecats comesos, havien de seguir el camí de la línia negra del laberint de genolls, com si fos un Via Crucis. Existeixen d'altres laberints en algunes catedrals i esglésies franceses, com les catedrals de Bayeux i de Chartres; i també en va tenir un Notre-Dame de Reims, però va ser destruït al segle xviii.
La pedra central del laberint —situada al centre de la sala— és molt interessant perquè conté un resum narratiu de la fundació de la catedral, inscrit sobre una tira de coure. Una creu dona orientació dels punts cardinals i al seu entorn hi ha quatre personatges: els tres arquitectes de la catedral Robert de Luzarches, Thomas i Renaud de Cormont i el bisbe Évrard de Fouilloy.
Aquesta pedra té la data de 1288, que coincideix amb el final de la construcció principal de la catedral. La pedra que es mostra ara a la nau central és una còpia de l'original, que va ser traslladada al museu de Picardia.

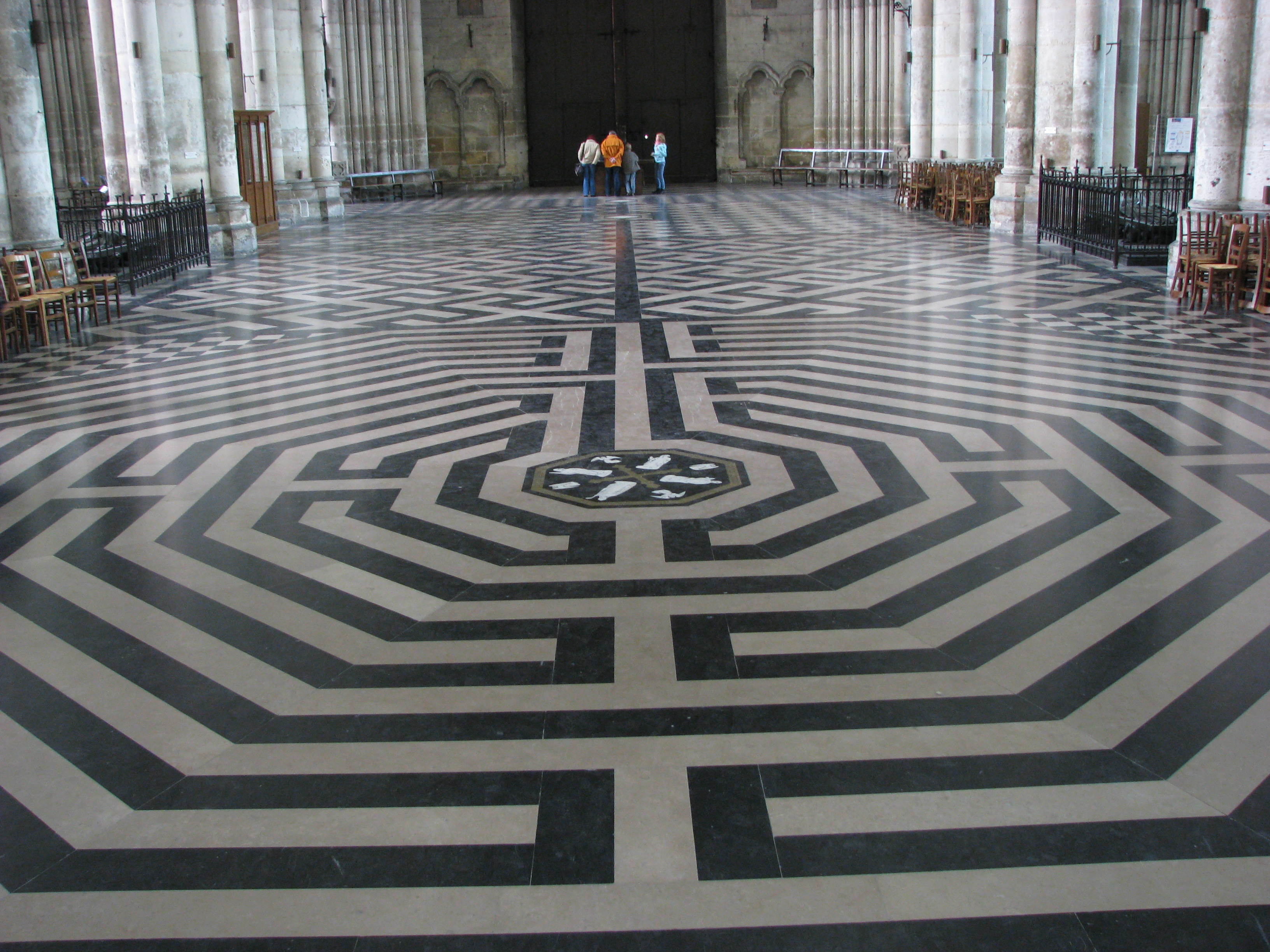
El laberint de la catedral. Més al fons, hi ha una varietat de dibuixos importants de la planta de l'edifici
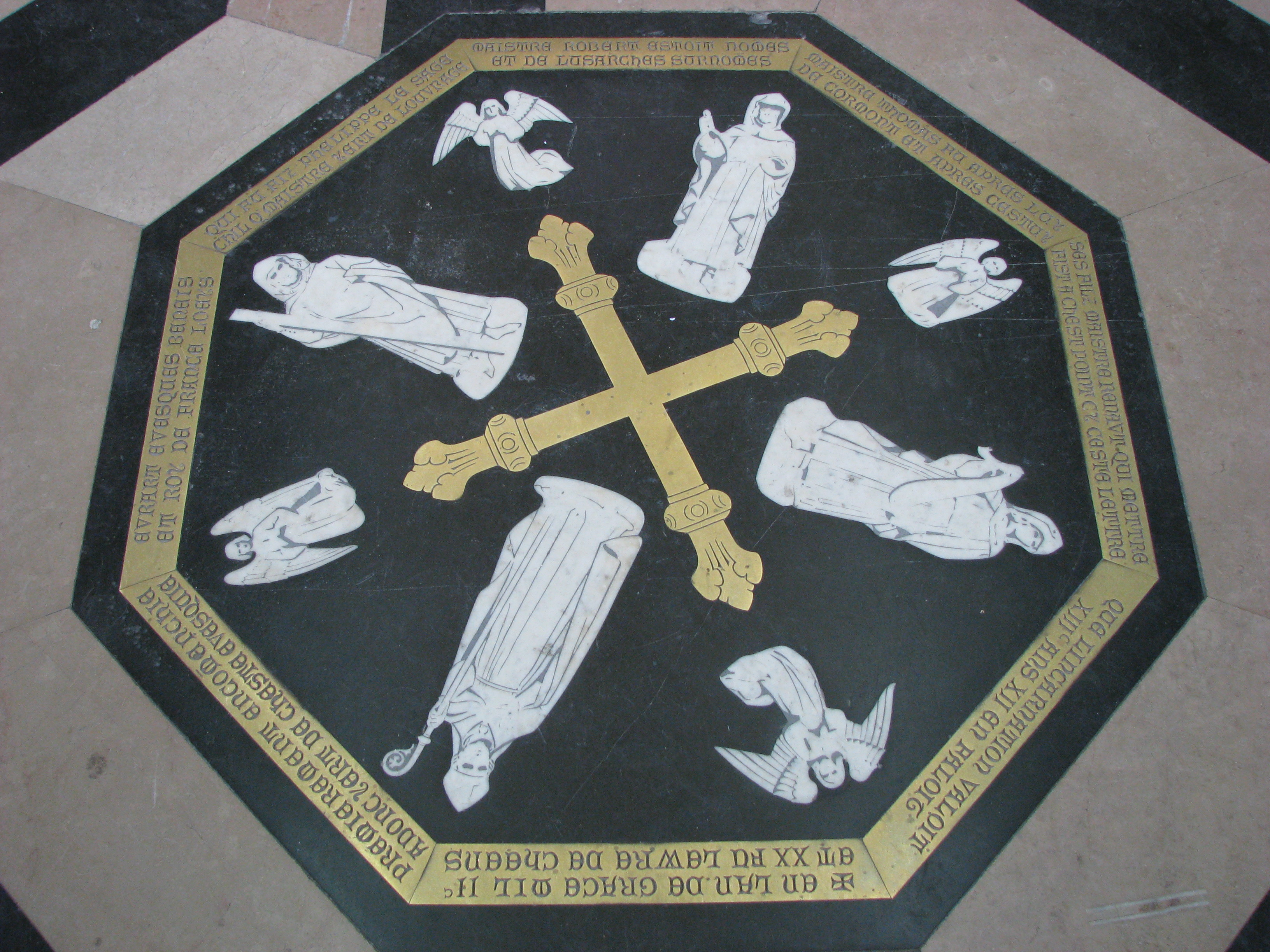
Centre del laberint amb l'efígie de tres arquitectes, i el bisbe Évrard Fouilloy

### Jacents de bronze
A l'entrada de la nau, a dreta i esquerra, es poden admirar les tombes cobertes amb efígies jacents de dos bisbes d'Amiens, Évrard de Fouilloy (bisbe de 1211 a 1222) i Geoffroy d'Eu (1223 a 1236), que van donar l'impuls decisiu per a la construcció d'aquest gran temple. Les obres mestres de bronze estan foses en una única peça, que data de la primera meitat del segle xiii. Es tracta de peces úniques, dels únics testimonis de bronzes del segle xiii a França, i miraculosament salvats del vandalisme revolucionari de finals del segle xviii. Sembla que els rostres d'aquestes efígies són retrats autèntics dels dos morts, ja que les seves característiques tipològiques estan perfectament descrites.

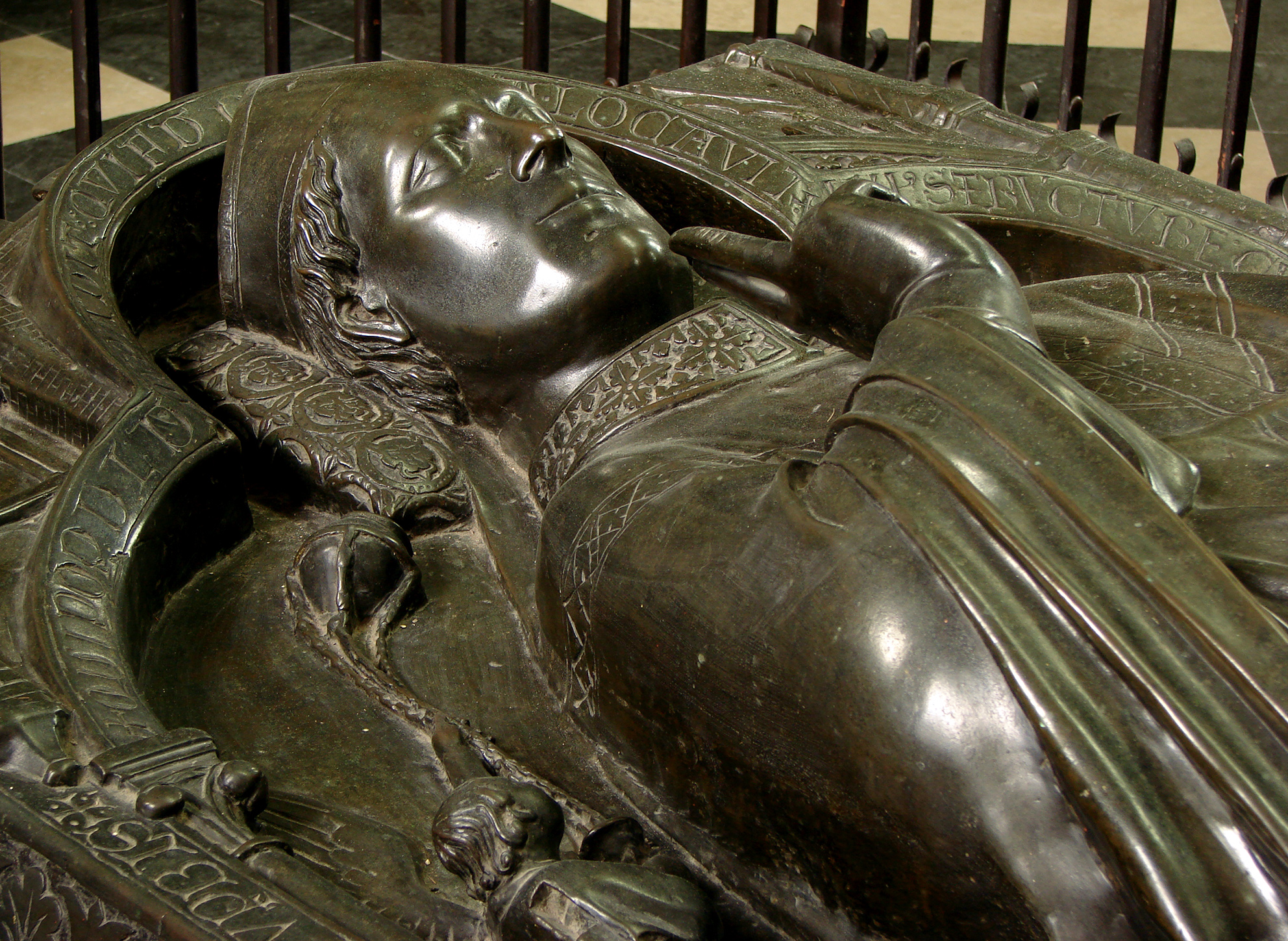
Detall de la tomba del bisbe Évrard de Fouilloy

La figura jacent d'Évrard de Fouilloy es troba a la dreta de l'entrada l'església. Està recolzada sobre sis lleons de bronze també. El bisbe està representat amb les seves vestidures episcopals de gran gala i en els seus peus es copsen dos grius amb garres i cues de serps que simbolitzen el mal. Al costat seu, a la part superior de la làpida, hi ha dos sacerdots que porten espelmes enceses i al costat de les seves espatlles, dos àngels ofereixen encens al difunt.

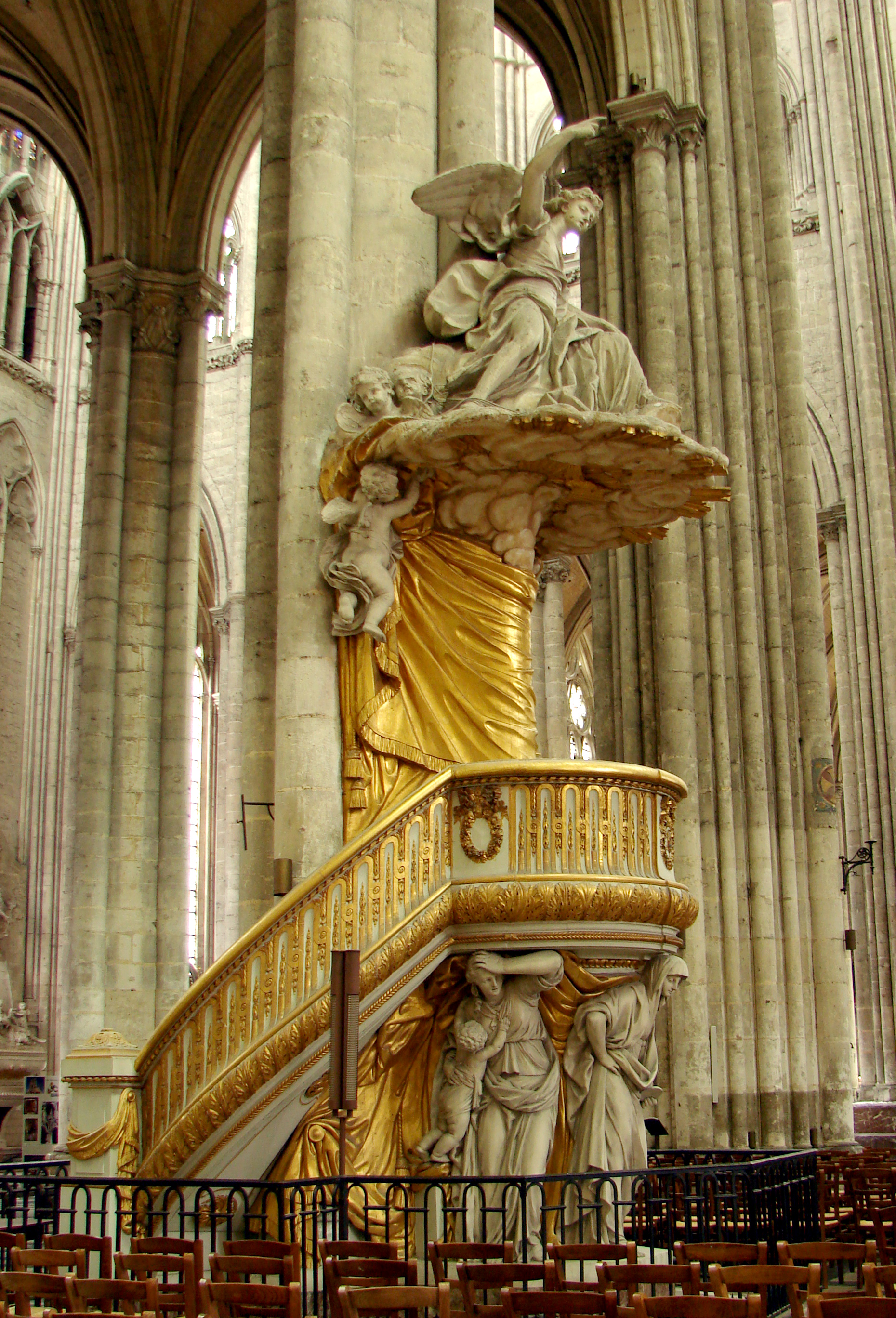
Trona barroca de la catedral

L'efígie del bisbe Geoffroy d'Eu està a l'esquerra del començament de la nau. La superfície d'aquesta escultura està menys treballada que la tomba del seu predecessor. Conté les mateixes criatures diabòliques i fantàstiques que representen el mal, per sota els seus peus. Sis lleons diferents de l'altra tomba fan de suport a la sepultura.

### Trona
El púlpit o trona de la catedral està adossat a l'última columna del costat nord (esquerre) de la nau, abans que el pilar del creuer. És un conjunt barroc força impressionant que data de 1773, l'obra va ser realitzada per l'escultor Jean-Baptiste Dupuis i l'arquitecte Pierre-Joseph Christophle. A la base, el púlpit està sostingut per escultures de mida natural que representen les tres virtuts teologals: la Fe, l'Esperança i la Caritat.
A la part posterior, es troba tallada una elegant roba recollida per querubins, té un sostre de núvols on es veu un colom, símbol de l'Esperit Sant. Finalment, per sobre i coronant tota l'obra, un àngel amb les ales desplegades sosté un evangeli i assenyala amb el dit de la mà dreta cap al cel. Aquest treball va ser fortament criticat al segle xix per la seva grandiloqüència, però és admirable la gran bellesa plàstica de l'execució amb gran precisió dels diferents components.

### Capelles laterals
La nau té onze capelles laterals, distribuïdes sis al costat de l'Evangeli i cinc al costat de l'Epístola. Al projecte original de la catedral no estaven previstes, però es va sentir la necessitat de construir-les a partir de finals del segle xiii. Estan datades dels anys 1290 a 1375, sent la més antiga la que es troba més a prop de la capçalera del temple.
Capelles del costat de l'Epístola

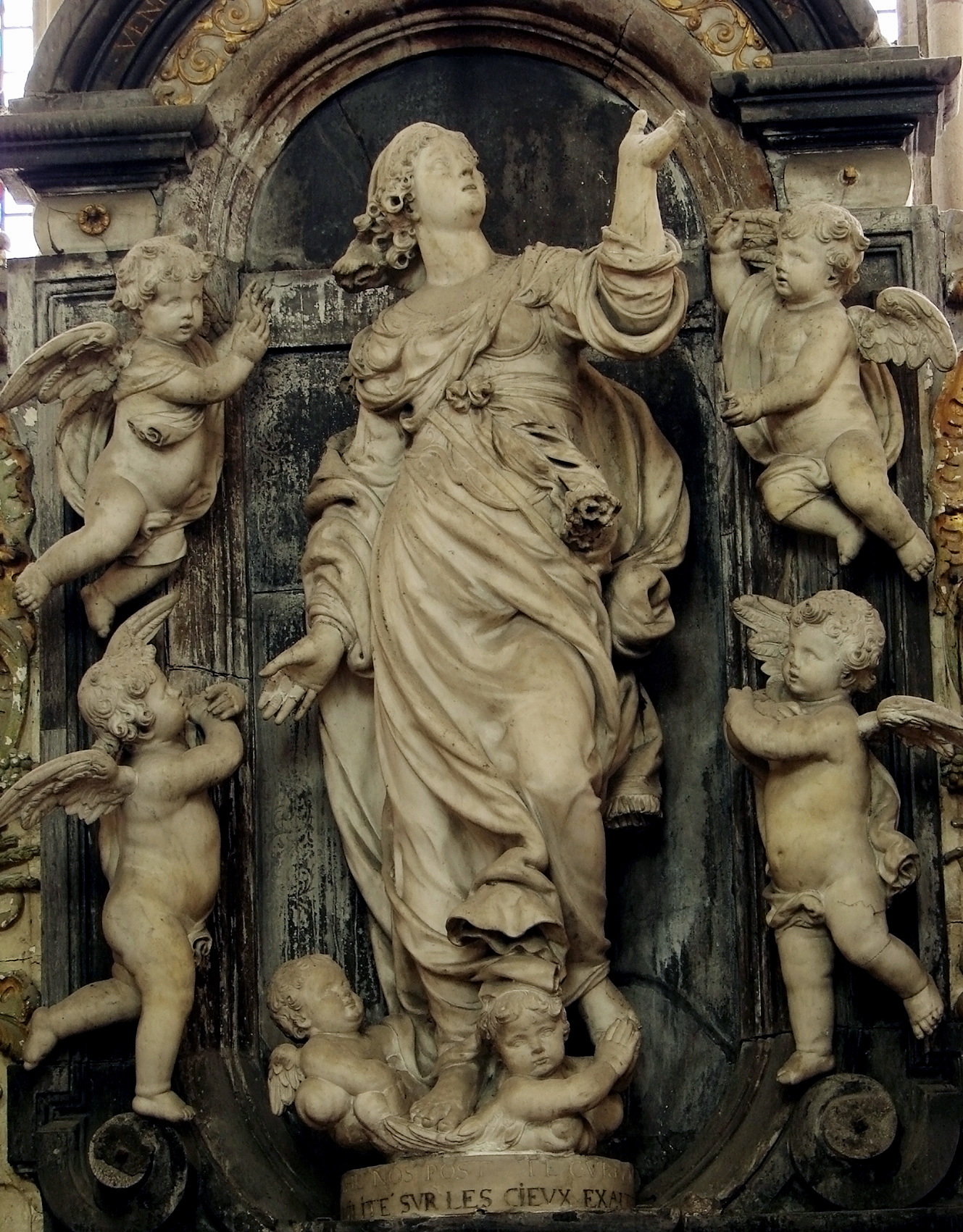
Capella de l'Assumpció, retaule realitzat per Nicolas Blasset

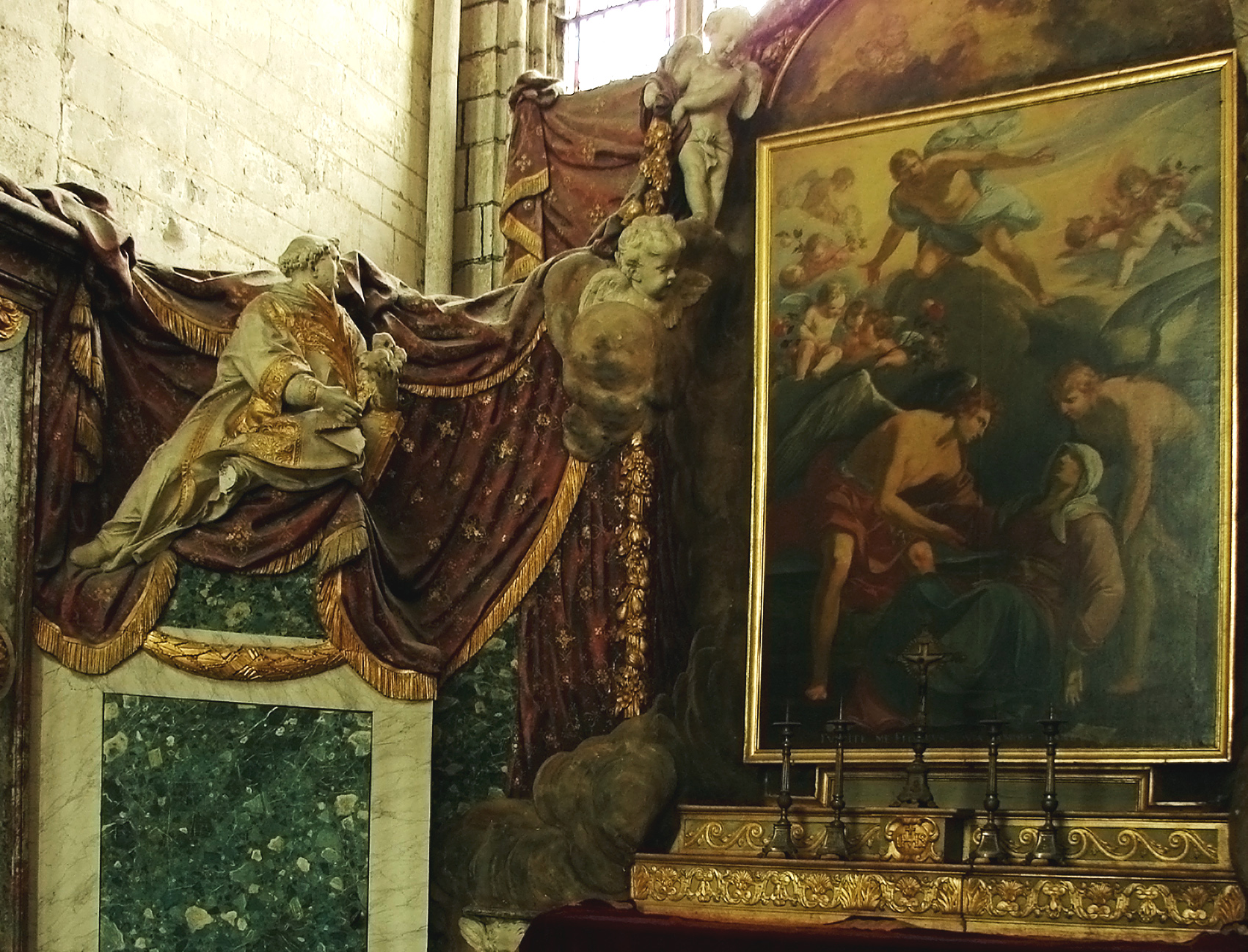
Capella de Sant Esteve amb la pintura El desmai de la Verge de Laurent de La Hyre

- La capella de Sant Cristòfol va rebre la seva decoració actual el 1762. S'inclou una estàtua de sant Cristòfol de pedra, l'obra de Jean-Baptiste Dupuis, escultor del segle xviii que havia col·laborat a la construcció del púlpit i l'altar major de la catedral.[36]
- La capella de Nostra Senyora de Foy o capella de l'Anunciació, on hi ha una estàtua de l'Anunciació, obra de l'escultor del segle xvii nascut a Amiens, Nicolas Blasset, i va ser oferta per un mestre de la Germandat de Nostra Senyora del Puy. L'Anunciació està tallada en marbre blanc sobre un fons de marbre roig de Rance.[37]
- La capella de l'Assumpció és la tercera de la nau lateral, antigament coneguda com a capella de Sant Nicolau. Va ser fundada al segle xiv pels productors de l'herba del pastell. Va prendre el seu nom després de la decoració oferta pel mestre François de Fresne, pertanyent a la Germandat de Nostra Senyora del Puy. És una de les millors obres de Nicolas Blasset realitzada cap a 1637, representant l'Assumpció de la Verge. Aquesta imatge, així com els àngels i Déu Pare, van ser tallats en marbre blanc sobre una base de marbre negre.[38]
- La capella de Sant Esteve també anomenada Capella de Sant Llorenç, s'hi troben les estàtues de sant Esteve i sant Agustí. La decoració de la capella va ser dissenyada per l'arquitecte Christophle el 1768. Sobre l'altar es troba una taula del pintor Laurent de La Hyre: La pâmaison de la Vierge (El desmai de la Verge), de data de 1628.[39]
- Finalment, la capella de Santa Margarida sembla que és la més antiga de les capelles laterals de la nau. Va ser construïda el 1292 pel bisbe Guilleume de Mâcon. El seu disseny actual data de 1768 i va ser realitzat per l'escultor Jean-Baptiste Dupuis i l'arquitecte Peter Joseph Christophle. Es tracta d'una estàtua de marbre de santa Margarida col·locada sobre un altar.[40]

Capelles del costat de l'Evangeli
- La capella de Sant Joan el Baptista o capella del Salvador. Construïda el 1375 sota el mandat del bisbe-cardenal Jean de La Grange, i on es troba la seva estàtua.
- La segona capella va ser construïda al mateix temps pel mateix bisbe Jean de La Grange i és coneguda com la capella de Nostra Senyora del Bon Auxili. Conté una Verge amb el Nen, de Nicolas Blasset.
- La capella de Sant Salvador s'anomenava capella de Sant Miquel, s'hi guarda un Crist romà d'Orient del segle xii provinent de l'antiga església de Sant Fermí el confessor, l'edifici del qual va ser destruït al segle xiii per fer pas al creuer nord de la catedral.
- La capella de Sant Honorat, conté una escultura de Sant Honorat antic bisbe d'Amiens, realitzada el 1780 per l'escultor Jacques-Firmin Vimeux.[41]
- La capella de Nostra Senyora de la Pau, antigament s'anomenava capella de Sant Lluís. S'hi pot admirar un retaule amb una Mare de Déu realitzada en marbre blanc. Va ser esculpida el 1654 per Nicolas Blasset.[42]
- La capella de Sant Fermí és la sisena d'aquest costat, antiga dedicada a Santa Agnès, que alberga una estàtua en guix de Sant Fermí.[43]

### Deambulatori
El deambulatori és de doble nivell a partir del creuer i únic a la capçalera del temple, que forma una girola amb una sèrie de set capelles absidals.
Just enfront de l'entrada de la capella axial i darrere l'altar major, hi ha el mausoleu del canonge Guilain Lucas (mort el 1628). Aquest grup va ser realitzat el 1636 per Nicolas Blasset, un escultor que va treballar per a la catedral d'Amiens entre 1630 i 1659. Al costat del terra, hi ha l'estàtua jacent del canonge, amb les mans juntes; està allotjat en un nínxol. A la part superior, el canonge es mostra agenollat enfront d'una estàtua de la Mare de Déu i l'Infant. Entre el canonge i la Verge, al centre del monument, es troba el famós Àngel plorant, que simbolitza el dolor dels orfes, per als quals el canonge havia creat una Casa de la Caritat anomenada École des enfants bleus. El petit àngel, encara un bebè, s'inclina sobre un rellotge de sorra, símbol de la brevetat de la vida, mentre es recolza amb el colze contrari sobre una calavera, que simbolitza la mort. Durant la Primera Guerra Mundial, centenars de milers de targetes postals, medalles i d'altres objectes van ser fets amb la imatge d'aquest àngel, que es van vendre als soldats que ho van portar o van enviar a tots els racons de la terra.
A la part nord de la girola es troba una de les millors obres del mateix escultor Nicolas Blasset, el monument en marbre de Jean Sachy, tinent d'alcalde d'Amiens que va morir el 1644, i de la seva esposa Marie de Revelois. Realitzat el 1645, la Mort està representada com un cadàver en descomposició reposant en un sudari suspès amb forma d'hamaca. A dalt, Jean Sachy i la seva esposa estan tallats de genolls als peus de la Mare de Déu amb l'infant Jesús als seus braços; al costat seu, Joan el Baptista està representat com un nen acompanyat d'un anyell.

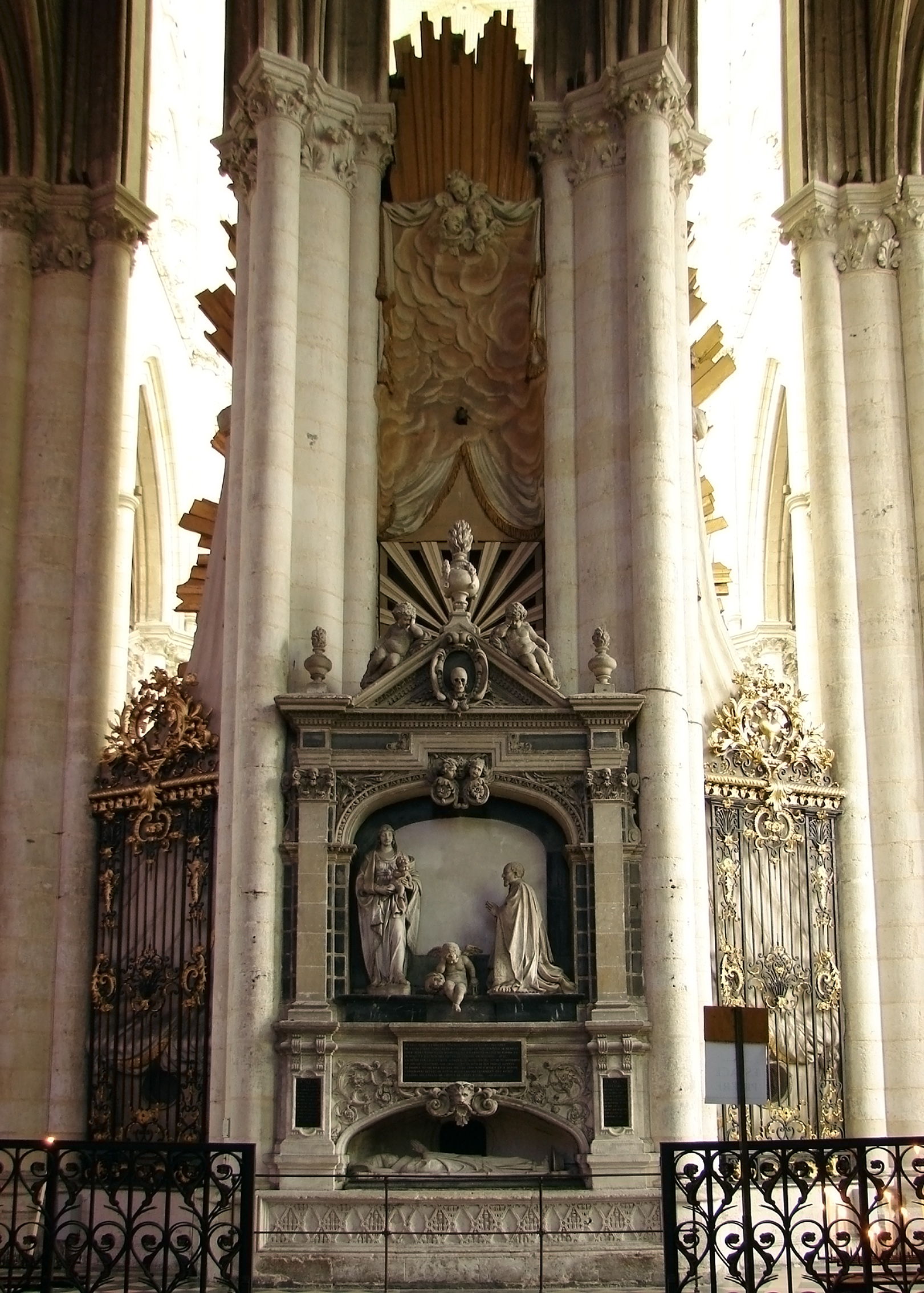
Mausoleu del canonge Guilain Lucas
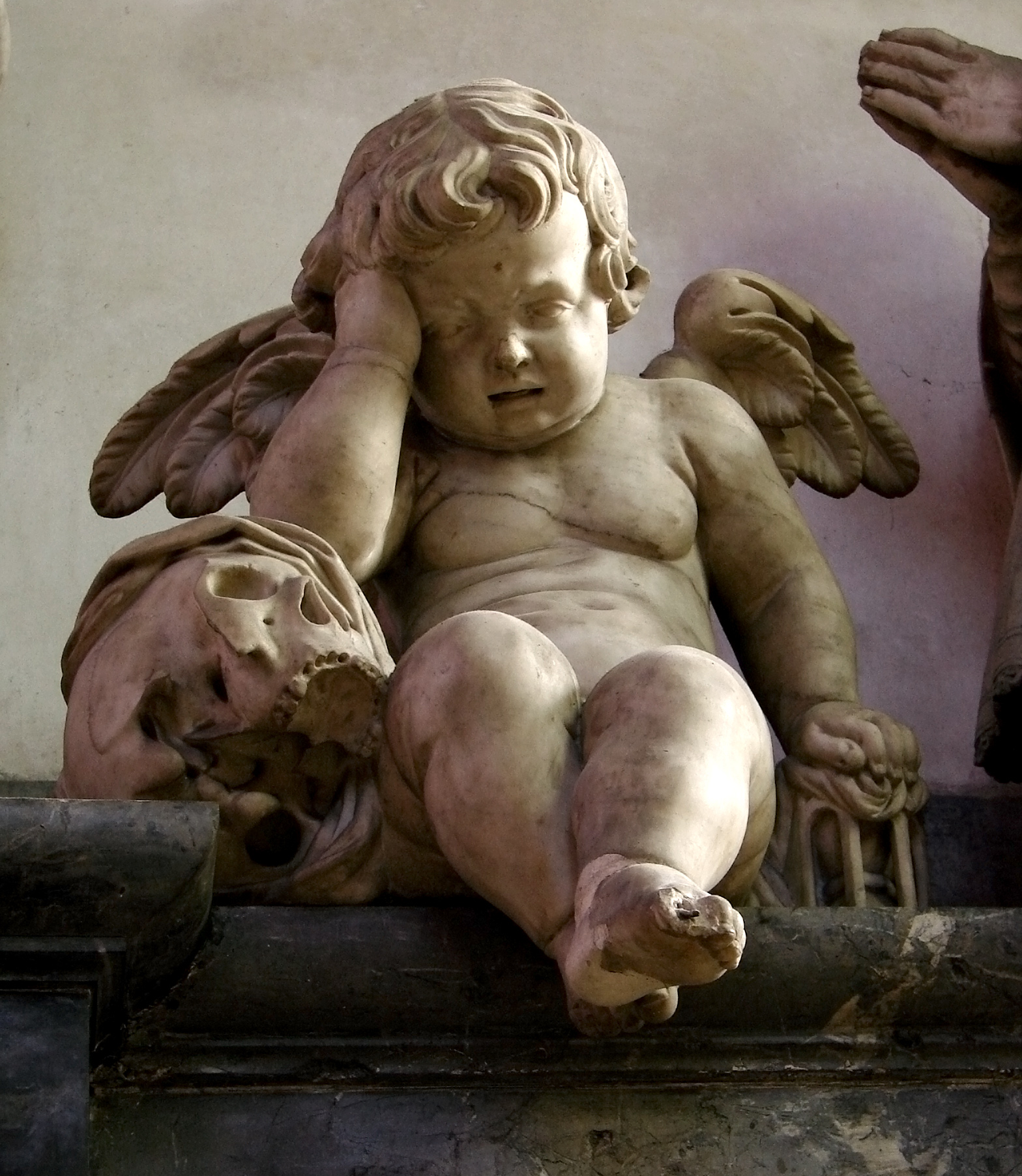
Àngel plorant
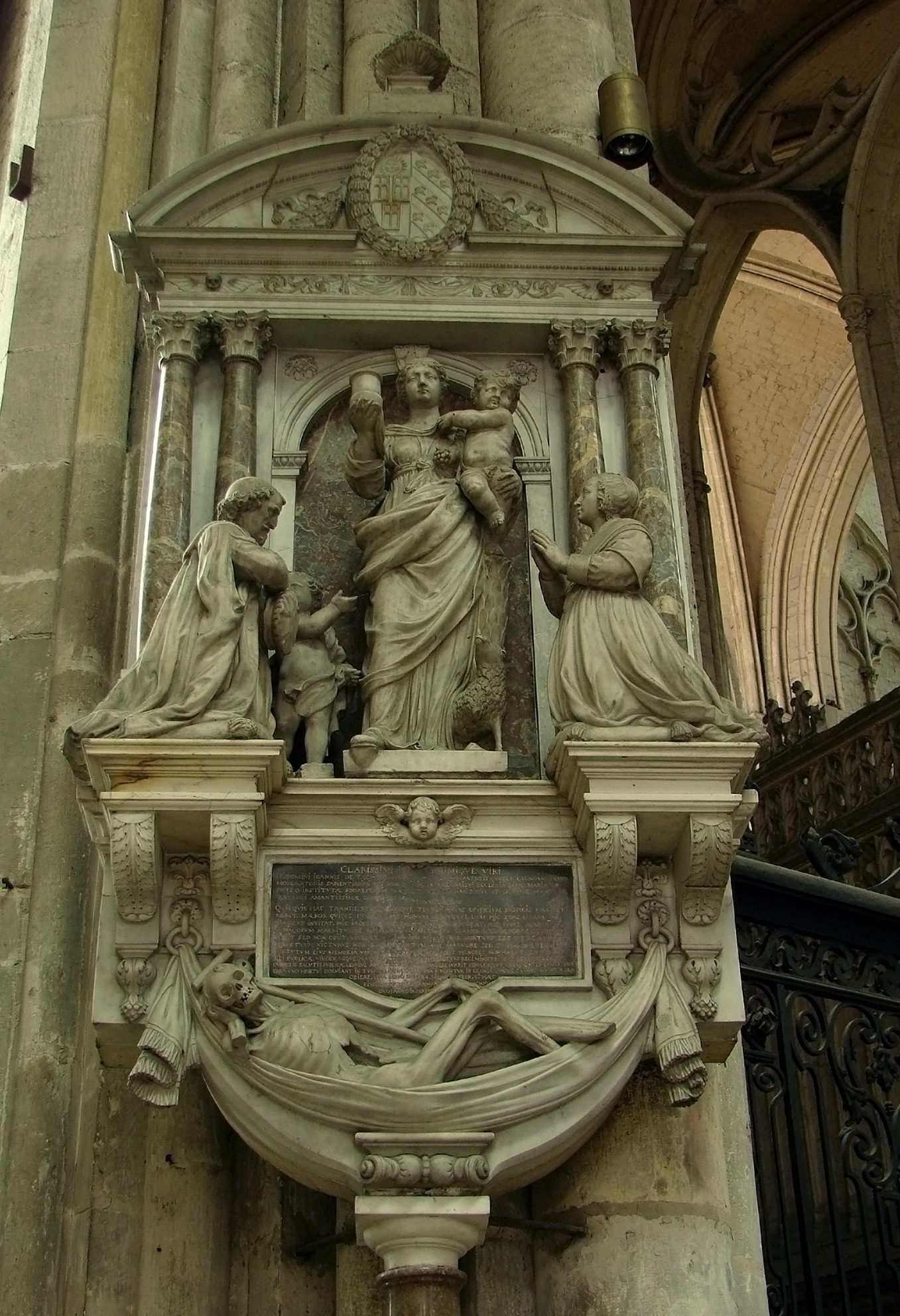
Monument de Jean Sachy i la seva esposa
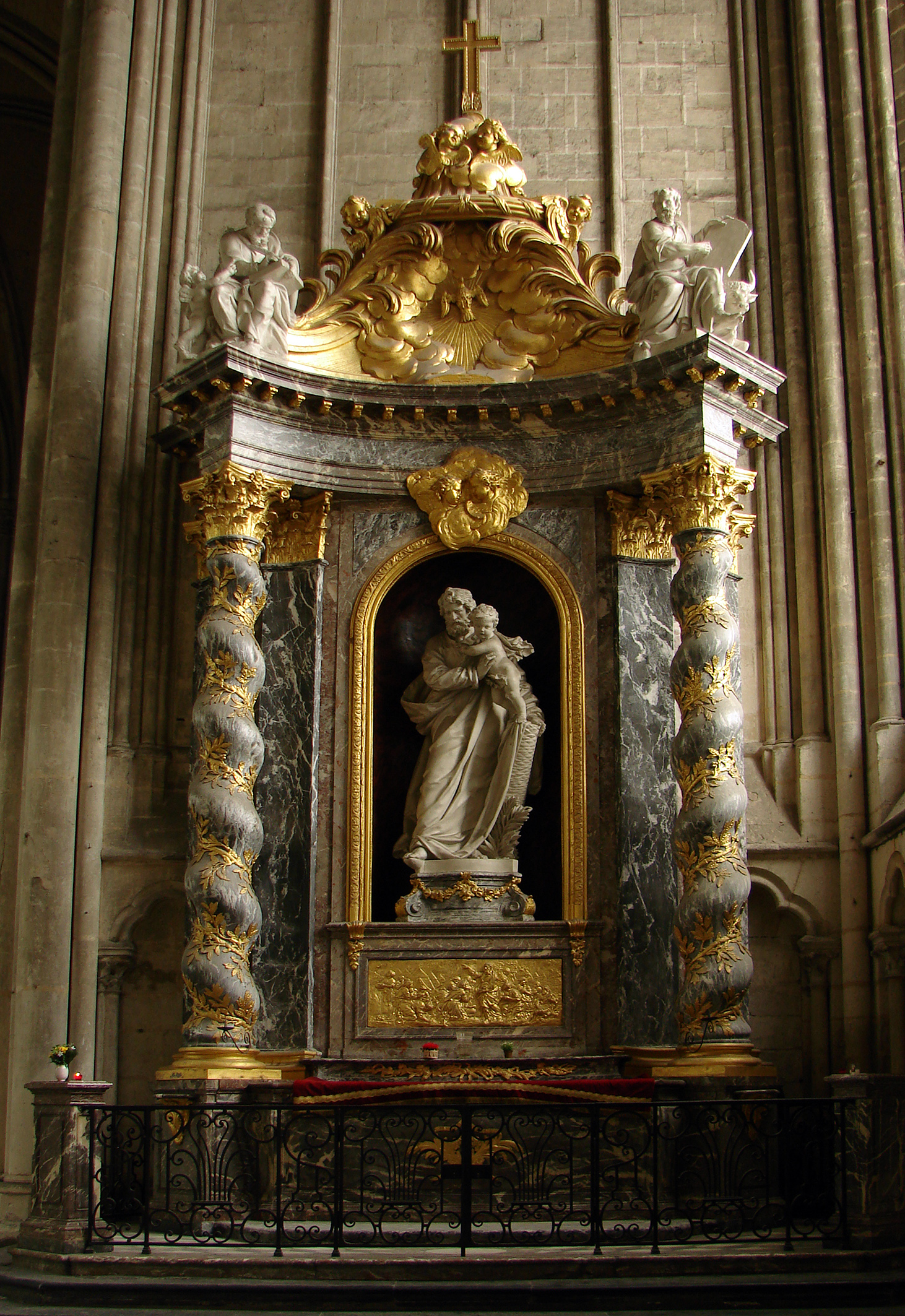
Capella de Sant Josep

- La capella de Nostra Senyora dels Dolors es troba a l'extrem nord del passadís del deambulatori extern, que inclou un altar barroc coronat per una estàtua de la Mare de Déu en actitud dolorosa i suplicant, amb una espasa que li traspassa el cor. Ocupa una gran fornícula en un retaule envoltat de columnes salomòniques típicament barroc. A la part superior hi ha una sèrie de querubins i d'altres personatges. Tot té un aspecte molt luxós i vistós i està realitzat en marbre de diversos colors.[46]

- La capella de Sant Josep antigament capella de Sant Carles Borromeu es troba també al final del passadís del deambulatori exterior, pèro a la part sud. Consta d'un altar barroc amb columnes salomòniques. Al coronament superior a la dreta es troba l'estàtua de Sant Mateu apòstol acompanyat del seu àngel simbòlic i al costat contrari la de Sant Lluc l'evangelista amb el bou com a símbol. Entre tots dos, enmig d'una gran decoració daurada amb querubins, es troba un colom simbolitzant l'Esperit Sant. A la fornícula central hi ha una imatge de sant Josep amb el nen Jesús als seus braços, del segle xix realitzada pels germans Aimé i Louis Duthoit, escultors d'Amiens.[47]

### Capelles de la girola

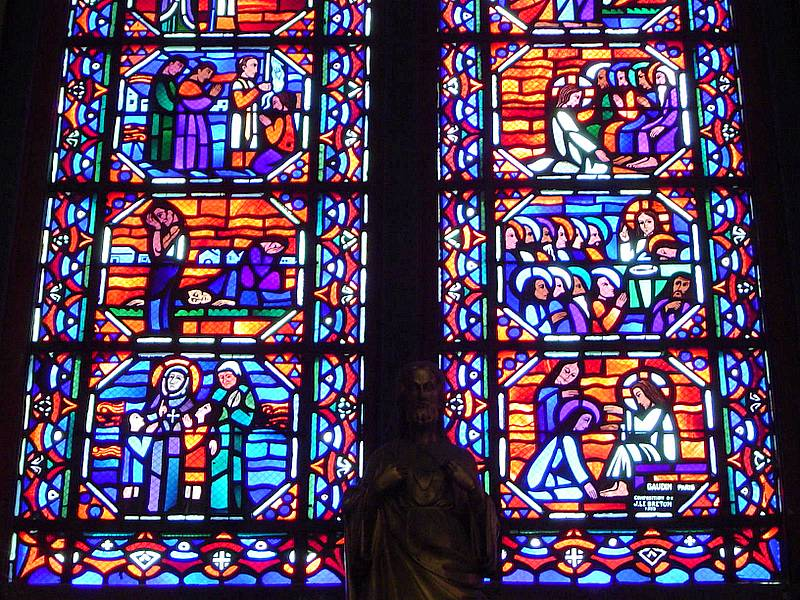
Vitrall central de la capella del Sagrat Cor

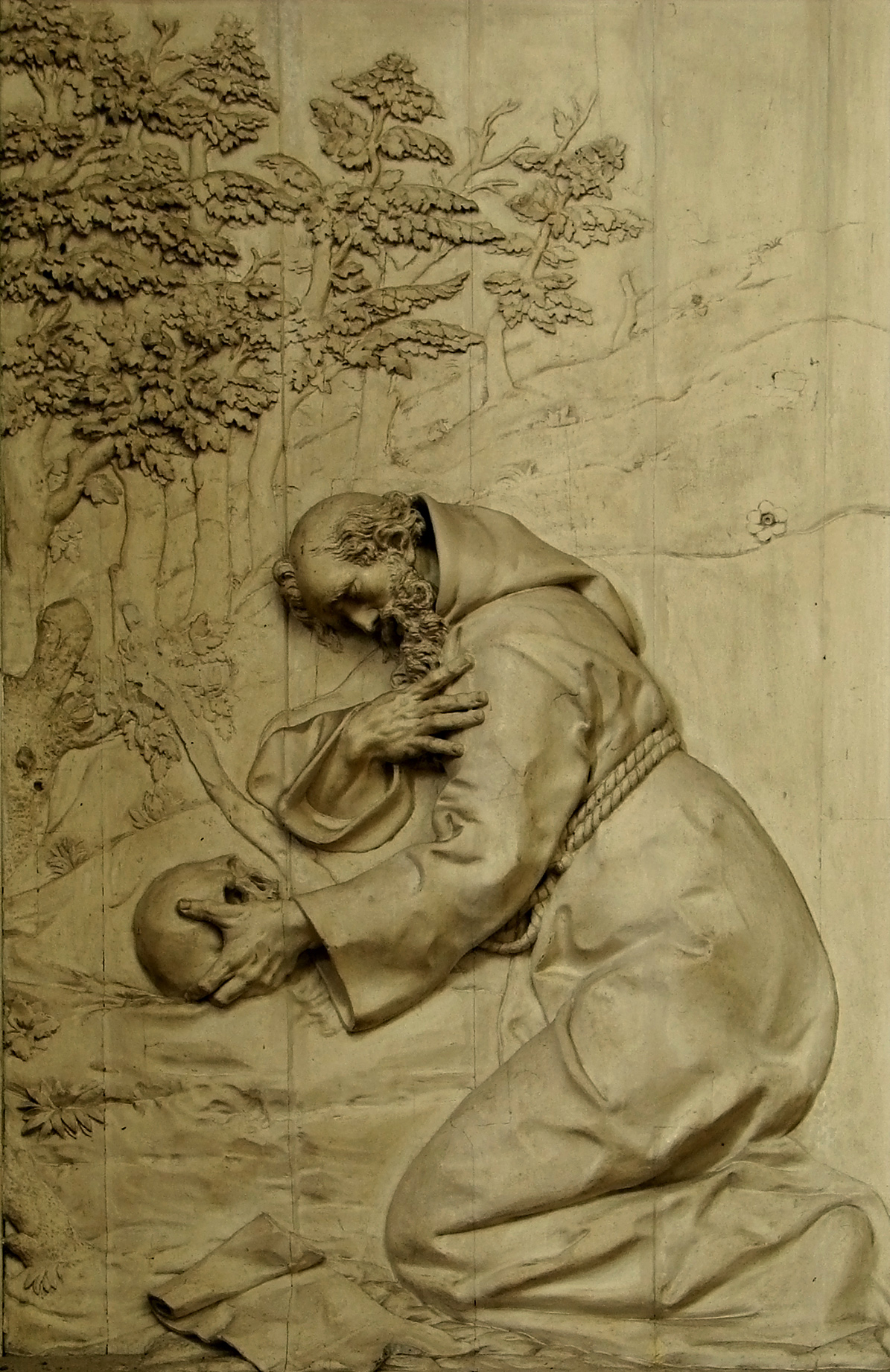
Capella de Sant Francesc d'Assís

Les capelles absidals totes tenen grans vitralls allargats de dues ogives coronades per un arc trevolat. Les dues capelles més properes a la part rectangular del cor tenen dos finestrals, la capella central -molt més gran- té set vitralls, les quatre capelles restants tenen tres vitralls. Totes aquestes capelles tenen la mateixa alçada que les naus laterals del cor i de la nau, és a dir, quasi 20 metres d'alt.
Seguint un recorregut d'esquerra a dreta es troben:
- La capella dels catecismes, a l'entrada a l'esquerra, hi haa una escala de caragol que dona accés als nivells superiors i un altre accés que dona lloc pròpiament a la capella que està situada fora de la catedral, al lloc de l'antic claustre avui desaparegut.[48]
- La capella de Sant Joan Baptista va ser decorada entre 1775 i 1779 per Jacques-Firmin Vimeux. Conté un retaule amb la imatge del titular sant Joan Baptista.[49]
- La capella de Santa Teodosia, s'anomenava capella de Sant Agustí. El 1853 el bisbe d'Amiens, Antoine de Salinis, va portar de Roma les relíquies provinents de les catacumbes, d'Aurèlia Teodosia, suposadament nascuda a Amiens. El mateix Napoleó III de França va finançar la restauració i la decoració de la capella de Sant Agustí, i va assistir a la inauguració de la que es va convertir en la capella de Santa Teodosia. El sarcòfag de la santa es troba en un tabernacle d'estil neogòtic executat pels germans Aimé i Louis Duthoit. Està envoltada per una notable reixa feta per un serraller d'Amiens, anomenat Corroyer. És molt interessant el vitrall d'aquesta mateixa època, on estan representats Napoleó III de França i la seva esposa l'emperadriu Eugènia de Montijo, el papa Pius IX i el bisbe d'Amiens, de Salinis. També s'hi pot veure el famós Castell de Pierrefonds, en reconstrucció durant aquesta època. Els vitralls de la part inferior dreta, o «vidrieres dels teixidors», daten del segle xiii.[50]
- La capella de la Verge o capella de la petita parròquia és la capella axial, la més gran i la més llarga de totes les absidals (15,25 metres de profunditat). S'assembla a l'arquitectura de la Sainte-Chapelle, a París, ambdues contemporànies. Va ser restaurada al segle xix per Viollet-le-Duc i el seu equip. L'altar de pedra, és obra dels germans Duthoit. La capella conté dues tombes del segle xiv, la del bisbe d'Amiens Simon de Gonçan i la de Thomas de Savoia. Cada una d'aquestes tombes reposa sobre una base adornada amb personatges ploraners.[51]
- La capella del Sagrat Cor abans va ser anomenada capella de Sant Jaume el major. Conté un magnífic altar de bronze, dissenyat pel joier parisenc Placide Poussielgue-Rusand. També conté les banderes dels exèrcits aliats que van defensar Amiens el 1918.
- La capella de Sant Francesc d'Assís, antiga capella de Sant Nicassi va ser decorada novament entre 1775 i 1779 per l'escultor Jacques-Firmin Vimeux que va realitzar el retaule amb una figura de sant Francesc d'Assís i l'artista Bénouville va contribuir amb una pintura que representava aquest sant morint i donant la seva benedicció a la ciutat d'Amiens.[48]
- La capella de Sant Eloi és l'última de les set capelles i està situada a l'extrem sud de girola. És força sorprenent, ja que mostra en els seus murs representacions pictòriques de sibil·les, que no són específicament personatges cristians, més aviat relacionades amb el paganisme de l'antiguitat. Tanmateix, el degà del capítol catedralici, Adrien d'Hénencourt va ser el que les va fer pintar el 1506. Les vuit sibil·les que estan representades són: Agripa, Pèrsica, Tiburtina, Líbia, Europa, Frígia, Eritrea i Cumana. Restaurades el 1853 i el 1977, aquestes sibil·les són una excel·lent mostra de la pintura francesa a començaments del segle xvi. Però la capella de Sant Eloi és principalment una avantcambra que condueix a la capella dels Macabeus i al tresor de la catedral.[52]

### Transsepte

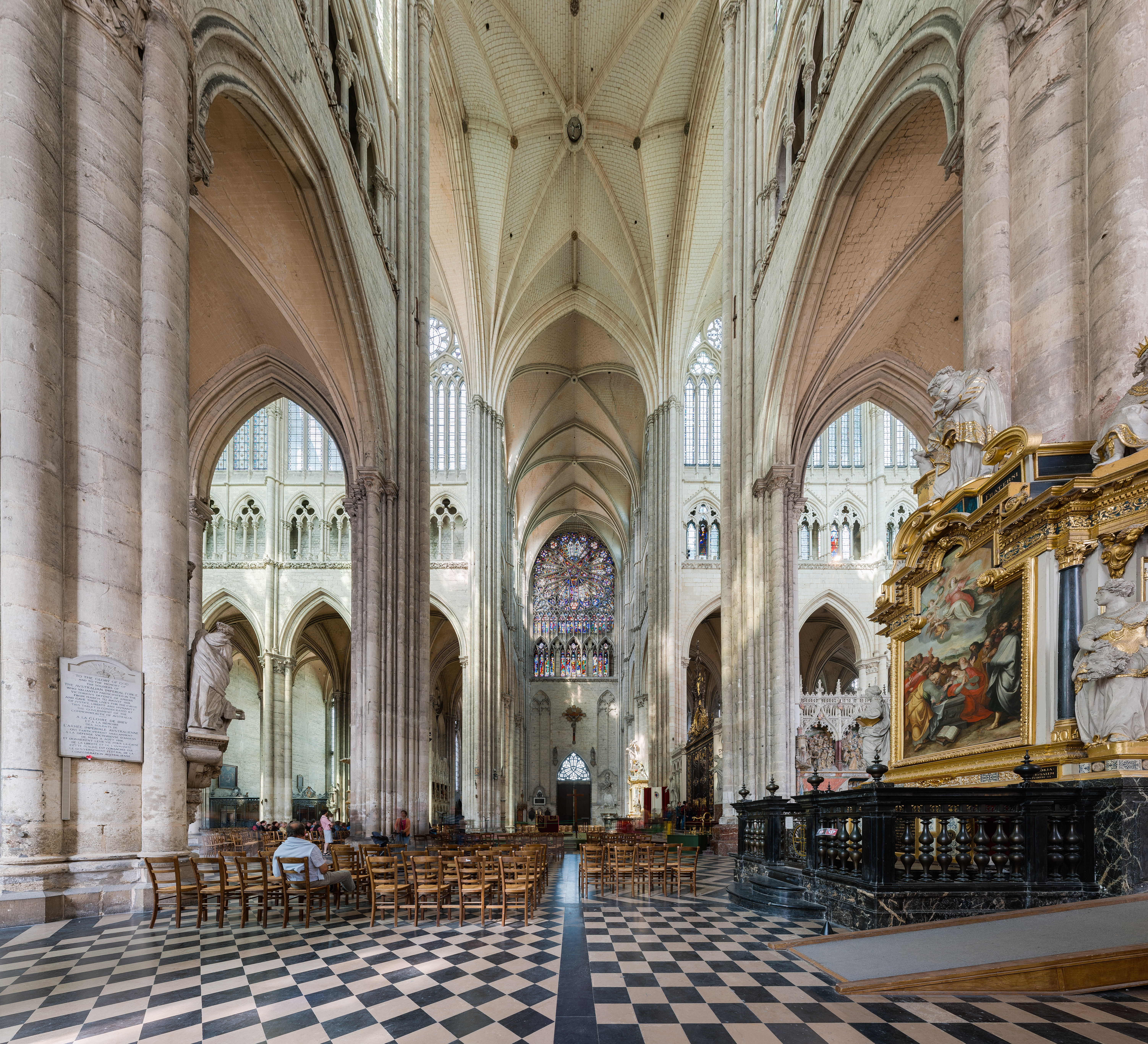
Transsepte i rosassa del braç nord

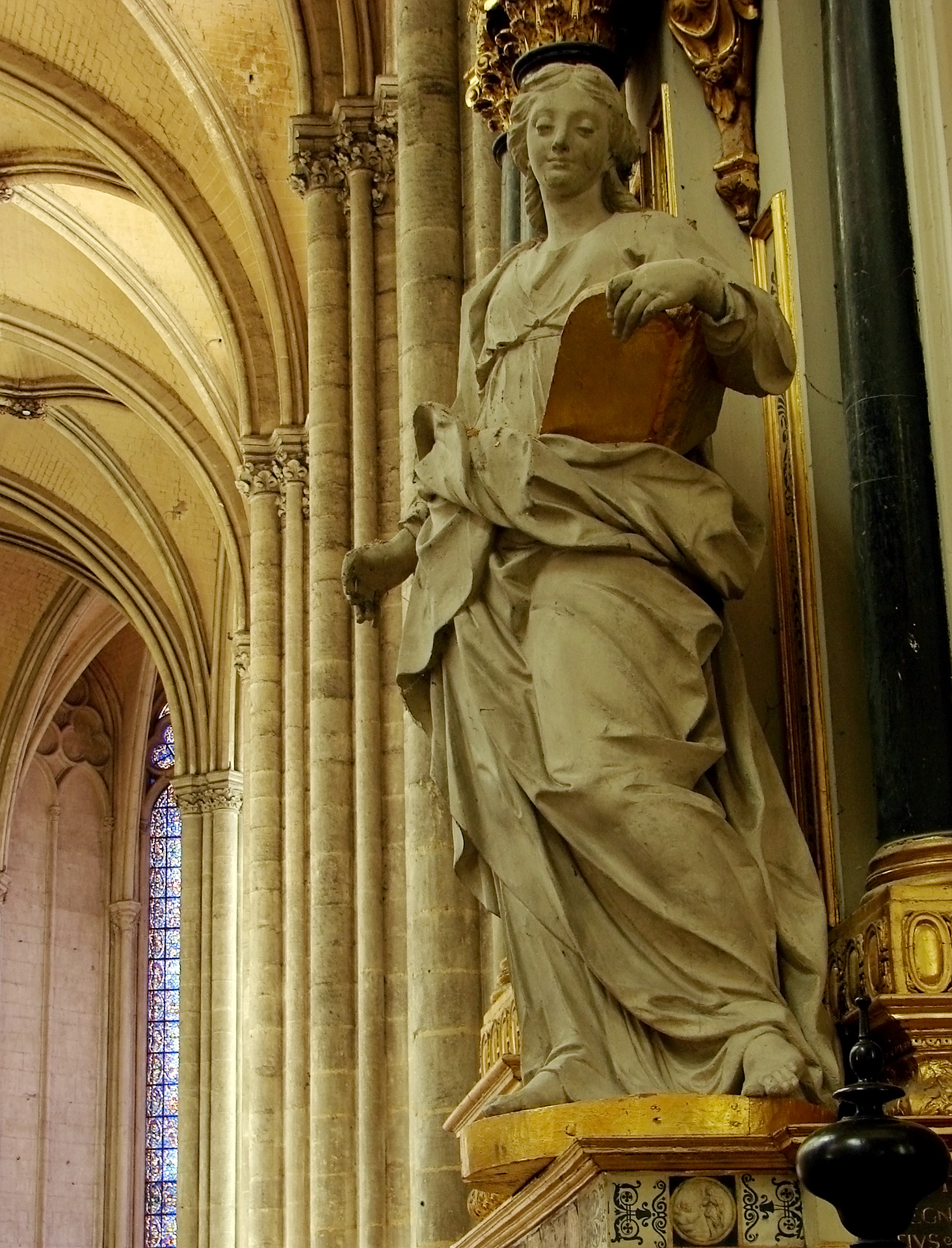
Capella Nostra Senyora del Puy amb l'escultura de santa Genoveva, obra de Charles Cressent

Els dos braços del transsepte tenen cada un tres trams i dos passadissos laterals, un a l'oest i un altre a l'est. L'alçat dels murs del transsepte consta de tres nivells, com la nau i el cor, grans arcades que donen als passadissos, el trifori i finestrals alts.
Cada braç està il·luminat per una gran rosassa, que ocupa la paret superior del mur del fons i que és sobre un altre vitrall de cinc arcs, aquesta vidriera correspon al mur exterior del trifori. La rosassa del braç sud del transsepte rep el nom de «Rosa del cel» i és d'estil gòtic flamíger, mentre que la del braç nord s'anomena «Rosa dels Vents» i és anterior.
El transsepte de la catedral està també ricament decorat. Al braç nord es troba una gran pica baptismal del segle xii, quan s'administrava el mencionat sagrament per immersió. Al costat esquerre (occidental) del braç es troben una sèrie de quatre nínxols de pedra d'estil flamíger, esculpits sobre el model de l'antic tancament del cor de la mateixa època. Hi ha escenes tallades, pintades i daurades, que reprodueixen les quatre parts del Temple de Jerusalem: 
- Al primer nínxol s'hi pot observar Jesús a l'atri del Temple entre els comerciants.
- La segona escena té lloc al Tabernaculum i encara mostra Jesús entre els comerciants.
- A una part del temple anomenada Santíssim, dos sacerdots cremen encens sobre un altar i apareixen dotze pans apilats damunt una taula.
- Finalment al quart espai, té lloc una escena que es desenvolupa al Sancta sanctorum: el Summe Sacerdot d'Israel ofereix encens a l'Arca de l'Aliança.[54]
- La capella de Sant Sebastià, està situada a la intersecció del transsepte i el costat nord del doble deambulatori enfront del pilar que separa els dos passadissos de la girola. La capella data de la primera meitat del segle xvii i va ser restaurada el 1832 pels germans Duthoit. Té un petit altar coronat per una pintura situada al centre d'un retaule de marbre tallat i parcialment daurat. La taula de pintura és una Crucifixió provinent, de l'abadia de Fontevrault, i atribuït a Guillaume Hergosse, pintor flamenc del segle xviii. Està envoltada a la dreta per una escultura de sant Lluís, rei de França, portant la corona d'espines. A l'esquerra hi ha l'estàtua de sant Roc amb el seu gos, obra realitzada per Nicolas Blasset i de data de l'any 1634. Per damunt de tot: una bella estàtua del màrtir sant Sebastià, traspassat per les fletxes i el cap envoltat de querubins. La combinació dels tres sants (sant Lluís, sant Roc i sant Sebastià) és comprensible, perquè tots tres eren invocats durant les epidèmies de pesta.[55]
- La capella de Nostra Senyora del Puy correspon al costat sud. És una de les importants de la germandat Notre-Dame du Puy, a qui el mestre designat cada any, havia d'oferir un regal a la catedral, per regla general sota la forma d'una bona obra d'art. La capella data del segle xvii i té per damunt de tot un magnífic retaule al centre del qual es troba una pintura de l'Assumpció de la Verge, amb dues estàtues al seu entorn, a la dreta Judit que sosté el cap del gegant Holofernes, i a l'esquerra santa Genoveva. Aquesta última es va transformar en una «deessa de la Raó» durant la Revolució francesa, i es va posar entre les seves mans la taula dels Drets Humans i del Ciutadà. Després de la Revolució es va transformar novament, aquesta vegada en sibil·la, i en aquesta etapa se suposa que sosté les taules de la llei de Déu.[12]
- La capella de Sant Pere i Sant Pau ocupa l'extrem sud del passadís del braç sud del creuer. L'altar de fusta tallada va ser encarregat el 1750 pel canonge François Cornet de Coupel, que actuava com a braç dret i actiu del bisbe Louis-François-Gabriel d'Orleans de Lamotte, a la renovació barroca de la catedral. Està pintat com una imitació de marbre i té un gran quadre que representa L'Adoració dels mags. L'altar està envoltat per les estàtues de sant Pere i sant Pau. En aquesta capella s'obre una escala que condueix a nivells superiors del creuer sud.[56]

### Altar major

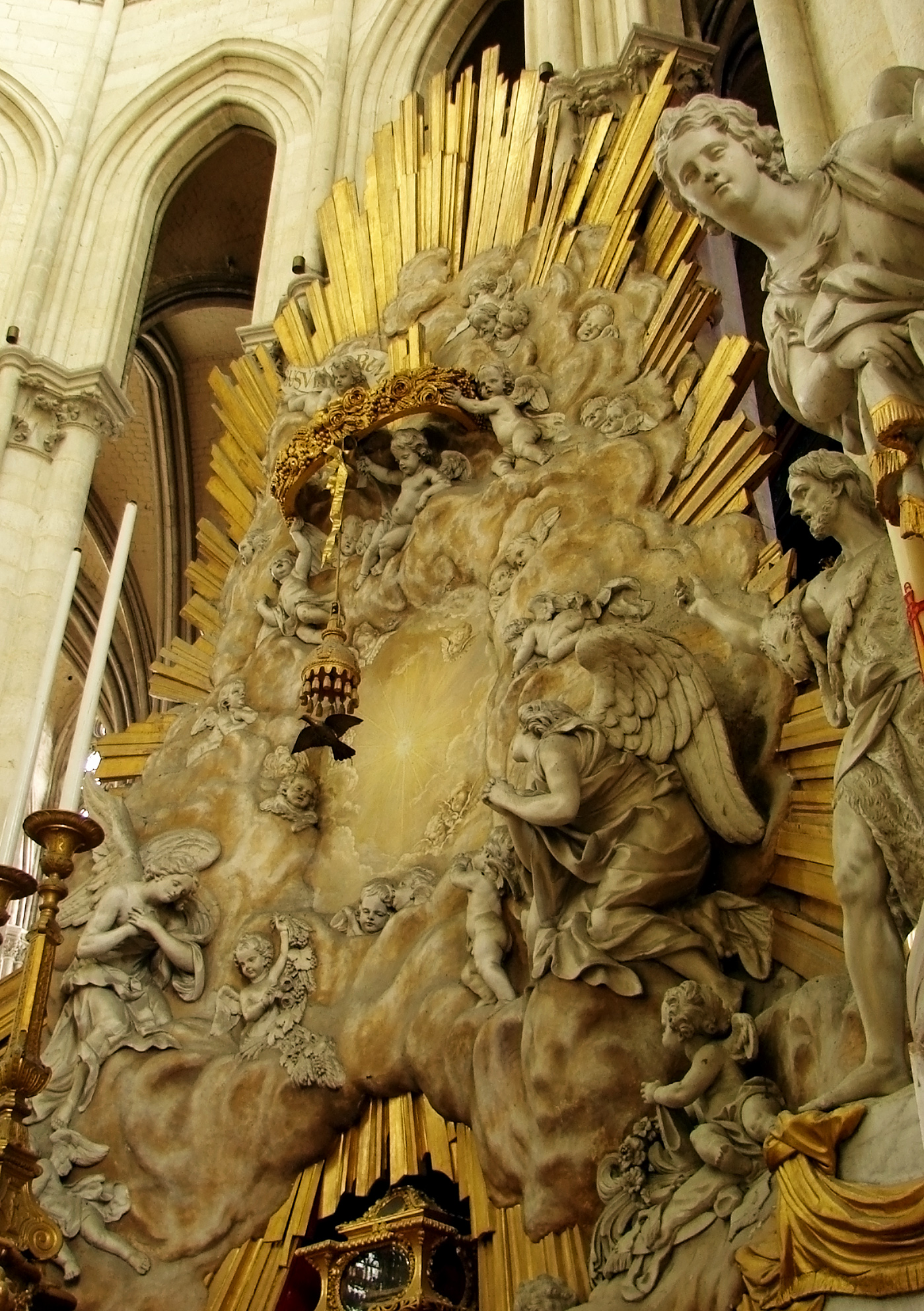
Vista lateral de la «Glòria eucarística», de l'altar major

El nou altar major barroc va ser instal·lat el 1751. Està vorejat per un gran grup escultòric, que ocupa la major part de l'absis i està compost per grans escultures del barroc francès, decorades amb or. Es tracta d'un monument únic dels seus dies, que va ser dissenyat per l'arquitecte Pierre-Joseph Christophle i esculpit per Jean-Baptiste Dupuis d'Amiens. S'anomena la «Glòria eucarística». Sobre una base de marbre, la «Glòria eucarística» té la forma d'un remolí de núvols envoltat d'un halo de raigs de llum, com enormes agulles d'or. Al centre es troba el colom eucarístic on convergeixen totes les mirades. El conjunt és una veritable explosió de llum, que simbolitza la resurrecció de Crist, «llum del món». Tot gira al voltant del colom, àngels i querubins en aleteig dintre dels núvols. A tots dos extrems de l'escena, a una alçada de més de quinze metres, es poden veure les estàtues de la Verge Maria a l'esquerra i de sant Joan a la dreta, cap als costats hi ha dos àngels, enquadrant l'escena. Tot està disposat en un semicercle sobre les arcades de l'absis i enfront del cor.

### Cor
Igual que la nau, el seu alçat és de tres nivells de grans arcades, trifori i vitralls alts. Als trams rectangulars hi ha la mateixa arquitectura que a la nau, encara que amb algunes peculiaritats. Així, els dos grups de tres arcs del trifori estan coronats per arcs amb forma de «mitra». A més a més, contràriament al que es veu a la nau, el trifori és en claristori. Finalment, les ogives dels vitralls superiors són sis en lloc de quatre.
A l'eix del cor, es pot veure un gran vitrall que es va oferir a la catedral el 1269. És el millor i més important vitrall del temple. El seu tema és el dels àngels anunciant el coronament de Sant Lluís. Sobre una de les vidrieres hi ha la inscripció amb el nom del bisbe i la data: «Bernardus episc. Em Dedit. M. CC. LXIX»
- Cadirat

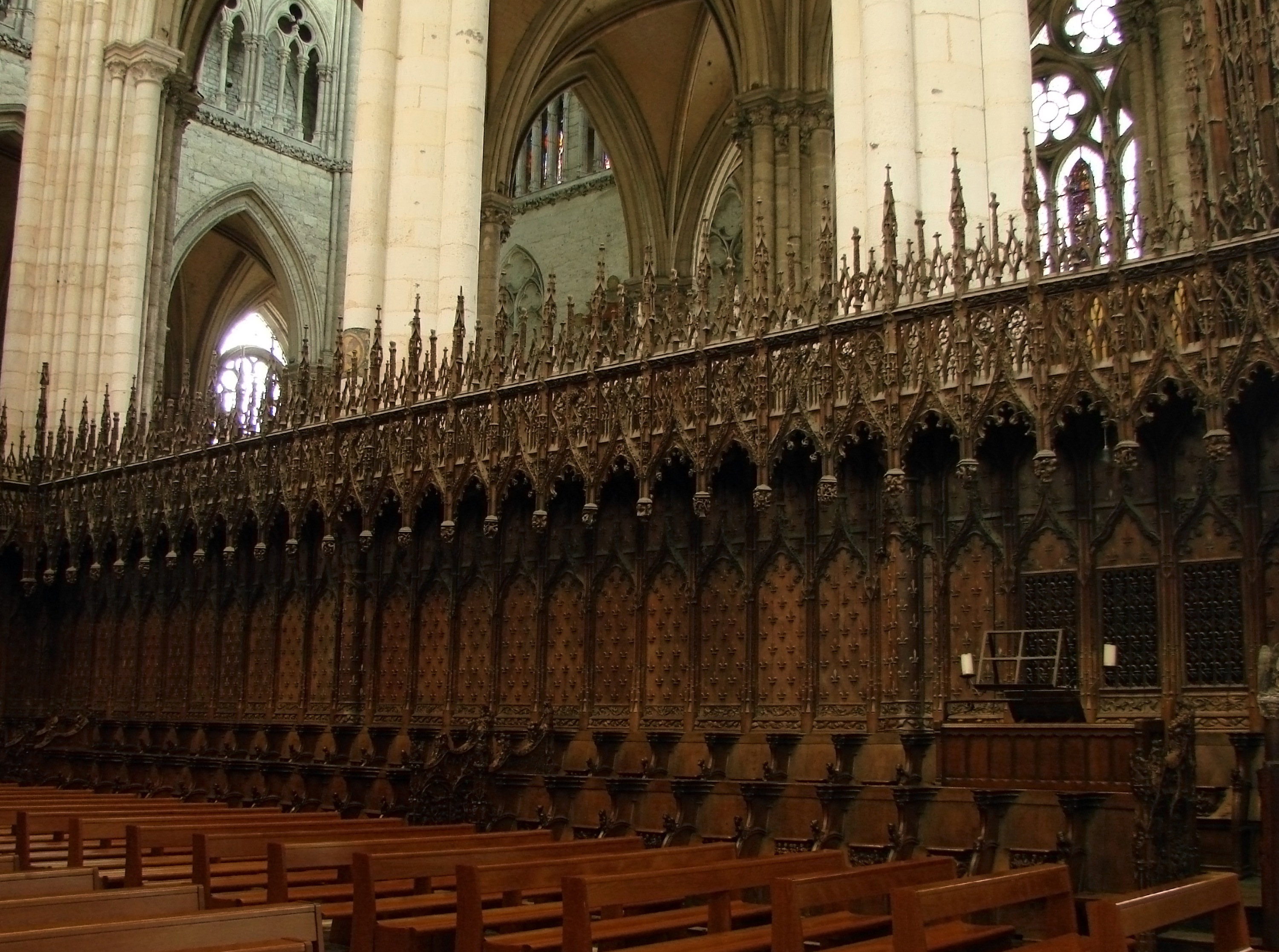
Cadirat del cor de la catedral d'Amiens

El cadirat del cor de la catedral, és de fusta de roure i representa una gran obra d'art d'ebenisteria, d'estil gòtic flamíger, que va ser dissenyada pels mestres Arnould Boulin, Antoine Avernier i Alexandre Huet. La perfecció tècnica d'aquests setials és tan gran que l'ull humà no pot detectar el més petit rastre d'assemblatge. Aquí no hi ha claus ni caragols ni perns ni espigues. Malgrat ser del gòtic tardà, ja incorpora elements renaixentistes.
Representen més de 4.000 personatges i van ser realitzats durant onze anys, de 1508 a 1519. El nombre de seients originals era de cent vint, dels quals avui en queden 110, seixanta-dos a la part alta i quaranta-vuit a la baixa. Les dues cadires especials estaven reservades per al rei i per al degà del capítol catedralici. Aquestes són úniques en el seu gènere i tenen com a dossers una talla en fusta de filigrana, que s'eleva a 13,50 metres del terra. A la cadira del rei hi van seure, entre d'altres,  Lluís XII, Francesc I, Enric IV, a continuació Napoleó I i el president De Gaulle.
A les misericòrdies i sobre els braços dels setials, s'hi troben una multitud de personatges esculpits amb rostres tipològics, que mostren els principals esdeveniments descrits a l'Antic Testament, des de la creació de l'home fins al rei David. Aquests personatges bíblics estan vestits i fan diversos treballs a la manera que es feia a la zona de la Picardia en aquella època. Per sobre el cadirat es troben escenes tallades amb gran delicadesa sobre la vida de Maria, descrivint escenes des de la seva concepció fins al seu coronament, en correspondència amb els textos del Nou Testament i la Llegenda àuria. Sobre els reposabraços, una multitud de personatges mostren la vida quotidiana d'Amiens i, en general, de la França del segle xvi. Una profusió de petites figures, tallades amb destresa i amb gran sentit de l'humor, ensenyen els pelegrins, clergues, artesans, homes i dones de l'època, amb les seves peculiaritats i defectes i els seus trets de personalitat.
Pel que fa als respatllers del cadirat, es trobaven decorats amb flors de lis, això no constituïa un homenatge a la monarquia francesa, sinó a la Mare de Déu, a qui la catedral ha estat sempre dedicada. La flor de lis és de fet la flor mariana per excel·lència, hi ha almenys 2.200 lliris, repartits per tots els respatllers. Durant la Revolució, van ser cremades. De 1949 a 1952, l'escultor Léon Lamotte d'Amiens les va reconstruir, utilitzant les tècniques del segle xvi. Finalment els dossers o pinacles dels setials, alguns dels quals arriben a més de 13,5 metres d'altura, estan fets de fullatge entrellaçat alternat amb petites figures. Va ser en aquesta destresa de la filigrana de fusta dels artesans de l'època en què es manifesta el punt més alt del seu mestratge. En aquesta obra, el compte de despeses del capítol s'ha conservat, es van pagar 9.498 lliures, 11 sous i 3 denaris que equivalen a un milió i mig d'euros el 2008.
- Cor barroc

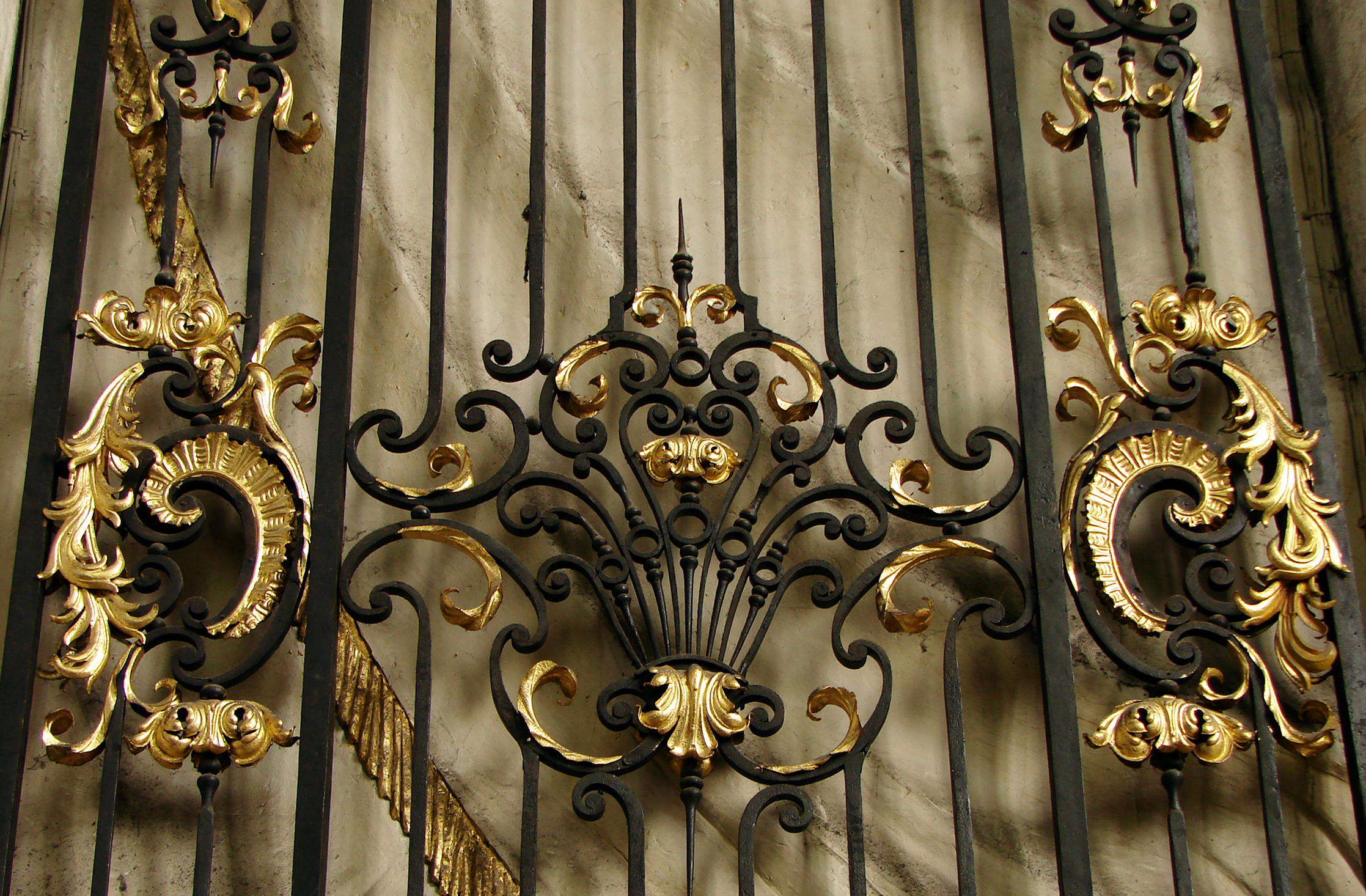
Detall de la reixa del cor

Al segle xvi, el degà Adrien d'Hénencourt, ric mecenes va encarregar a l'escultor Antoine Ancquier un mur massís de pedra per envoltar i aïllar el cor. El propòsit d'aquesta operació era múltiple, d'una banda, aïllar el capítol catedralici i els seus setials del soroll fet pels pelegrins desfilant prop del deambulatori del cor, que molestava sobre manera els canonges. D'altra banda, la tanca havia de tenir un aspecte educatiu religiós per a aquests pelegrins. Per a això havia d'implicar el tancament una sèrie d'escenes tallades i policromades explicant la vida dels sants. Finalment, també el propòsit era perquè tingués la construcció una estructura capaç de reunir les tombes d'homes il·lustres relacionats amb la catedral. La tanca va ser completada el 1530.
Durant el mandat del bisbe Louis-François-Gabriel d'Orleans de la Motte entre 1734 i 1774, es van realitzar nombrosos canvis en la decoració del cor cap al nou art del barroc, el mur de pedra que l'envoltava va ser destruït, quasi totalment, el 1755 i substituït per una reixa de ferro forjat dissenyada per Michel-Ange Slodtz i realitzada per Jean Veyren, aquesta reixa de protecció del cor és una obra que és més pròxima a l'orfebreria que a la forja.

## Relíquies de sant Joan Baptista

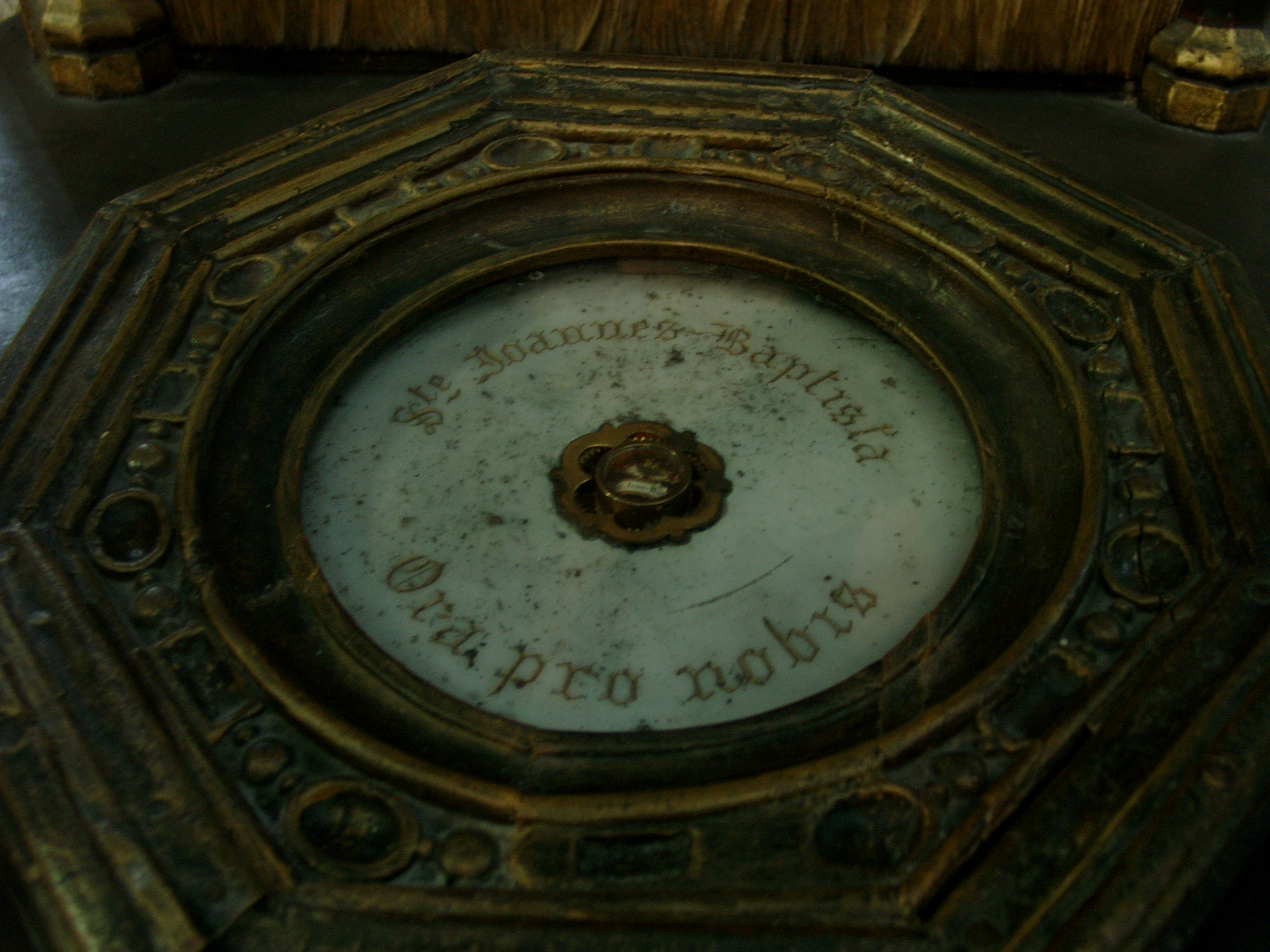
Estella d'os de crani que es presumeix de sant Joan Baptista

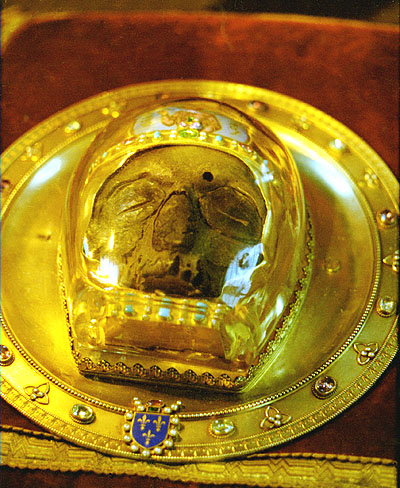
Reliquiari del crani presumible de sant Joan Baptista.

La catedral conserva, entre d'altres, dues relíquies pertanyents a sant Joan Baptista, que va fer que el temple es convertís a l'edat mitjana en un dels punts més importants de pelegrinatge d'Europa.
Una relíquia consisteix en un tros d'estella d'os del crani, que es presumeix que va pertànyer a sant Joan Baptista, es presenta a través d'una finestra, en un reliquiari de fusta amb vidre, al creuer nord.
La part frontal d'un crani —salvat de la destrucció que es va produir durant la Revolució Francesa— es conserva a la sala del tresor de la catedral, a prop de la sagristia, és considerada com de sant Joan Baptista, creença reforçada perquè a aquest crani li falta exactament el tros d'estella de la mateixa mida del que es presenta com a relíquia del sant al creuer de la catedral. Aquest crani va ser portat des de Constantinoble el 1206 durant la Quarta Croada per un canonge de Picquigny, Wallon de Sarton. La relíquia és la part anterior del crani, mentre que també provinent del mateix lloc (Constantinoble) es conserva a la Sainte Chapelle la part posterior del crani de sant Joan. El reliquiari consta d'una part de cristall de roca del segle xiii, i l'altra part és una peça d'orfebreria reconstruïda al segle xix i realitzada pel joier parisenc Rusand-Placide Poussielgue, basat en el treball anterior del segle xvii, que va ser destruït durant la Revolució.